# جمهورية الكونغو الديمقراطية
جمهورية الكونغو الديمقراطية (بالفرنسية: République démocratique du Congo أو RD Congo) وتُسمى أيضًا كونغو كينشاسا، أو الكونغو، وعُرفت تاريخيًّا باسم زائير، هي دولة تقع في وسط أفريقيا. وهي أكبر الدُّول مساحةً في أفريقيا جنوب الصحراء، وثاني أكبر دولة في القارة الأفريقية (بعد الجزائر)، والحادية عشر في العالم. تعدّ جمهورية الكونغو الديمقراطية أكبر دولة ناطقة بالفرنسية من حيث عدد السكان في العالم، وهي ثالث أكثر الدول الأفريقية اكتظاظًا بالسكان (بعد نيجيريا وإثيوبيا)، والرابعة عشر في العالم. وهي عضو في الأمم المتحدة وحركة عدم الانحياز والاتحاد الأفريقي وكوميسا. لم يزل شرق جمهورية الكونغو الديمقراطية منذ عام 2015 مسرحًا لنزاعٍ مسلح في كيفو.
سكن البشر الباحثون عن الطعام المنطقة التي تقع فيها جمهورية الكونغو الديمقراطية قبل 90 ألف سنة، وتمركزوا حول حوض الكونغو، ثم بلغ توسع البانتو المنطقة قبل نحو 3 آلاف سنة. وفي الغرب، حكمت مملكة الكونغو المنطقة المحيطة بمصب نهر الكونغو خلال الفترة الممتدة من القرن الرابع عشر إلى القرن التاسع عشر. أمّا في الشمال الشرقي ووسط وشرق الكونغو فحكمت ممالك أزاندي ولوبا ولوندا المنطقة من القرنين السادس عشر والسابع عشر حتى القرن التاسع عشر.
بدأ الاستكشاف الأوروبي لحوض الكونغو في سبعينات القرن التاسع عشر قبيل بدء التدافع على أفريقيا، وكان أول من قاده المستكشف هنري مورتون ستانلي تحت إشراف ليوبولد الثاني ملك بلجيكا. حاز ليوبولد رسميًّا على امتياز استملاك منطقة الكونغو في مؤتمر برلين عام 1885 وجعل الأرض ملكيته الخاصة، وسمّاها دولة الكونغو الحرة. في أيام الدولة الحرة، أجبرت وحداته العسكرية الاستعمارية المُسماة «القوات العامة» السكان المحليين على إنتاج المطاط. من عام 1885 إلى 1908، ماتَ ملايينُ الكونغوليين نتيجة للوباء والاستغلال. في عام 1908، تنازل ليوبولد، بعد ممانعة منه، عن الدولة الحرة لبلجيكا، وأصبح اسمها عندئذ الكونغو البلجيكية.
استقلّت الكونغو عن بلجيكا في 30 يونيو 1960 تحت اسم «جمهورية الكونغو». انتُخب الزعيم الوطني الكونغولي باتريس لومومبا أوّلَ رئيسٍ للوزراء، وجوزيف كازافوبو أوّلَ رئيس للجمهورية. نشأ صراع على إدارة المنطقة، عُرف باسم أزمة الكونغو. حاولت مقاطعة كاتانغا تحت حكم موييس تشومبي ومقاطعة جنوب كاساي، الانفصال عن الجمهورية. بعد رفض الأمم المتحدة والحكومات الغربية طلبات لومومبا للدعم، صرّح بأنه مستعد لقبول مساعدة أي دولة في الأزمة حتى الاتحاد السوفييتي، وهنا تنبهت الولايات المتحدة وبلجيكا وأشرفتا على إزالته من منصبه على يد كازافوبو في الخامس من سبتمبر وإعدامه على يد قوات كاتانغية لها قيادة بلجيكية بتاريخ 17 يناير عام 1961.
في 25 نوفمبر عام 1965، اعتلى قائد الجيش جوزيف ديزيري موبوتو السلطة بانقلاب عسكري، وغيّر اسمه بعد ذلك إلى موبوتو سيسي سيكو. وفي عام 1971، غيّر اسم البلاد إلى زائير. وهكذا أُديرت الكونغو في تلك الفترة تحت نظام الحزب الواحد، إذ كان حزب حركة الثورة الشعبية الحزب القانوني الوحيد. دعمت الولايات المتحدة حكومة موبوتو دعمًا كبيرًا، بسبب موقفها المناوئة للشيوعية إبان الحرب الباردة. في أوائل تسعينات القرن العشرين، بدأ الضعف يستشري في حكومة موبوتو. كان لتزعزع استقرار المنطقة الشرقية جراء الإبادة الجماعية الرواندية عام 1994، وتهميش حقوق سكان بانيامولنج الشرقية (وهم روانديون كونغوليون من إثنية التوتسي) أن أدّى إلى شن رواندا خلال عهد الجبهة الوطنية الرواندية التوتسية لغزو، وهو ما أشعل فتيل حرب الكونغو الأولى.
في 17 مايو 1997، أصبح لوران ديزيري كابيلا، وهو قائد لقوات توتسية من مقاطعة جنوب كيفو، رئيسًا بعد أن هرب موبوتو إلى المغرب، وأعاد اسم الدولة إلى جمهورية الكونغو الديمقراطية. أدت التوترات بين الرئيس كابيلا والوجود الرواندي والتوتسي إلى اندلاع حرب الكونغو الثانية التي بدأت عام 1998 وانتهت عام 2003. في النهاية، اشترك في الحرب تسع دول أفريقية ونحو عشرين مجموعة مسلحة، وهو ما أدى إلى موت 5.4 مليون نسمة. دمرت الحربان البلاد. اغتيل الرئيس كابيلا على يد أحد مرافقيه في 16 يناير عام 2001، وخلفه بعد ستة أيام ابنه جوزيف، الذي بقيت حقوق الإنسان في البلاد في حكمه متردية وحدثت انتهاكات كثيرة منها الاختفاء القسري والتعذيب والسجن الاعتباطي وتقييد الحريات المدنية، وفقًا لما أوردته منظمات غير ربحية.
جمهورية الكونغو الديمقراطية غنية جدًّا بالموارد الطبيعية ولكنها عانت من الاضطراب السياسي، وسوء البنى التحتية، والفساد، وقرون من الاستغلال التجاري والاستعماري، مع تطور عام قليل. إلى جانب العاصمة كينشاسا، المدينتان الكبريان بعدها لبومباشي ومبوجي-مايي، هي مجتمعات تعدين. أكثر بضائع الجمهورية تصديرًا هي المعادن الخامة، وتستورد الصين أكثر من 50% من البضائع المصدرة من جمهورية الكونغو الديمقراطية بحسب تقديرات عام 2012. احتلت جمهورية الكونغو الديمقراطية المرتبة السادسة والسبعين بعد المئة «176 من أصل 187» دولة على مؤشر التنمية البشرية في عام 2016. في عام 2018، هاجر نحو 600 ألف كونغوليّ إلى الدول المجاورة هربًا من النزاعات في وسط البلاد وشرقها. يواجه مليونا طفل خطر الموت جوعًا، وقد هجّر النزاع المسلح 4.5 مليون شخص.

## التأثيل
سُمّيت جمهورية الكونغو الديمقراطية باسم نهر الكونغو، الذي يتدفق عبر البلاد. نهر الكونغو هو أعمق نهر في العالم وثاني أكبر نهر من حيث الحمولة. أسس ليوبولد الثاني ملك بلجيكا عام 1876، لجنة دراسة الكونغو العليا، وكانت جمعية دولية للكونغو، أسسها عام 1879، وسمّيت باسم النهر.
أما النهر نفسه فسمّاه ملّاحة أوروبيون على اسم مملكة الكونغو وسكّانها من شعب البانتو، شعب الكونغو، عندما التقوهم في القرن السادس عشر. تأتي كلمة كونغو من لغة الكونغو (تسمى أيضًا كيكونغو). يقول الكاتب الأمريكي سامويل هنري نيلسون: «يرجح أن تكون كلمة كونغو نفسها تدل على تجمع عام، وأنها مشتقة من الجذر كونغا (اجتمع)». أما الاسم الحديث لشعب الكونغو، باكونغو، فقد اصطُلح عليه في أوائل القرن العشرين.
سُمّيت جمهورية الكونغو الديمقراطية في الماضي، بالترتيب التاريخي: دولة الكونغو الحرة، ثم الكونغو البلجيكية، ثم جمهورية الكونغو ليوبولدفيل، ثم جمهورية الكونغو الديمقراطية ثم جمهورية زائير، ثم رُجع إلى الاسم الحالي، جمهورية الكونغو الديمقراطية.
عندما استقلت الكونغو، سُمّيت جمهورية الكونغو ليوبولدفيل، لتمييزها عن جارتها جمهورية الكونغو برازافيل. مع إصدار دستور لولوابورغ، في الأول من أغسطس عام 1964، سُمّيت البلاد جمهورية الكونغو الديمقراطية، ثم سماها الرئيس موبوتو سيسي سيكو باسم زائير (وهو اسم قديم لنهر الكونغو) في 27 أكتوبر عام 1971، وكان ذلك جزءًا من مبادرة الأصالة.
كلمة زائير هي تبنٍّ برتغالي لكلمة نزير «نهر» الكيكونغية، وهي اقتطاع من كلمة نزادي أو نزير «نهر يبلع الأنهار». عُرف النهر باسم زائير في القرنين السادس عشر والسابع عشر، ويبدو أن كلمة كونغو حلّت محل كلمة زائير تدريجيا في الاستعمال الإنكليزي في القرن الثامن عشر، وأصبح اسم الكونغو هو الاسم الإنكليزي المفضل في أدب القرن التاسع عشر، على أن الإشارات إلى استعمال سكان المنطقة اسم زائير (المشتقة من الاستعمال البرتغالي) بقيت شائعة.
في عام 1992، صوت المؤتمر الوطني السيادي لصالح تغيير الاسم إلى «جمهورية الكونغو الديمقراطية»، ولكن هذا التغيير لم يحدث. استعاد الرئيس لوران ديزيري كابيلا الاسم بعد سقوط موبوتو عام 1997.

## التاريخ

### التاريخ المبكر
سُكنت المنطقة الجغرافية التي تسمى اليوم جمهورية الكونغو الديمقراطية منذ 90 ألف عام، وهو ما أظهره اكتشاف حربة سمليكي في كاتاندا، وهي واحدة من أقدم الحِراب الشائكة المكتشفة، ويعتقد أنها كانت تستعمل لصيد سمك السلور النهري الضخم.
وصلت شعوب البانتو إلى وسط أفريقيا في الألفية الأولى قبل الميلاد، ثم توسعت جنوبًا تدريجيًّا. وسرّع انتشارُهم تبنّيهم للرعي وتقنيات العصر الحديدي. كانت الشعوب التي تسكن في الجنوب والجنوب الغربي مجموعات باحثة عن المؤن، لم يكن لها من استعمال التقنيات المعدنية إلا القليل. ثوّر تطوير الأدوات المعدنية في تلك الفترة الزراعة. أدى هذا إلى تنحية المجموعات الصائدة الجامعة في الشرق والجنوب الشرقي. اكتملت آخر موجة من توسع شعوب البانتو في القرن العاشر الميلادي، وتلاها تأسيس ممالك البانتو، التي سمح تزايد سكانها بتأسيس شبكات تجارية محلية وإقليمية وخارجية تاجرت بالعبيد والملح والحديد والنحاس.

### دولة الكونغو الحرة (1877-1908)

تصوير معاصر للبعثة البلجيكية خلال الحرب الكونغولية العربية.

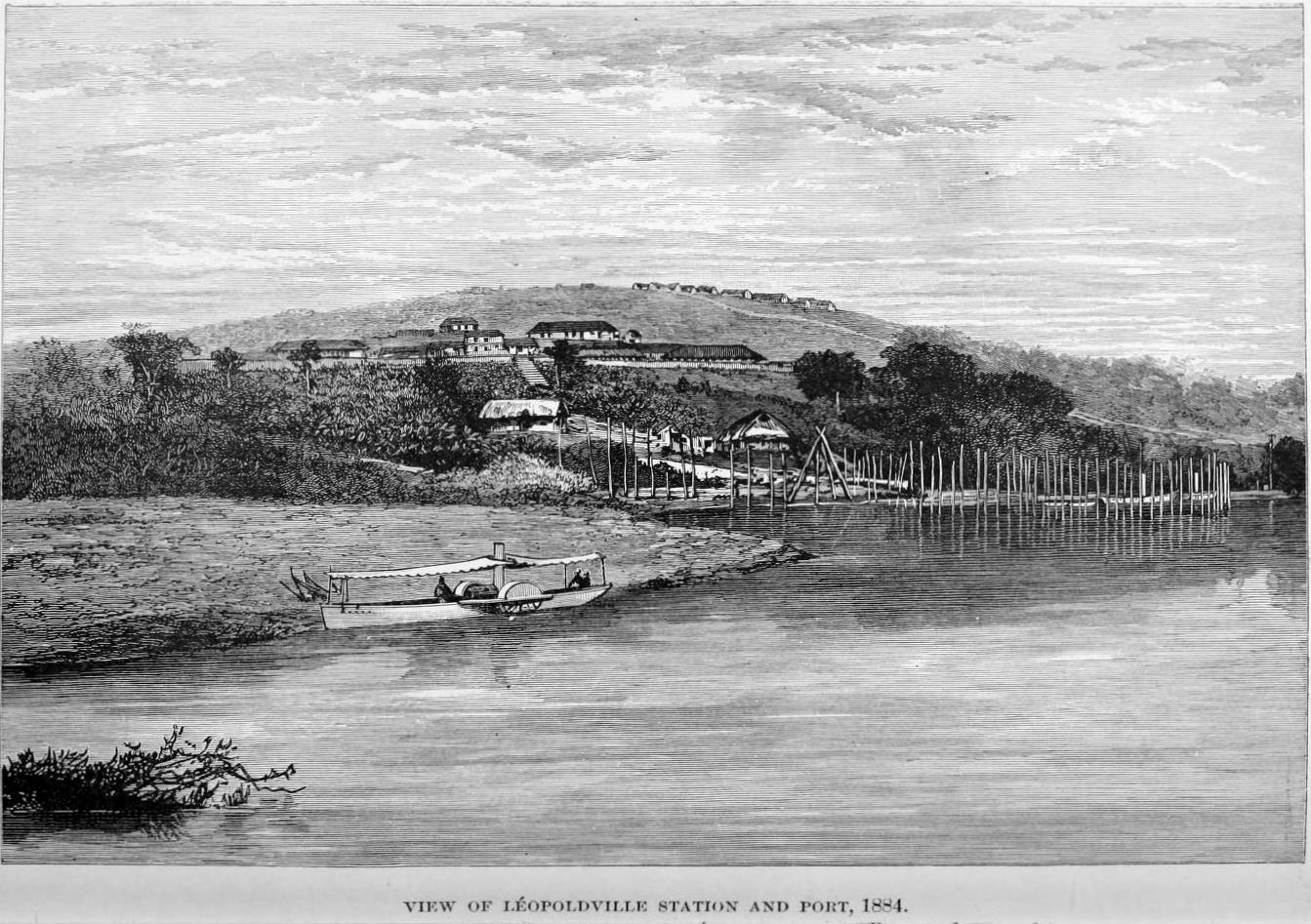
منظر عام لمحطة وميناء ليوبولدفيل في عام 1884.

بدأ الاستكشاف البلجيكي والإدارة البلجيكية من سبعينيات القرن التاسع عشر حتى عشرينيات القرن العشرين. وكان يقوده أولا السير هنري مورتن ستانلي، الذي أجرى استكشافاته تحت إشراف ليوبولد الثاني ملك بلجيكا. كانت المناطق الشرقية للكونغو قبل الاستعمار مضطربة بسبب الإغارات المستمرة على العبيد، ولا سيما من تجار العبيد العرب السواحليين، مثل تيبوتيب سيئ السمعة، الذي كان يعرفه ستانلي معرفةً جيدة.
كان عند الملك ليوبولد مخططات للحال الذي ستصبح الكونغو عليه وهي مستعمرة. نجح الملك ليوبولد في المفاوضات بالكلام عن أهداف إنسانية سيسعى إليها بوصفه رئيس المنظمة الواجهة المُسماة الجمعية الأفريقية الدولية، ولكنه في الحقيقة كان يؤجج الصراع بين المتنافسين الأوروبيين.
حاز ليوبولد رسميًّا على الحق في منطقة الكونغو في مؤتمر برلين عام 1885 وجعل الأرض ملكيته الخاصة. وسمّاها دولة الكونغو الحرة. بدأ نظام ليوبولد مشاريع بنية تحتية متعددة، منها تأسيس السكة الحديدية التي تنقل من شاطئ العاصمة ليوبولدفيل (تسمى الآن كينشاسا)، واستمر بناؤها ثماني سنوات. تقريبًا كانت كل مشاريع البنية التحتية هذه تهدف إلى تسهيل زيادة الأصول التي يستطيع ليوبولد وأخصّاؤه أن يستخرجوها من المستعمرة.
في الدولة الحرة، أجبر المستعمِرون السكان المحليين على إنتاج المطاط، الذي أنشأ له انتشار السيارات وتطوير الإطارات المطاطية سوقًا عالمية ناشئة. عادت مبيعات المطاط على ليوبولد بثروة، بنى بها عدة مبان في بروكسل وأوستند تشريفًا لنفسه وبلده. ولفرض إنتاج حصص معينة من المطاط، استُدعي الجيش والقوات العامة، وصار قطع أطراف السكان المحليين سياسة مُتبعة.
في فترة 1885–1908، مات ملايين الكونغوليين نتيجةً للاستغلال والوباء. انخفض تعداد السكان في بعض المناطق انخفاضًا حادًّا، وقُدّر أن داء المثقبيات الأفريقي (أو مرض النوم) والجدري قتل نحو نصف السكان في المناطق المحيطة بنهر الكونغو الأدنى.
بدأت أخبار الاضطهاد تنتشر. في عام 1904، جاءت أوامر الحكومة البريطانية إلى روجر كيسمنت في القنصلية البريطانية في بوما في الكونغو، أن يحقق في الأمر. أكّد تقريره، المسمى تقرير كيسمنت، اتهامات الانتهاكات الإنسانية. أجبر البرلمان البلجيكي الملك ليوبولد الثاني على إحداث هيئة مستقلة للتحقيق. أكدت تحقيقات هذه الهيئة تقرير كيسمنت عن انتهاكات حقوق الإنسان، واستنتجت أن سكان الكونغو نقصوا إلى نصفهم في هذه الفترة. أما تحديد عدد الموتى بالضبط فهو مستحيل، ولم تسجَّل أي تسجيلات دقيقة.

### الكونغو البلجيكية (1908-1960)

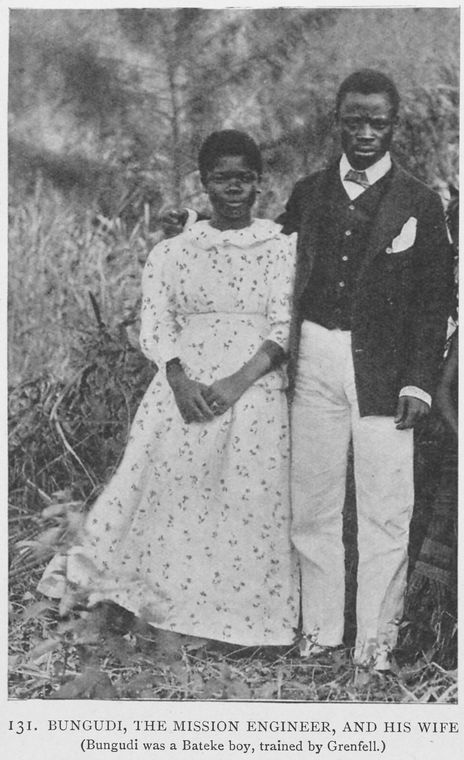
صورة فوتوغرافية تعود لعام 1908 لرجل وامرأة كونغوليين متزوجين.

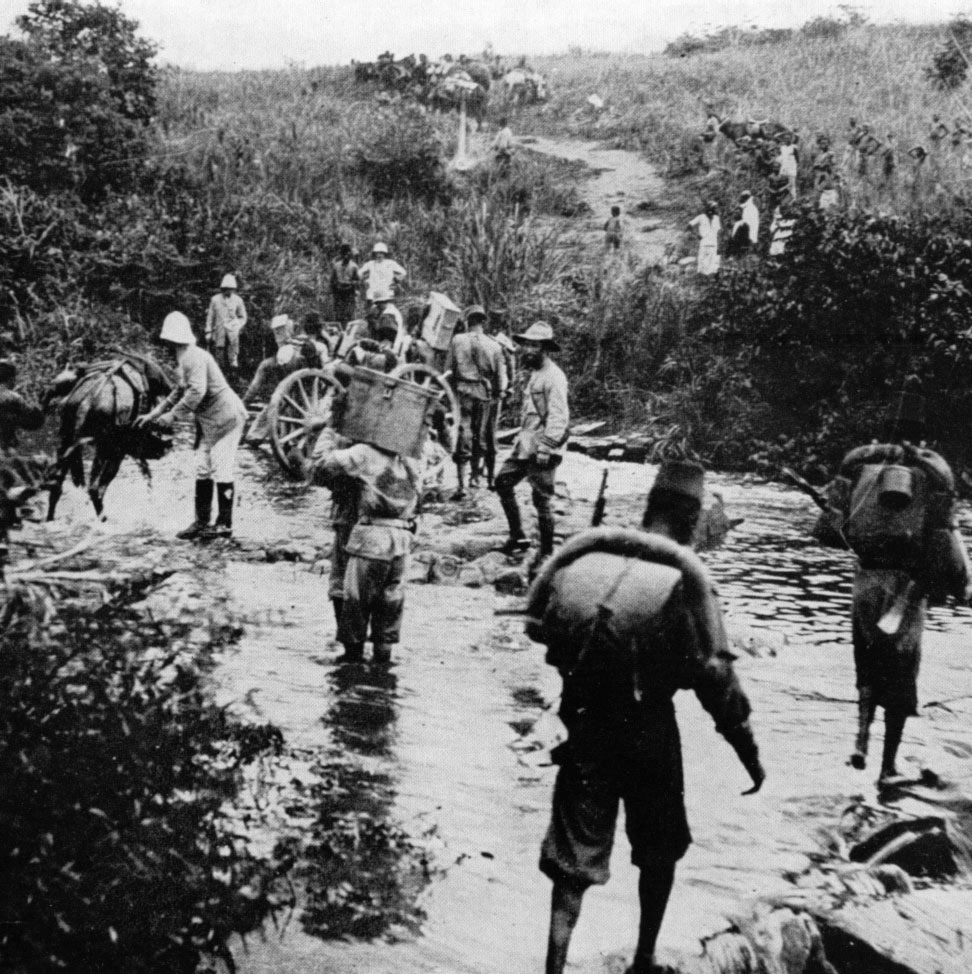
عناصر من «القوات العامة» في الكونغو البلجيكية في عام 1918. ضمّت القوات العامة في صفوفها خلال أيام مجدها ما يناهز 19 ألف جندي كونغولي واقعين تحت أمرة 420 ضابط بلجيكي.

في عام 1908، خضع البرلمان البلجيكي، بعد ممانعة، إلى الضغط الدولي (لا سيما من المملكة المتحدة) واستولى على الدولة الحرة مكانَ الملك ليوبولد الثاني.
في 18 أكتوبر 1908، صوت البرلمان البلجيكي لضمّ الكونغو إلى بلجيكا بوصفها مستعمرة بلجيكية. تولّى الوزير البلجيكي للشؤون الاستعمارية السلطة التنفيذية، بمساعدة مجلس استعماري (وكلاهما كان في بروكسل). تولى البرلمان البلجيكي السلطة التشريعية على الكونغو البلجيكية. في عام 1926 انتقلت العاصمة الاستعمارية من بوما إلى ليوبولدفيل، نحو 300 كيلومتر إلى الداخل. كان الانتقال من دولة الكونغو الحرة إلى الكونغو البلجيكية انتقالًا حقيقيًا، ولكنه أظهر درجة كبيرة من الاستمرارية أيضًا. بقي الجنرال الحاكم لدولة الكونغو الحرة، بارون ثيوفيل واهيس في منصبه في الكونغو البلجيكية، ومعه معظم الإدارة التي كانت أيام حكم ليوبولد الثاني. ما زال فتح الكونغو وثرواتها الطبيعية والمعدنية للاقتصاد البلجيكي هدفًا رئيسًا للتوسع الاستعماري، ولكن أولويات أخرى حازت بعض الأهمية ببطء، منها الرعاية الصحية والتعليم الأساسي.
حكم الإداريون الاستعماريون المنطقة وكان النظام القضائي الجنائي ثنائيًّا (نظام للمحاكم الأوروبية وآخر للمحاكم المحلية). لم يكن للمحاكم المحلية إلا سلطات محدودة تحت السلطة الصارمة للإدارة الاستعمارية.
تظهر السجلات أنه في عام 1936، كان يدير المستعمرة 728 مسؤولًا بلجيكيًّا. لم تسمح السلطات البلجيكي بوجود أي نشاط سياسي في الكونغو مطلقًا، وقمعت القوات العامة، وهي جيش مجند محليًّا تحت أمر البلجيكيين، أي محاولة للتمرد.
ازداد عدد السكان البلجيكيين في المستعمرة من 1,928 في عام 1910 إلى نحو 89,000 في عام 1959.
انخرطت الكونغو البلجيكية انخراطًا مباشرة في الحربين العالميتين. في الحرب العالمية الأولى (1914–1918) بدأت مواجهة بين القوات العامة والجيش الاستعماري الألماني في شرق أفريقيا الألماني (تنجانيقا)، تحولت هذه المواجهة إلى حرب مفتوحة واحتلال إنكليزي بلجيكي برتغالي مشترك للأراضي المستعمرة لألمانيا عام 1916 و 1917، أيام حملة شرق أفريقيا. انتصرت القوات العامة انتصارًا معتبرًا عندما زحفت إلى تابورا في سبتمبر 1916 تحت قيادة الجنرال تشارلز تومبور بعد قتال عنيف.
بعد عام 1918، كُوفئت بلجيكا لمشاركة «القوات العامة» التابعة لها في حملة شرق أفريقيا من خلال حصولها على تفويض انتدابيّ من عصبة الأمم على مستعمرة رواندا-أوروندي الألمانية السابقة. في الحرب العالمية الثانية، قدّمت الكونغو البلجيكية مصدرًا أساسيًّا لدخل الحكومة البلجيكية في المنفى في لندن، وشاركت القوات العامة مرة أخرى في حملات الحلفاء في أفريقيا. حاربت القوات البلجيكية الكونغولية تحت قيادة الضباط البلجيكيين ضد الجيش الاستعماري الإيطالي في إثيوبيا في أسوسا وبورتاي وساييو تحت قيادة الجنرال الأكبر أوغست إدوارد غيليارت في خلال حملة شرق أفريقيا الثانية.

### الاستقلال والأزمة السياسية (1960-1965)

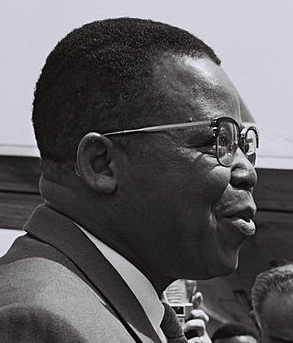
رئيس حزب تحالف باكونغو جوزيف كازافوبو وهو أول رئيس مُنتخب ديمقراطيًا لجمهورية الكونغو-ليوبولدفيل.

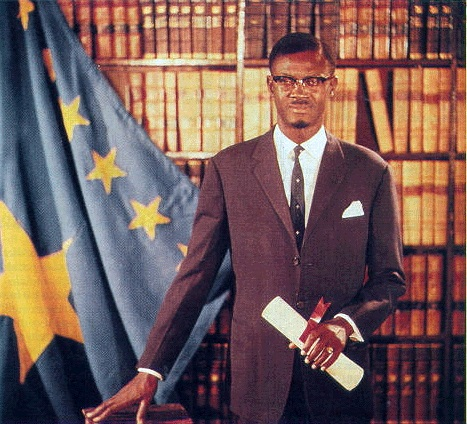
اُغتيل باتريس لومومبا وهو أول رئيس وزراء منتخب ديمقراطيًا لجمهورية الكونغو-ليوبولدفيل على يد الانفصاليين الكاتانغانيين المدعومين من بلجيكا في عام 1961.

في مايو 1960، ربحت الانتخابات البرلمانية حركة وطنية ناشئة، هي الحركة الوطنية الكونغولية، بقيادة باتريس لومومبا. أصبح باتريس لومومبا بعد ذلك أول رئيس للوزراء لجمهورية الكونغو الديمقراطية، التي كانت تعرف حينئذ بجمهورية الكونغو، في 24 يونيو 1960. انتخب البرلمان جوزيف كازافوبو رئيسًا، من حزب تحالف الباكونغو. نشأت أحزاب أخرى منها حزب التعاون الأفريقي بقيادة أنطوان غيزنغا وحزب الشعب الوطني بقيادة ألبرت ديلفو ولوران مباريكو.
استقلّت الكونغو البلجيكية في 30 يونيو 1960 وتسمّت «جمهورية الكونغو». سُميت مستعمرة الكونغو الوسطى الفرنسية المجاورة أيضًا جمهورية الكونغو عندما استقلت، لذا أصبح البلدان يسمَّيان الكونغو ليوبولدفيل والكونغو برازافيل، يميّز الواحدة عن الأخرى اسم عاصمتها.
بعد الاستقلال بقليل، تمردت القوات العامة، وفي 11 يوليو، انخرطت مقاطعة كاتانغا (تحت حكم موييس تشومبي) وجنوب كاساي، في صراعات انفصالية ضد القيادة الجديدة. هرب معظم الأوروبيين (وكان عددهم 100 ألف) الذين بقوا بعد الاستقلال من البلاد، فاتحين الطريق للكونغوليين أن يحلوا محل النخبة الأوروبية الإدارية والعسكرية. في 5 سبتمبر عام 1960، عزل كازافوبو لومومبا من منصبه. صرّح لومومبا بأن عمل كازافوبو غير دستوري، وتطور أزمة بين القائدين.
حرّكت الولايات المتحدة بعض الأحداث لتزيل لومومبا من منصبه في 14 سبتمبر على يد قوات تابعة لجوزف موبوتو. في 17 يناير عام 1961، سُلّم لومومبا إلى السلطات الكاتانغية وأعدمته قوات كاتانعية يقودها بلجيكيون. وجد تحقيق أجراه البرلمان البلجيكي عام 2001 أن بلجيكا «تتحمل المسؤولية الأخلاقية» عن قتل لومومبا، واعتذرت الحكومة رسميًّا بعد ذلك عن دورها في موته.
في خضمّ الفوضى والاضطراب، نشأت حكومة مؤقتة قادها فنّيون (مجموعة المفوضين العموميين). انتهى الانفصال عام 1963 بمساعدة قوات الأمم المتحدة. حكمت البلاد عدة حكومات قصيرة العمر، منها حكومة جوزف إليو وسيريل أدولا وموييس كابندا تشومبي.
تم تعيين لومومبا من قِبل جوزف موبوتو رئيسًا للجيش الكونغولي الجديد، الجيش الوطني الكونغولي. استغل موبوتو الأزمة السياسية بين كازافوبو وتشومبي، وجمع دعمًا كافيًا من الجيش، وبدأ انقلابًا. بدعم مالي من الولايات المتحدة وبلجيكا، دفع موبوتو لجنوده بالسر. أثّر بغض القوى الغربية للشيوعية واليسارية في قرارهم لتمويل سعي مابوتو لتحييد كازافوبو ولومومبا من خلال انقلاب بالوساطة. جرى استفتاء شعبي في السنة السابقة لانقلاب موبوتو عام 1965 ونتج عنه تغيير اسم البلاد الرسمي إلى «جمهورية الكونغو الديمقراطية». في عام 1971، غيّر موبوتو الاسم مرة أخرى، إلى «جمهورية زائير».

### موبوتو وزائير (1965-1997)

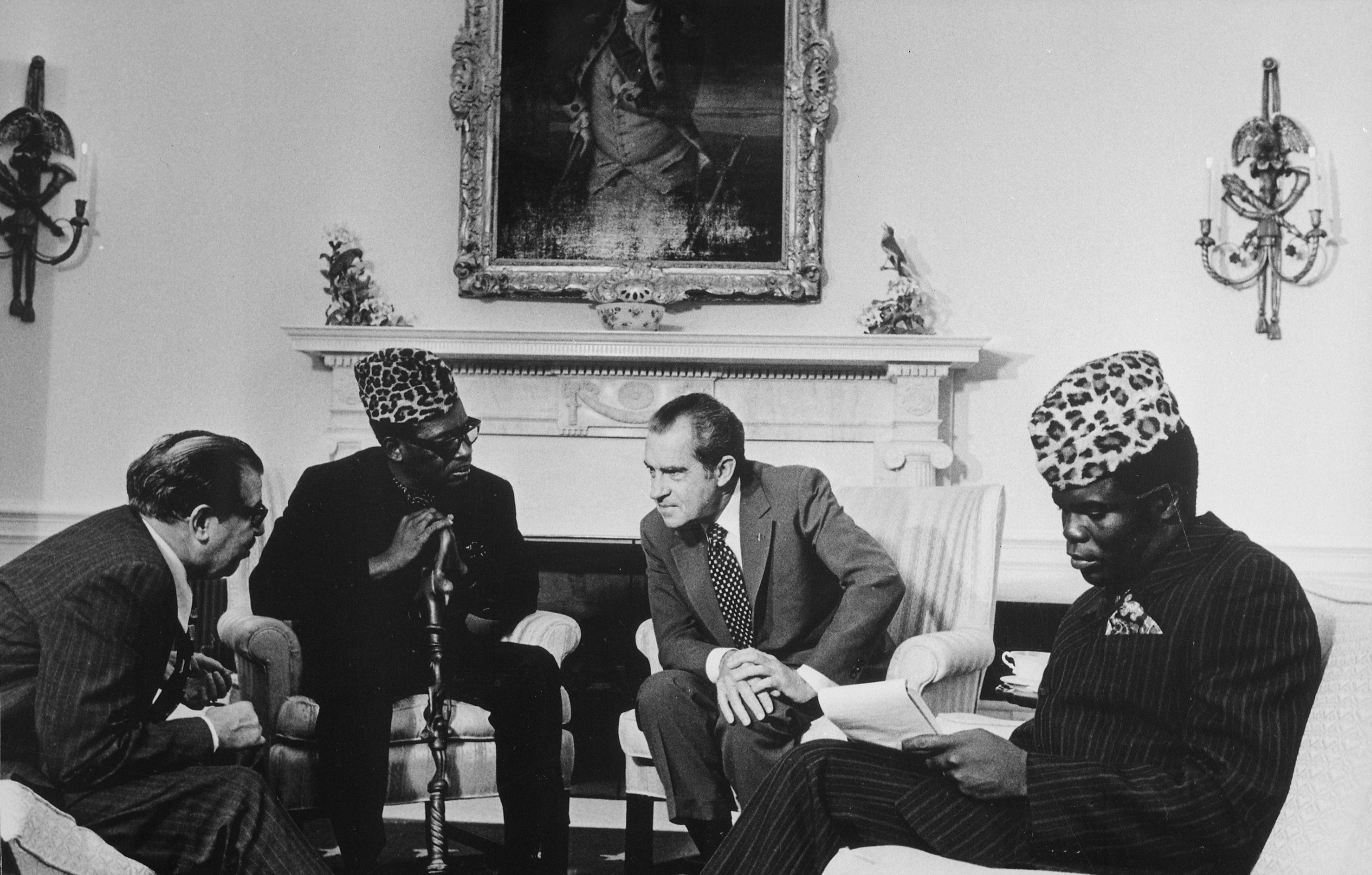
موبوتو سيسي سيكو مع الرئيس ريتشارد نيكسون في واشنطن العاصمة عام 1973.

اكتسب الرئيس الجديد الدعم القوي من الولايات المتحدة بسبب معارضته للشيوعية، واعتقدت إدارة الولايات المتحدة أن إدارته ستكون قوة مضادة للحركات الشيوعية في أفريقيا. أُسس موبوتو نظامًا قائم على حكم الحزب الواحد، أعلن فيه نفسه رئيسًا للدولة. عقد موبوتو انتخابات دورية كان فيها المرشح الوحيد. وعلى رغم السلام والاستقرار النسبي الذي حققه، فإن نظامه استشرى فيه الفساد، وأذعن في ارتكاب انتهاكات فاضحة لحقوق الإنسان، ومارس القمع السياسي، وفرض العبادة الشخصية.
في أواخر عام 1967، حيّد موبوتو بنجاح معارضيه السياسيين ومنافسيه، إما بإشراكهم في نظامه، أو باعتقالهم وسجنهم في السجون، أو بطرق أخرى تجعلهم عاجزين فعليًا عن ممارسة العمل السياسي. في أواخر ستينيات القرن العشرين، استمر موبوتو في تغيير حكومته وتنصيب المسؤولين وعزلهم ليحافظ على سلطته. وكان لموت كازافوبو في شهر أبريل عام 1969 أن ضَمِن إقصائه لأي متحدين محتملين لحكمه من الجمهورية الأولى. وبحلول أوائل السبعينيات، حاول موبوتو جعل زائير أمة أفريقية رائدة. أجرى عدة زيارات في القارة وارتفع صوت حكومته في الشؤون الأفريقية، ولا سيما تلك المرتبطة بالمنطقة الجنوبية. أسس زائير علاقات شبه عميلية مع عدة دول أفريقية أصغر، منها بوروندي وتشاد وتوغو.

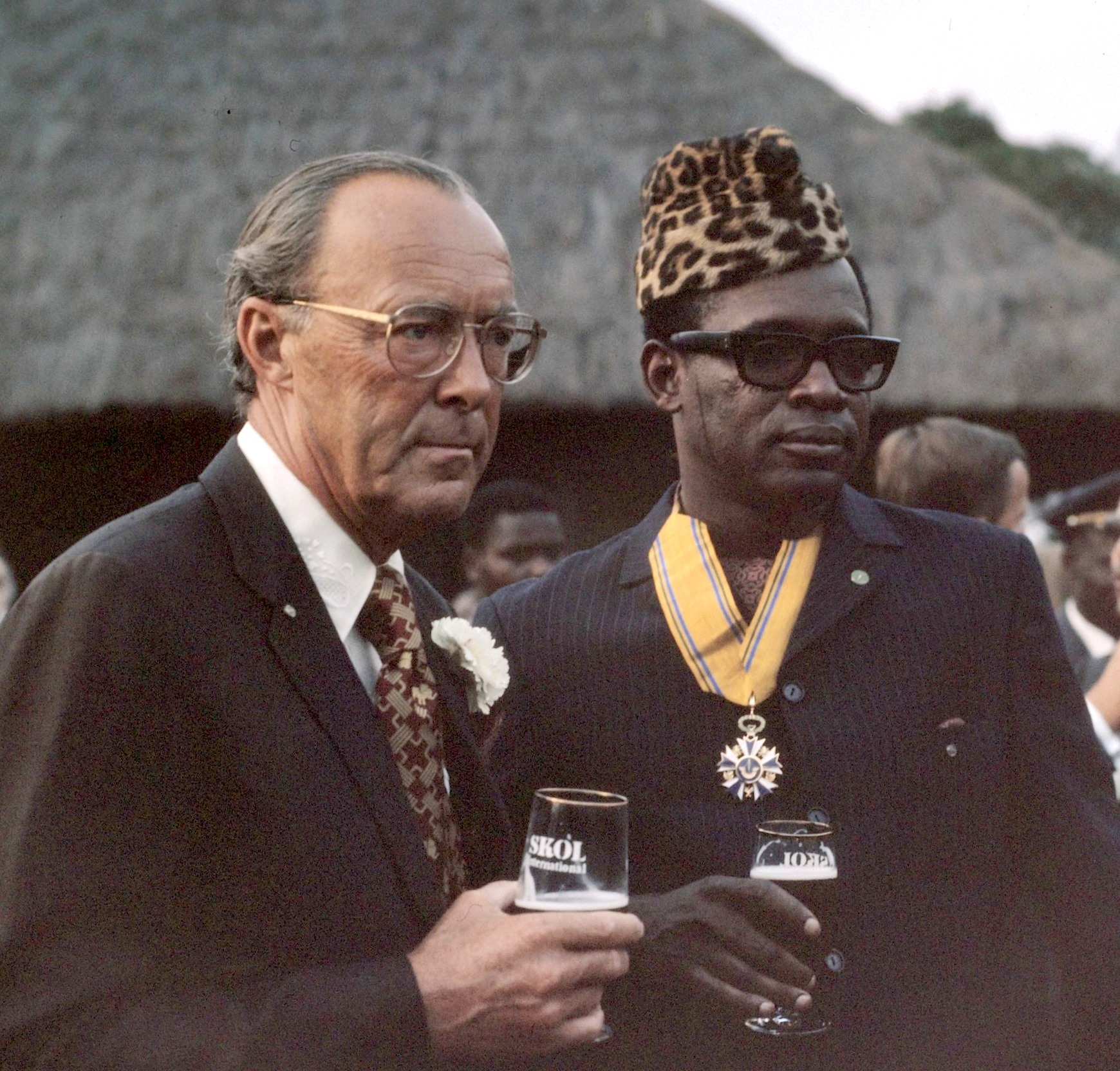
موبوتو مع برنهارد أمير هولندا في كينشاسا عام 1973.

شاع الفساد جدًا في حكم موبوتو واستُعمل مصطلح «المرض الزائيري» ليدل على الفساد الكبير والسرقة وسوء الإدارة التي استفحلت جميعها في البلاد، وقيل إن موبوتو هو الذي وضع هذا المصطلح. أما الدعم الدولي، الذي غالبًا ما كان يأتي على هيئة قروض، فقد أغنى جيوب موبوتو فيما كان يترك البنى التحتية الوطنية كالطرق تتدهور حتى تراجعت إلى أقل من ربع ما كانت عليه في عام 1960. أصبحت زائير دولة كليبتوقراطية بامتياز إذ لم يتردد موبوتو وأعوانه عن الاختلاس من ميزانية الحكومة.
في حملةٍ حاول من خلالها ربط نفسه بالقومية الأفريقية، غيّر موبوتو أسماء المدن ابتداءً من 1 يونيو عام 1966: إذ أصبحت ليوبولدفيل تُعرف باسم كينشاسا (سمي البلاد حينها كونغو كينشاسا)، وستانليفيل أصبحت كيسانغاني، وإليزابيثفيل أصبحت لوبمباشي، وكوكيلاتفيل أصبحت مبانداكا. اكتملت حملة تغيير الأسماء هذه في سبعينيات القرن العشرين.
في عام 1971، غيّر موبوتو اسم البلاد إلى «جمهورية زائير»، وهو رابع تغيير في الاسم خلال 11 عامًا والتغيير السادس بالعموم. وغُيّر اسم نهر الكونغو إلى نهر زائير.
في خلال سبعينيات القرن العشرين وثمانينياته، دُعي موبوتو إلى زيارة الولايات المتحدة في مناسبات عديدة، والتقى رؤسائها المتعاقبين ريتشارد نيكسون، ورونالد ريغان، وجورج بوش الأب. بعد حلّ الاتحاد السوفييتي، بردت علاقات الولايات المتحدة مع موبوتو، لأنه لم يعد مهمًّا في نظرهم بوصفه حليفًا خلال سنوات الحرب الباردة. كثّفت المعارضة في زائير مطالبها بالإصلاح. وساهم هذا الجو بإعلان موبوتو للجمهورية الثالثة عام 1990، التي كان يفترض أن يمهّد دستورها الطريق لإصلاح ديمقراطي. تبيّن بعد ذلك أن الإصلاحات كان كثير منها شكليًّا. استمر موبوتو في منصبه حتى أجبرته قوات مسلحة على الهروب في عام 1997. كتب أحد الأكاديميين: «من 1990 إلى 1993، سهّلت الولايات المتحدة محاولات موبوتو لاختطاف التغيير السياسي، ثم دعمت تمرد لوران ديزيري كابيلا الذي أسقط نظام موبوتو».

### الحروب القارية والأهلية (1996-اليوم)

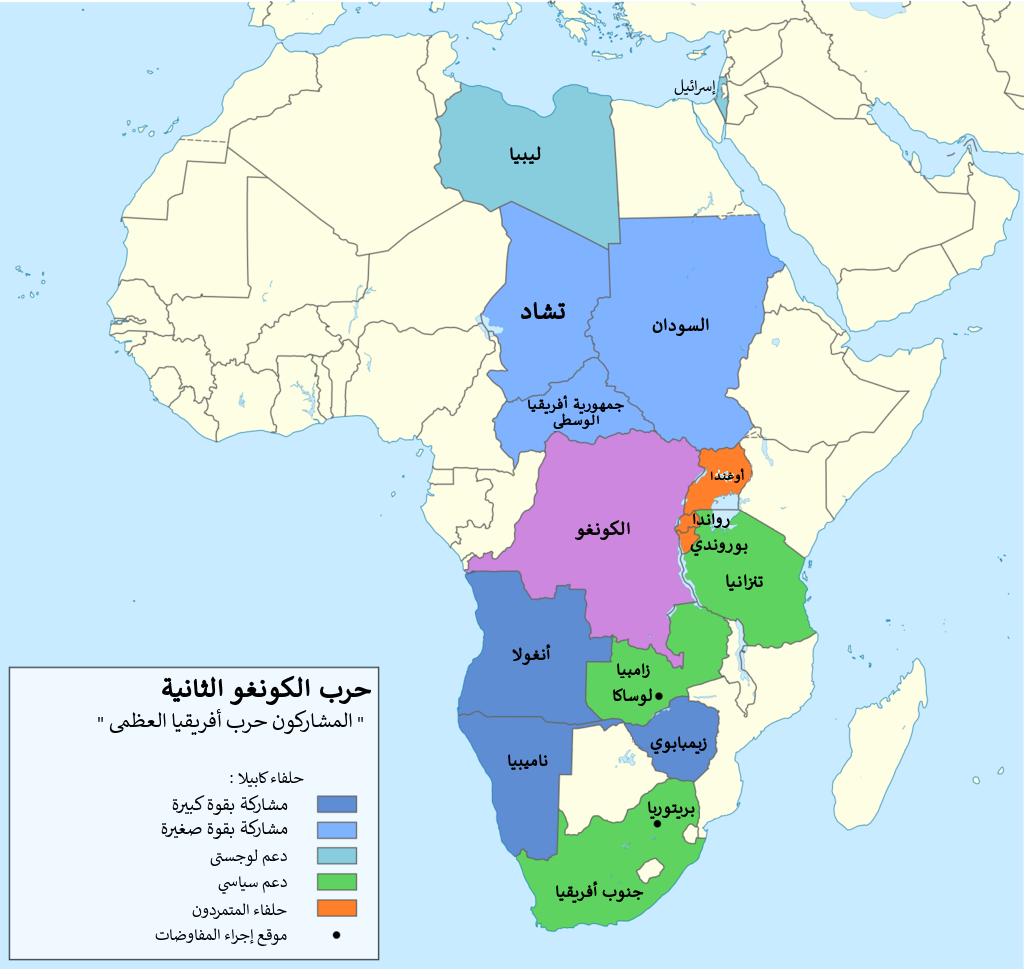
الدول المتحاربة في حرب الكونغو الثانية

بحلول عام 1996، بعد الحرب الأهلية الرواندية والإبادة الجماعية وصعود الحكومة ذات الأغلبية التوتسية في رواندا، هربت ميليشيات الهوتو الرواندية (إنتراهاموي) إلى شرق زائير، واستعملت مخيمات اللاجئين قاعدةً لغاراتها على رواندا. تحالفت هذه القوات مع القوات المسلحة الزائيرية وشنّوا حملة مشتركة ضد التوتسيين الكونغوليين في شرق زائير.
غزا تحالف بين الجيشين الرواندي والأوغندي زائير وأسقط حكومة موبوتو، ثم سيطر على الموارد المعدنية في زائير، وأشعل فتيل حرب الكونغو الأولى. تحالف الحلف مع بعض شخصيات المعارضة، وأصبح حلف القوات الديمقراطية لتحرير الكونغو، بقيادة لوران ديزيري كابيلا. في عام 1997، هرب موبوتو وزحف كابيلا إلى كينشاسا، وسمّى نفسه رئيسًا، وأعاد اسم البلاد إلى جمهورية الكونغو الديمقراطية.
طلب كابيلا بعد ذلك أن تعود القوات العسكرية الأجنبية إلى بلدانها. وكان كابيلا يظن أن الضباط الروانديين الذين يقودون جيشه كانوا يريدون أن يعطوا الرئاسة لتوتسيّ يخضع مباشرة لأوامر الرئيس الرواندي بول كاغامه. تراجعت القوات الرواندية إلى غوما وأطلقت حركة عسكرية متمردة بقيادة توتسية، سميت التجمع الكونغولي من أجل الديمقراطية، لمحاربة كابيلا، أما أوغندا فحرّضت إنشاء حركة تمردية جديدة سميت حركة تحرير الكونغو، يقودها أمير الحرب الكونغولي جان بيير بمبا. أشعلت الحركتان التمرديتان مع الجيشين الرواندي والأوغندي، حرب الكونغو الثانية، بهجومهم جميعًا على جيش جمهورية الكونغو الديمقراطية عام 1998. اشتركت الجيوش الأنغولية والزمبابوية والناميبية في النزاعات إلى جانب الحكومة.
اغتيل كابيلا في عام 2001. خلفه ابنه جوزيف كابيلا ودعا إلى مفاوضات متعددة الأطراف من أجل السلام. وصلت بعثة منظمة الأمم المتحدة لتحقيق الاستقرار في جمهورية الكونغو الديمقراطية في أبريل عام 2001. في عام 2002 و 2003، تدخل بمبا في جمهورية أفريقيا الوسطى نيابة عن رئيسها السابق، أنج فيلي باتاسيه. أدت المحادثات إلى اتفاق سلام قضى بمشاركة كابيلا للسلطة مع المتمردين السابقين. في يونيو 2003، خرجت كل القوات الأجنبية من الكونغو إلا قوات رواندا. شُكّلت حكومة انتقالية بعد الانتخابات. وافق الناخبون على دستور، وفي 30 يوليو عام 2006 عقدت جمهورية الكونغو الديمقراطية أول انتخابات متعددة الأحزاب لها. نشأ خلاف على نتائج الانتخابات بين كابيلا وجان بيير بمبا، تحول إلى معركة طاحنة بين أنصارهم في شوارع كينشاسا. استولت بعثة الأمم المتحدة لتحقيق الاستقرار على المدينة. عُقدت انتخابات جديدة في أكتوبر 2006، فاز فيها كابيلا، وفي ديسمبر 2006 حلف اليمين الدستورية رئيسًا للبلاد.

### نزاع كيفو

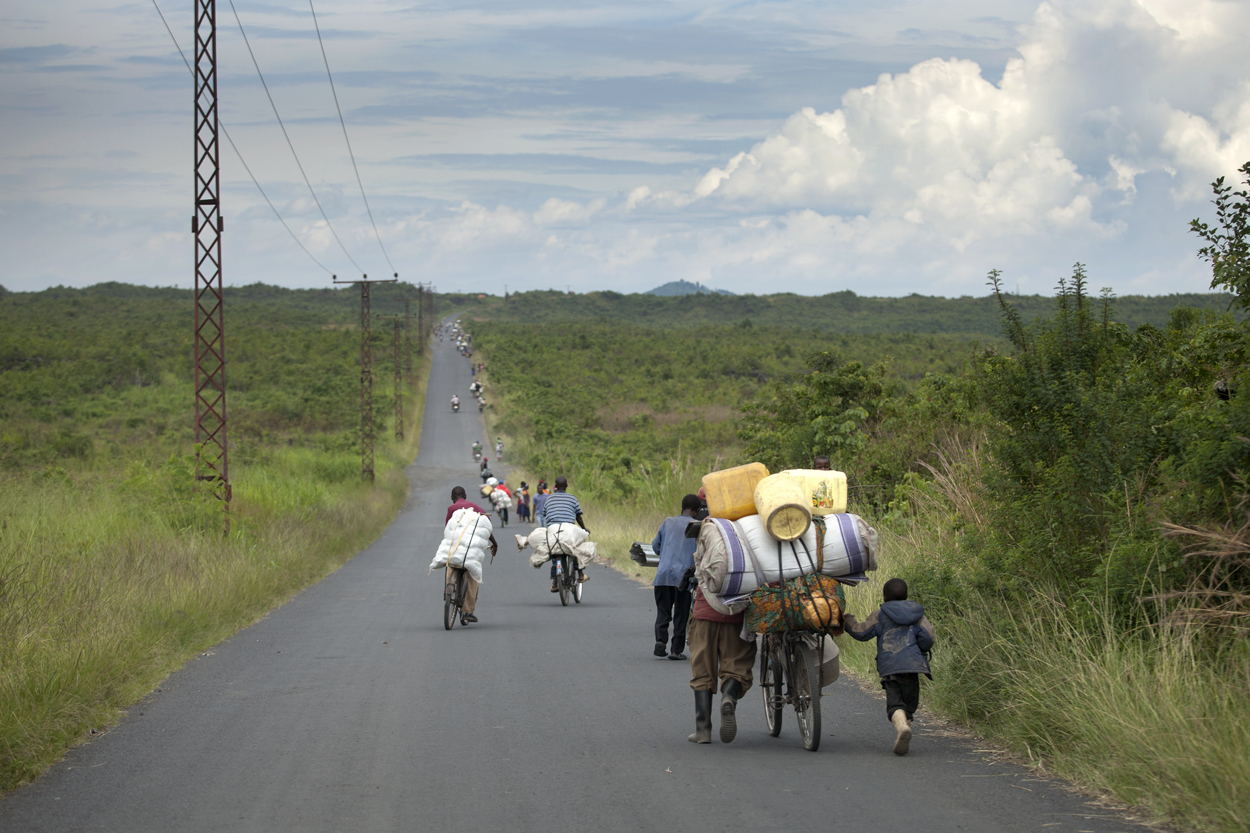
كونغوليون ينزحون من قراهم نتيجة الاقتتال بين الجيش الكونغولي والجماعات المتمردة المسلحة في كيفو الشمالية عام 2012.

انشق لوران نكوندا، وهو عضو في تجمع الكونغو الديمقراطية في غوما، وهو فرع من الحزب انضم إلى الجيش، انشق مع قوات له وشكل مجلسًا وطنيًّا للدفاع عن الشعب، وبدأ تمردًا مسلحًا ضد الحكومة، واشتعل نزاع كيفو. اعتُقد أن هذا المجلس مدعوم من رواندا وكان طريقة ليوقف المجموعة المؤلفة من الهوتو، القوات الديمقراطية لتحرير رواندا. في مارس 2009، بعد اتفاق بين جمهورية الكونغو الديمقراطية ورواندا، دخلت قوات رواندية جمهورية الكونغو الديمقراطية واعتقلت نكوندا وسُمح لها أن تلاحق مقاتلي القوات الديمقراطية لتحرير رواندا. وقع المجلس الوطني للدفاع عن الشعب اتفاقية سلام مع الحكومة وافق فيها على أن يصبح حزبًا سياسيًّا وينضم كل جنوده إلى الجيش الوطني مقابل إطلاق سراح أعضائه المسجونين. في 2012، تمرد بوسكو نتاغاندا قائد المجلس الوطني للدفاع عن الشعب مع قوات مخلصة له، وشكل المجموعة المتمردة المسماة حركة 23 مارس، مدعيًا أن الحكومة خرقت الاتفاق.
في تمرد 23 مارس الناشئ، استولت حركة 23 مارس فترة وجيزة على العاصمة الإدارية لغوما في نوفمبر 2012. اتهمت دول مجاورة، لا سيما رواندا، بتوجيه مجموعات المتمردين واستعمالهم وكلاء للسيطرة على البلد الغني بالثروات، وهو اتهام نفاه الرواندي. في مارس 2013، أعطى مجلس الأمن التابع للأمم المتحدة سرية التدخل القسري في الأمم المتحدة حق التدخل لتحييد المجموعات المسلحة. في 5 نوفمبر 2013 أعلنت حركة 23 مارس انتهاء تمردها.
بالإضافة إلى هذا، تخلّت العصابة (الماي ماي) التي شكلها لوران كابيلا في شمال كاتانغا عن السيطرة على كاتانغا، واستولت عصابة موتانغا المسماة ماي ماي كاتا كاتانغا لفترة وجيزة على العاصمة الإدارية للوبومباشي في 2013 وهُجّر 400 ألف إنسان من المحافظة في عام 2013. حدثت مقاتلات متقطعة في نزاع إيتوري بين الجبهة الوطنية والتكاملية وبين اتحاد الوطنيين الكونغوليين، وادعت الجبهة أنها تمثل مجموعة اللندو، وادعى الاتحاد أنه يمثل مجموعة الهيما. في الشمال الشرقي، تحرك جيش الرب للمقاومة بقيادة جوزيف كوني من قواعده الأصلية في أوغندا وجنوب السودان إلى جمهورية الكونغو الديمقراطية عام 2005 وعسكر في حديثة غارامبا الوطنية.
في عام 2009، نقلت صحيفة نيويورك تايمز أن الناس في الكونغو لم يزالوا يموتون بمعدل 45 ألف وفاة كل شهر، أما تقديرات عدد الموتى في النزاع الطويل كله فتتراوح بين 900 ألف و 5,400,000. كان سبب هذا الموت الكثير انتشار الوباء والمجاعة، وتدل التقارير على أن نصف الموتى كانوا أطفالًا تحت عمر الخامسة. دلت تقارير متواترة أيضًا على قتل مسلّحين للمدنيين، وتدميرهم للممتلكات، وعلى شيوع العنف الجنسي، وهو ما أدّى إلى هروب مئات آلاف الناس من منازلهم، وعلى انتهاكات أخرى لحقوق الإنسان. وجدت دراسة أنه في جمهورية الكونغو الديمقراطية تُغْتَصب 400 ألف امرأة كل عام.

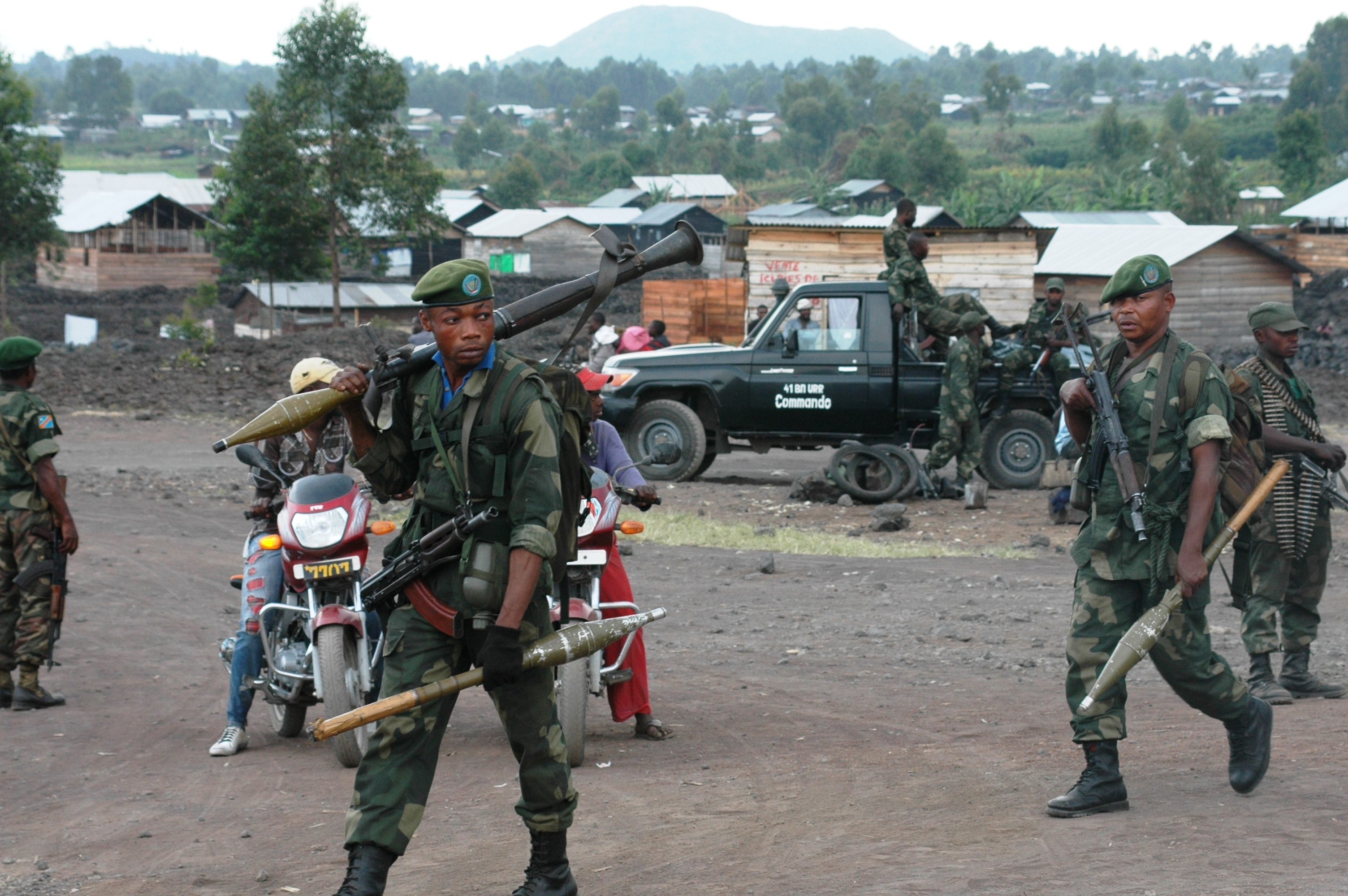
قوات حكومية بالقرب من غوما خلال تمرد إم-23 في شهر مايو عام 2013.

وُصفت الحرب في الكونغو بأنها الأعنف منذ الحرب العالمية الثانية. في 8 ديسمبر 2017، قُتل 14 جنديًّا من جنود الأمم المتحدة وخمسة من الجنود الكونغوليين النظاميين في هجوم للمتمردين على سيموليكي في منطقة بيني. اعتُقد أن هؤلاء المتمردين هم القوات الديمقراطية المتحالفة. أكدت تحقيقات الأمم المتحدة أنهم هم المعتدون في هجوم ديسمبر.
حسب مرصد حقوق الإنسان ومجموعة البحث الكونغولية في جامعة نيويورك، فإن القوات المسلحة لجمهورية الكونغو الديمقراطية في شرق منطقة كيفو قتلوا أكثر من 1,900 مدني وخطفوا على الأقل 3,300 إنسان منذ يونيو 2017 إلى يونيو 2019.

### رئاسة كابيلا والاحتجاجات المتعددة ضد الحكومة
في عام 2015، اندلعت احتجاجات كبيرة في أرجاء البلد وطالب المحتجون أن يتنحى الرئيس جوزيف كابيلا. بدأت الاحتجاجات بعد تمرير قانون في المجلس الكونغولي الأدنى، إذا مُرّر في المجلس الأعلى، سيبقي كابيلا في الحكم على الأقل حتى إجراء إحصاء وطني جديد (وهي عملية ستأخذ سنين عديدة ومن ثم ستبقيه في الحكم بعد انتخابات عام 2016 التي كان مخططا لها، وهو أصلا ممنوع دستوريًّا أن يشارك في هذه الانتخابات).
مُرّر القانون، ولكنه ألغى القسم الذي سيبقي كابيلا في الحكم حتى إجراء إحصاء سكاني جديد. سيجري إحصاء سكاني، ولكن لن يرتبط بحدوث الانتخابات. في عام 2015، حُدد موعد الانتخابات في أواخر 2016 وعمّ الكونغو سلام هشّ.
في 27 نوفمبر أخبر وزير الخارجية الكونغولي رايموند تشيباندا الصحافة أنه لن تعقد انتخابات في عام 2016، بعد 20 ديسمبر، يوم انتهاء مدة رئاسة كابيلا. في مؤتمر عُقد في مدغشقر، قال تشيباندا إن حكومة كابيلا «استشارت خبراء انتخابات» من الكونغو والأمم المتحدة وغيرها، و«قُرّر أن عملية تسجيل الناخبين ستنتهي في 31 يوليو 2017 وأن الانتخابات ستحدث في أبريل 2018». اندلعت الاحتجاجات في 20 ديسمبر عندما انتهت فترة رئاسة كابيلا. قُتل عشرات المحتجين في أرجاء البلاد واعتُقل مئات.

### تصاعد العنف
يقول يان إغلاند، وهو اليوم الأمين العام للمجلس النرويجي للاجئين، إن الوضع في جمهورية الكونغو الديمقراطية أصبح أسوأ بكثير في 2016 و 2017 وأنه تحدٍّ أخلاقي وإنساني يمكن مقارنته بالحربين في سوريا واليمن، التي تجذب اهتماما أكبر بكثير. يُعتدى في الكونغو على النساء والأطفال جنسيًّا بل «وبكل طرائق الاعتداء». إلى جانب النزاع في شمال كيفو، تصاعد العنف في إقليم كاساي. تسعى المجموعات المسلحة إلى جمع الذهب والألماس والنفط والكوبالت ولسرقة أموال الأغنياء في المنطقة والعالم. وفي المشهد أيضًا نزاعات عرقية وثقافية، وكذلك دوافع دينية إلى جانب الأزمة السياسية وتأجيل الانتخابات. وقال إغلاند إن الناس يظنون إن الوضع في جمهورية الكونغو الديمقراطية «ثابت السوء» ولكن الحقيقة أنه أصبح أسوأ بكثير. «إن حروب الكونغو الكبيرة التي كانت فعلا على رأس الأجندة قبل 15 سنة عادت والأمر يزداد سوءًا». بسبب اضطراب الزراعة والحصاد الذي سببه النزاع، قدرت الأمم المتحدة في مارس 2018 أن مليوني طفل في خطر الموت جوعًا.
قال مرصد حقوق الإنسان في 2017 إن جوزف كابيلا وظّف محاربي حركة 23 مارس لقمع الاحتجاجات على رفضه للتنحي من منصبه مع نهاية مدة رئاسته. وقال أهل المرصد: «حرس مقاتلو 23 مارس الشوارع في مدن الكونغو الرئيسة وأطلقوا النار واعتقلوا المحتجين أو أي أحد اعتبروه تهديدًا للرئيس».
اشتعلت معارك ضارية في ماسيسي بين قوات الحكومة وأمير حرب محلي قوي، هو القائد دلتا. إن بعثة الأمم المتحدة في جمهورية الكونغو هي أكبر وأغلى جهد لتحقيق السلام، ولكنها أغلقت 5 قواعد قرب ماسيسي في 2017، عندما دفعت الولايات المتحدة باتجاه تقليل التكاليف.

### النزاع الإثني
اشتعل نزاع قبَلي في 16–17 ديسمبر 2018 في يومبي في محافظة ماي ندومبي، على بعد 400 كم إلى شمال كينشاسا. ذبح بعض أفراد مجتمع باتندي نحو 900 من شعب البانونو من أربع قرى، في نزاع عميق الجذور على الواجبات الشهرية القبلية، والأراضي والحقول ومصادر المياه. هرب نحو 100 من البانونيين إلى جزيرة مونييند في نهر الكونغو، و 16 ألف آخرون إلى مقاطعة ماكوتيمبوكو في جمهورية الكونغو المجاورة. استعملت تكتيكات عسكرية في حمام الدم هذا، وكان بعض المعتدين يرتدون زي الجيش النظامي. اتُّهمت السلطات المحلية وعناصر من قوات الأمن بأنها دعمت المهاجمين.

### انتخابات عام 2018 والرئيس الجديد
في 30 ديسمبر 2018 عُقدت الانتخابات العامة في جمهورية الكونغو الديمقراطية. في 10 يناير 2019 أعلنت اللجنة الانتخابية مرشح المعارضة فيليكس تشيسكيدي الفائز في الانتخابات الرئاسية. وحلف تشسكيدي اليمين الدستوري في 24 يناير عام 2019. ولكن، شاعت الظنون بأن نتائج الانتخابات مزورة وأن صفقةً ما جرت بين تشيسكيدى وكابيلا. قالت الكنيسة الكاثوليكية إن النتائج الرسمية لا توافق المعلومات التي جمعها مراقبوها للانتخابات. أجّلت الحكومة الانتخابات في بعض المناطق إلى مارس، محتجة بانتشار وباء إيبولا في كيفو وبالنزاع العسكري القائم. نُقد هذا التأجيل لأن هذه المناطق المؤجلة معروفة بأنها معاقل للمعارضة. في أغسطس 2019، بعد ستة شهور من تقلّد فيلكس تشسكيدي الحكم، أُعلنت حكومة وفاق.
انتشر وباء الحصبة في البلد فأمات نحو 5,000 إنسان في 2019.

## الجغرافيا

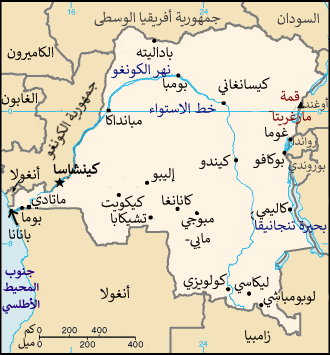
خريطة جمهورية الكونغو الديمقراطية.

خريطة توزع المناطق المناخية لجمهورية الكونغو الديمقراطية تبعًا لتصنيف كوبن للمناخ.

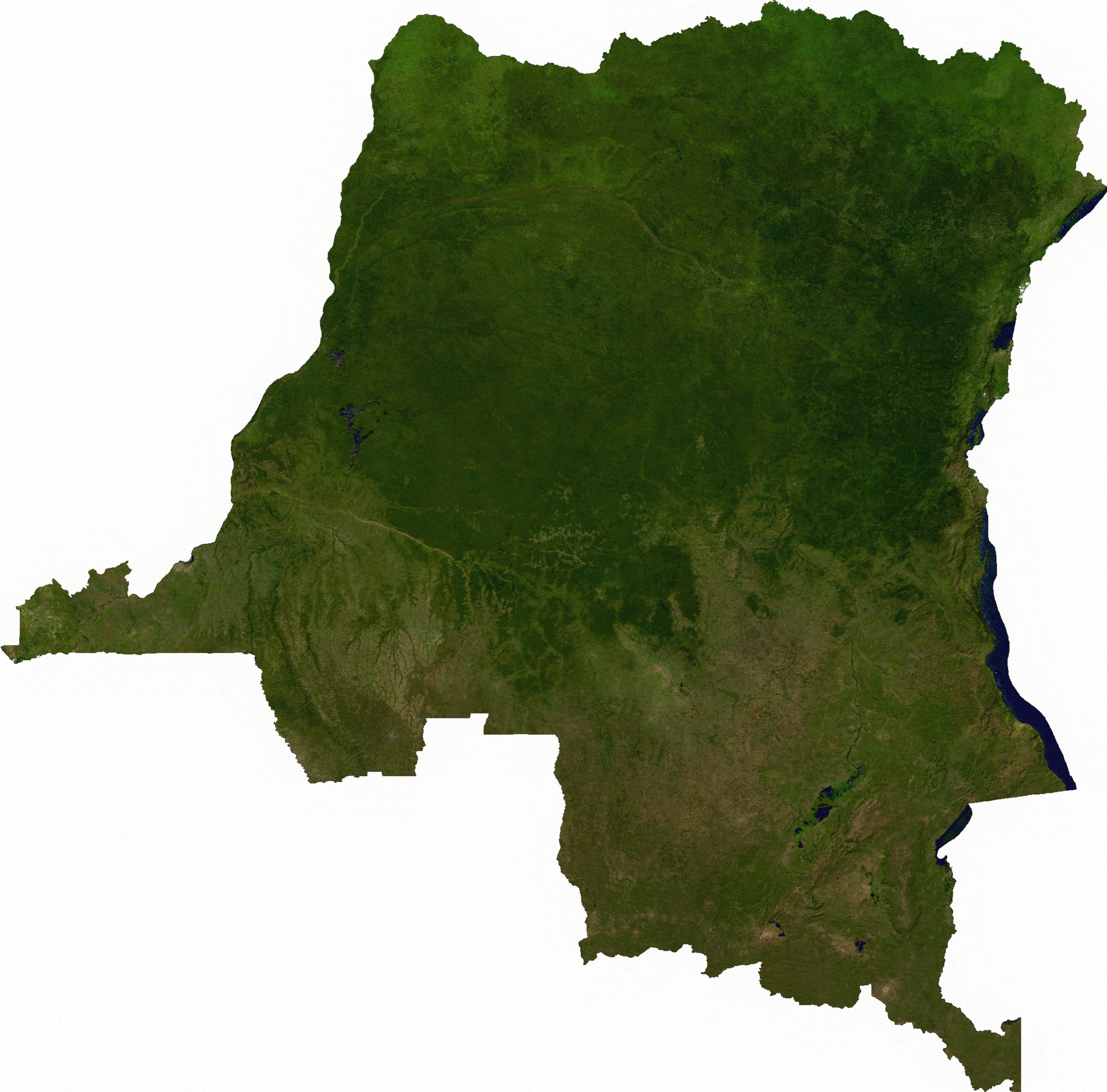
صورة ساتليَّة لجمهورية الكونغو الديمقراطية.

تقع جمهورية الكونغو الديمقراطية في وسط أفريقيا جنوب الصحراء، يحدها من الشمال الغربي جمهورية الكونغو، ومن الشمال جمهورية أفريقيا الوسطى، ومن الشمال الشرقي جنوب السودان، ومن الشرق أوغندا ورواندا وبوروندي، وتنزانيا (عبر بحيرة تنجانيقا)، ومن الجنوب والجنوب الشرقي زامبيا، ومن الجنوب الغربي أنغولا، ومن الغرب المحيط الأطلسي الجنوبي ومحافظة كابندا التابعة لأنغولا. تقع البلاد بين خطي العرض 6° شمالًا و14° جنوبًا، وخطي الطول 12° شرقًا و32° شرقًا، وتقطع خط الاستواء، ويقع ثلثها شماله وثلثاها الباقيان إلى جنوبه. تمتد الكونغو على مساحة 2,345,408 كيلومترات مربعة، وهي أكبر بقليل من أراضي إسبانيا وفرنسا وألمانيا والسويد والنرويج مجتمعة. الكونغو ثاني أكبر بلد في أفريقيا، بعد الجزائر.
وبسبب موقعها على خط الاستواء، تتلقى جمهورية الكونغو الديمقراطية أمطارًا كثيرة وفيها أكبر تكرار للعواصف الرعدية في العالم. قد يبلغ الهطل السنوي نحو 2,000 مليمتر (80 إنشًا) في بعض المناطق، وتشمل الكونغو أيضًا غابة الكونغو المطرية، وهي ثاني أكبر غابة مطرية في العالم بعد الأمازون. هذا التوسع الكبير للغابات الكثيفة يغطي معظم حوض النهر المركزي المنخفض، الذي ينحدر إلى المحيط الأطلسي في الغرب. هذه المنطقة محاطة بهضاب تختلط بحقول السافانا في الجنوب والجنوب الغربي، ومدرجات جبلية في الغرب، ومراع كثيفة تمتد من جانب نهر الكونغو في الشمال. وفي أقصى الشرق توجد جبال عالية جليدية (جبال رونزوري).

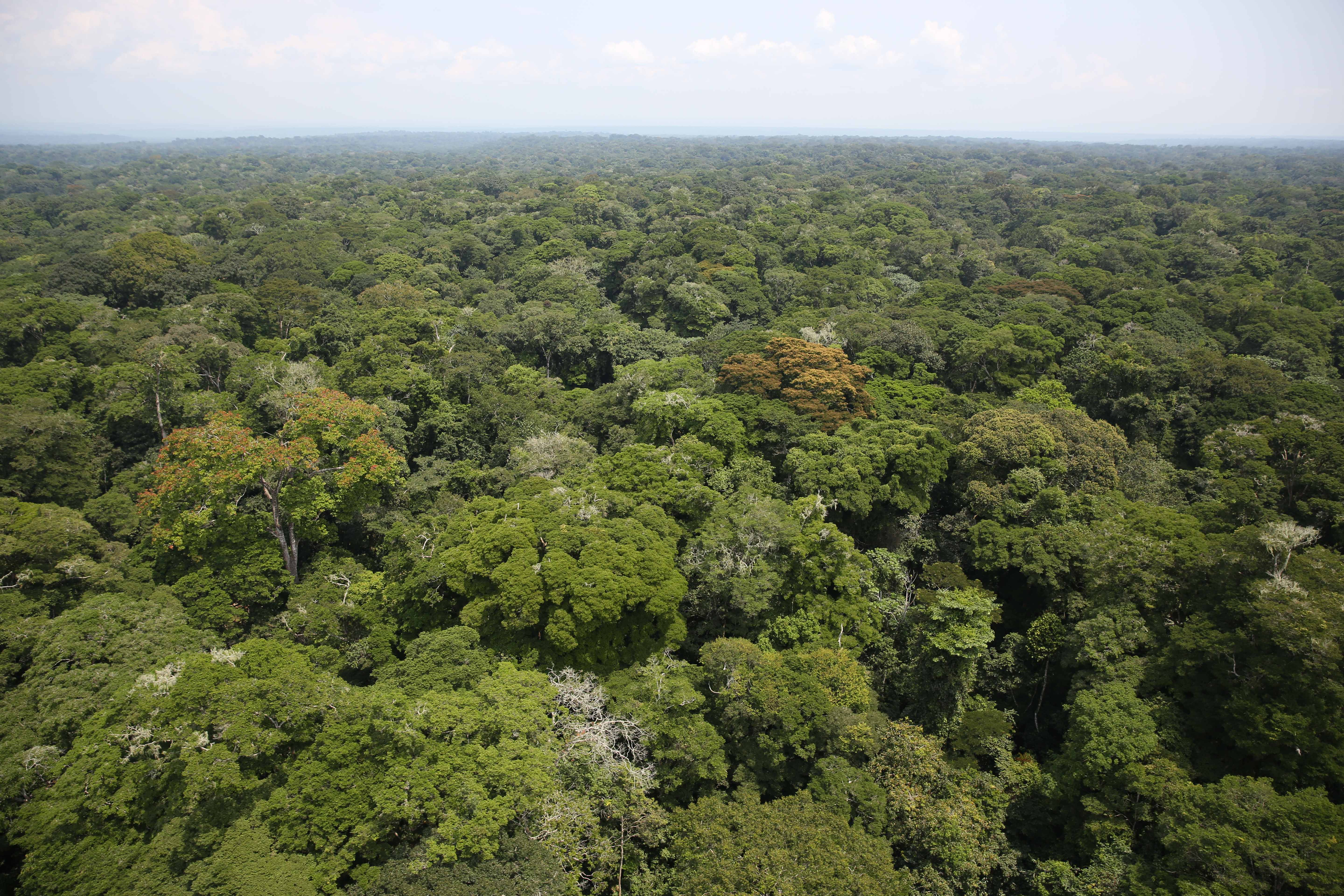
غابة إتوري المطرية.

تسبب المناخ المداري أيضًا بنظام نهر الكونغو الذي يسود الإقليم طبوغرافيًّا هو والغابة المطرية التي يمر عبرها، على أن الواحد منهما لا ينفي الآخر. يأتي اسم دولة الكونغو جزئيًّا من اسم النهر. يمر حوض النهر (أي النهر وروافده الجمّة) من كل البلد ويغطي مساحة نحو مليون كيلومتر مربع. يشكل النهر وروافده العمود الفقري للاقتصاد والنقل الكونغولي. من أكبر روافد النهر: كاساي، وسانغا، وأوبانغي، وروزيزي، وأرويمي، ولولونغا.

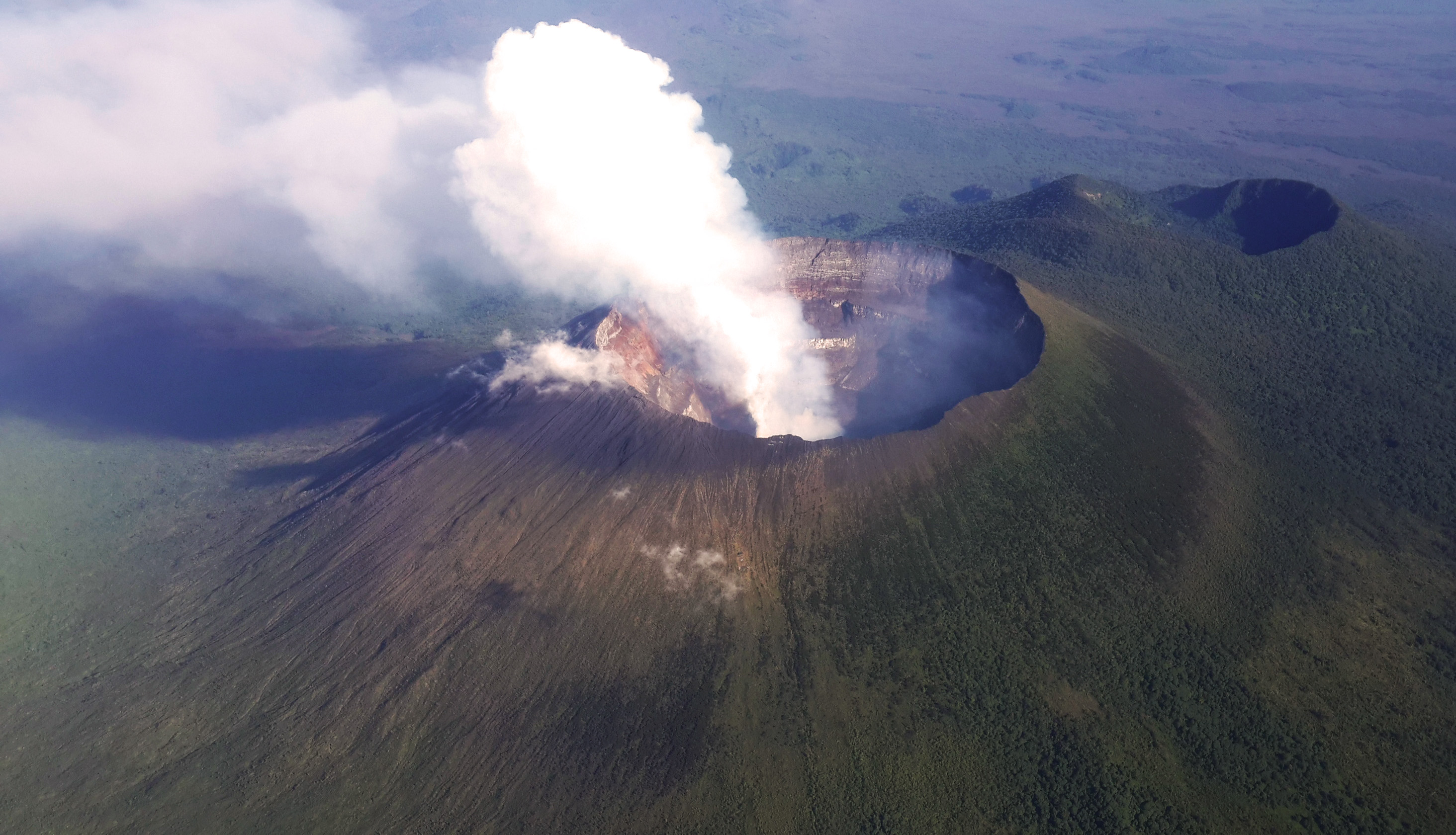
بركان نيراغونغو الذي ثار في عام 2002.

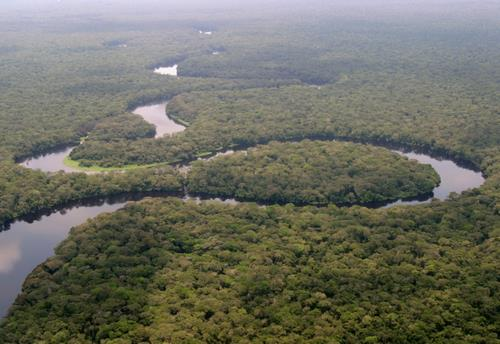
حديقة سالونغا الوطنية.

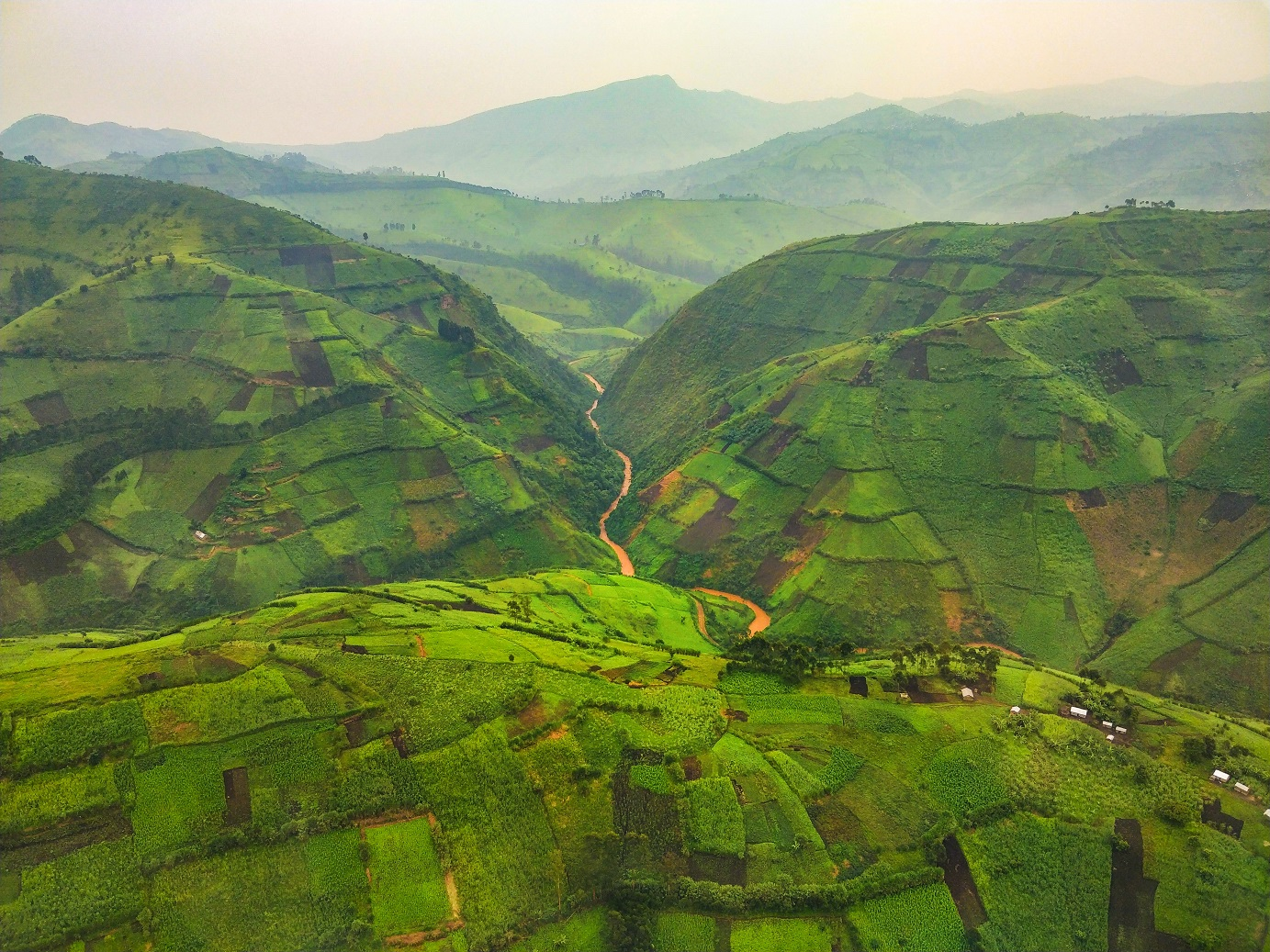
إقليم ماسيسي.

تقع منابع نهر الكونغو في جبال صدع ألبرت التي تحيط بالفرع الغربي لصدع شرق أفريقيا، وببحيرة تنجانيقا وبحيرة مويرو. يتدفق النهر بالعموم غربًا من كيسانغاني تحت شلالات بويوما، ثم تدريجيا إلى الجنوب الغربي، ويمر بمبانداكا، ويجتمع بنهر أوبانغي، جاريًا إلى حوض ماليبو (حوض ستانلي). كينشاسا وبرازافيل كل واحدة منهما على ضفة من ضفتي النهر عند الحوض. ثم يضيق مجرى النهر ويمر بشلالات وأخاديد عميقة، تسمى كلها شلالات ليفنغستون، ويجري عبر بوما إلى المحيط الأطلسي. ولهذا النهر أيضًا ثاني أكبر تدفق وثاني أكبر مستجمع مياه في كل أنهار العالم (فهو يزيد على نهر الأمازون من هاتين الناحيتين). يوفر النهر مع الشريط الساحلي الذي عرضه 37 كيلومتر على ضفته الشمالي المنفذ الوحيد من الكونغو إلى الأطلسي.
لصدع ألبرت دور أساسي في تشكيل جغرافية الكونغو. فلم يكتف الصدع بأن جعل القسم الشمالي الشرقي من البلد جبليًّا جدًّا، بل بسبب نشاطه التكتوني، جعل المنطقة أيضًا تعاني نشاطًا بركانيًّا، يسبب أحيانًا خسائر في الأرواح. أنشأ النشاط الجيولوجي في هذه المنطقة أيضًا البحيرات العظمى الأفريقية، التي يقع ثلاثة منها على الحدود الشرقية للكونغو: بحيرة ألبرت (عُرفت في أيام موبوتو ببحيرة موبوتو سيسي سيكو) وبحيرة كيفو (لم تكن معروفة حتى أواخر 1712) وبحيرة إدوارد (عرفت في فترة أمين باسم بحيرة عيدي أمين دادا)، وبحيرة تنجانيقا. تتصل بحيرة إدوارد وبحيرة ألبرت بنهر سمليكي.
كشف الصدع كميات ضخمة من الثروة المعدنية في شمال الكونغو وشرقها، وجعلها متاحة للتعدين. وُجد الكوبالت والنحاس والألماس الصناعي وألماس الحجر الكريم والذهب والفضة والكادميوم والزنك والمنغنيز والقصدير والجرمانيوم واليورانيوم والراديوم والبوكسيت والحديد الخام والفحم في المنطقة بكميات كبيرة، لا سيما في إقليم كاتانغا الجنوبي الشرقي.

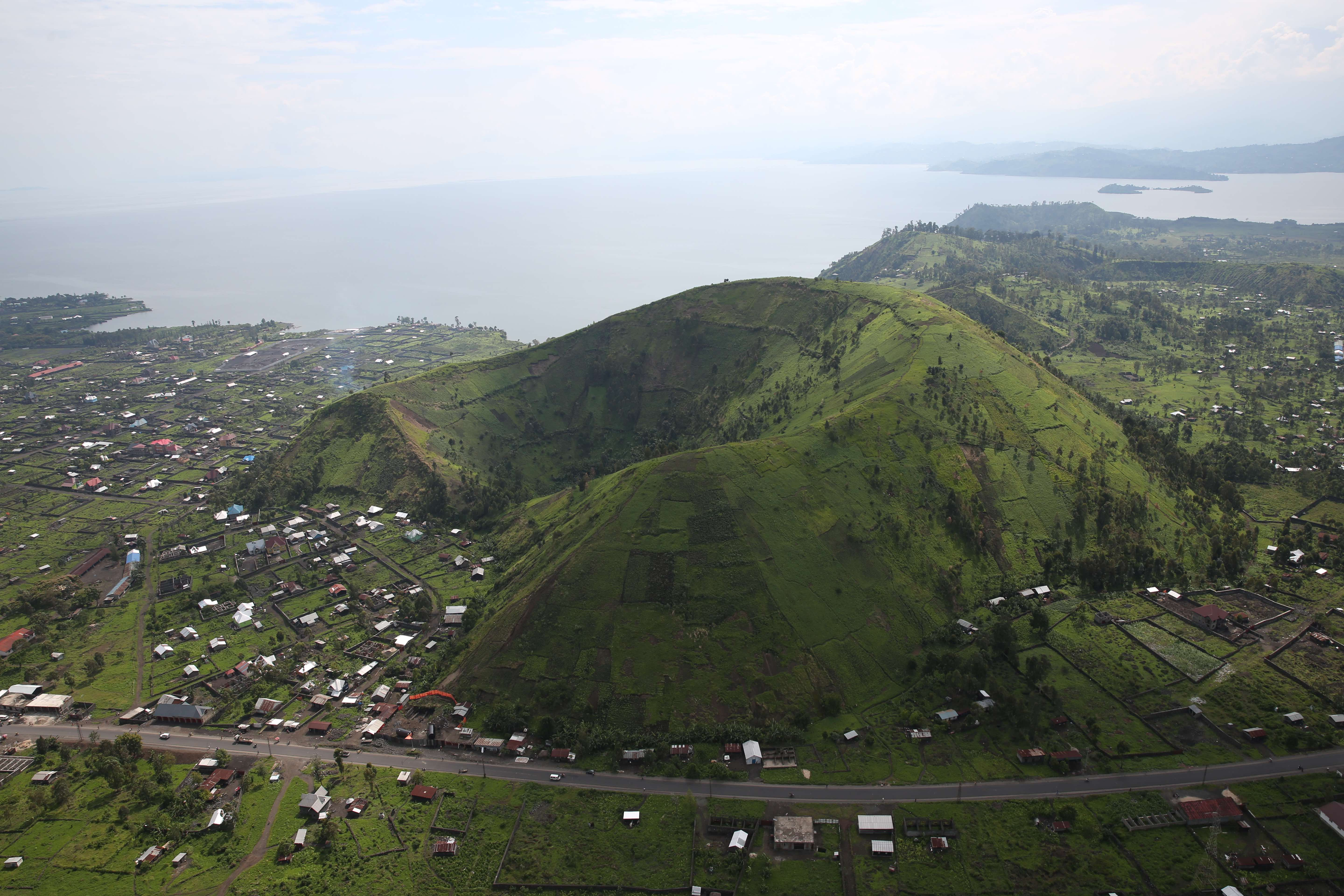
بحيرة كيفو في مقاطعة شمال كيفو.

في 17 يناير 2002 اندلع جبل نييراغونغو في الكونغو، وانطلقت حممه بسرعة 64 كيلومترًا في الساعة بعرض 46 مترًا. تدفق واحد من سيول الحمم الثلاثة شديدة السيولة في مدينة غوما المجاورة، وقتل 45 إنسانًا وشرّد 120 ألفًا. أُخليت المدينة من مئة ألف إنسان خلال الاندلاع. سممت الحمم مياه بحيرة كيفو، وقتلت السمك. لم يبق في المطار المحلي إلا طائرتان بسبب احتمال انفجار البترول المخزن. مرت الحمم من المطر ودمرت المدرج، وعطلت عدة طائرات. بعد ستة أشهر من الانفجار البركاني في 2002، اندلع جبل نياموراغيرا المجاور أيضًا. ثم اندلع جبل نياموراغيرا مرة في 2006 ومرة أخرى في يناير 2010.
تشمل المناطق البيئية في الكونغو حسب الصندوق العالمي للطبيعة:
- غابات الكونغو المنخفضة الوسطى – وهي مسكن للبونوبو، وهو من الأوليات النادرة
- غابات المستنقعات في شرق الكونغو إلى جانب نهر الكونغو
- الغابات المنخفضة في شمال شرق الكونغو، وهي من أشد المناطق اكتظاظًا بالأوليات في العالم
- فسيفساء الغابات والسافانا في جنوب الكونغو
- قسم كبير من غابات وسط زامبيزيان ميومبو
- منطقة الغابات الجبلية في صدع ألبرت التي على الحدود الشرقية للبلد.

مواقع التراث العالمي الواقعة في جمهورية الكونغو الديمقراطية: حديقة فيرونغا الوطنية (1979)، وحديقة غارامبا الوطنية (1980)، وحديقة كاهوزي بييغا الوطنية (1980)، وحديقة سالونغا الوطنية (1984) ومحمية أوكابي للحياة البرية (1996).

### التقسيمات الادارية
تنقسم البلاد حاليًا إلى مدينة كينشاسا و25 مقاطعة أخرى . وتنقسم المقاطعات إلى 145 إقليمًا و33 مدينة، وقبل عام 2015، كانت البلاد مقسمة الى 11 مقاطعة.
والمحافظات هي:-
|  | 1. بانداندو 2. الكونغو السفلى 3. إكواتور 4. كاساي الغربية 5. كاساي الشرقية 6. كاتانغا 7. كنشاسا( مقاطعة-مدينة) 8. مانيما 9. كيفو-الشمالية 10. أوريونتال 11. كيفو-الجنوبية |

### النبات والحيوان

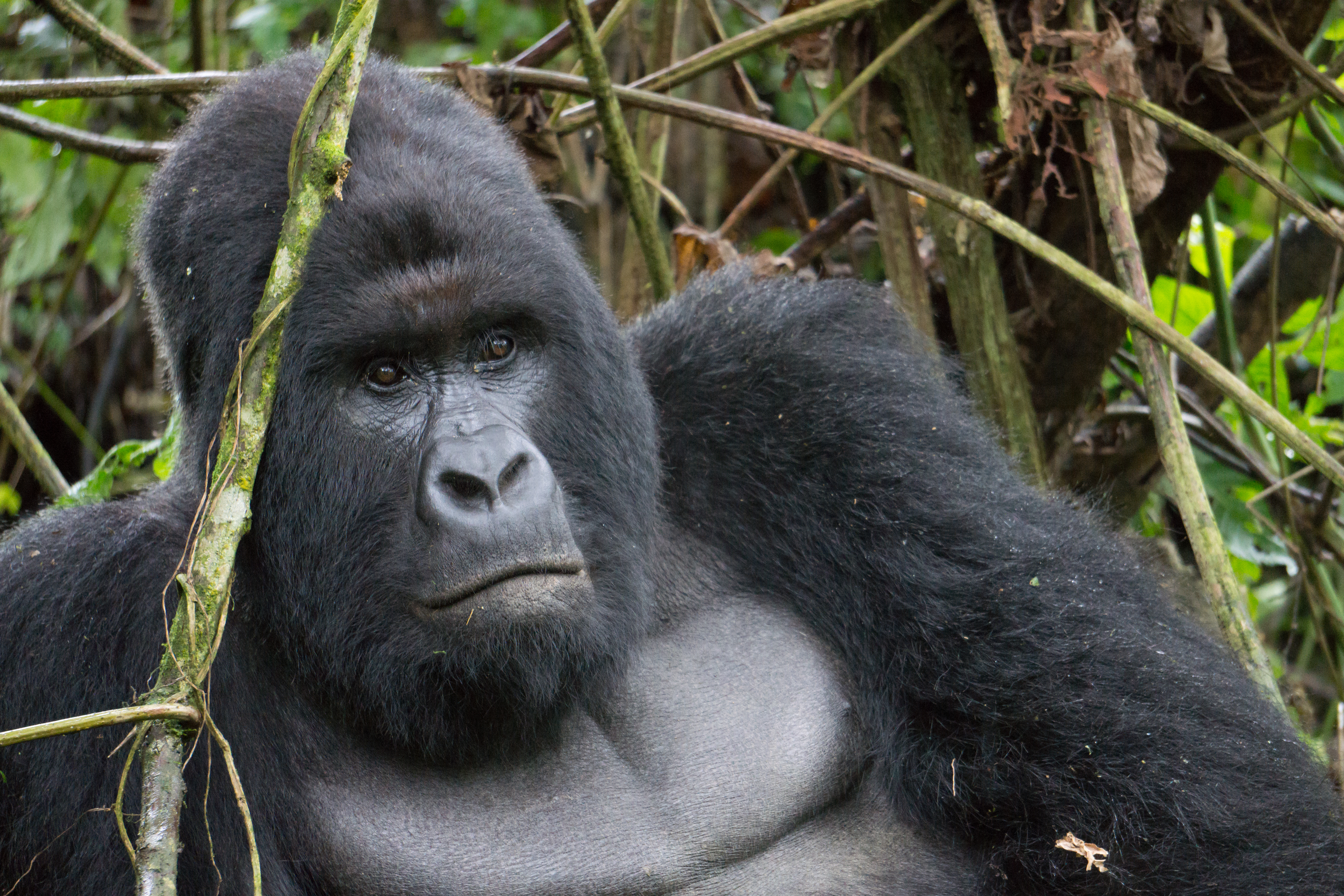
غوريلا جبلية في حديقة فيرونجا الوطنية.

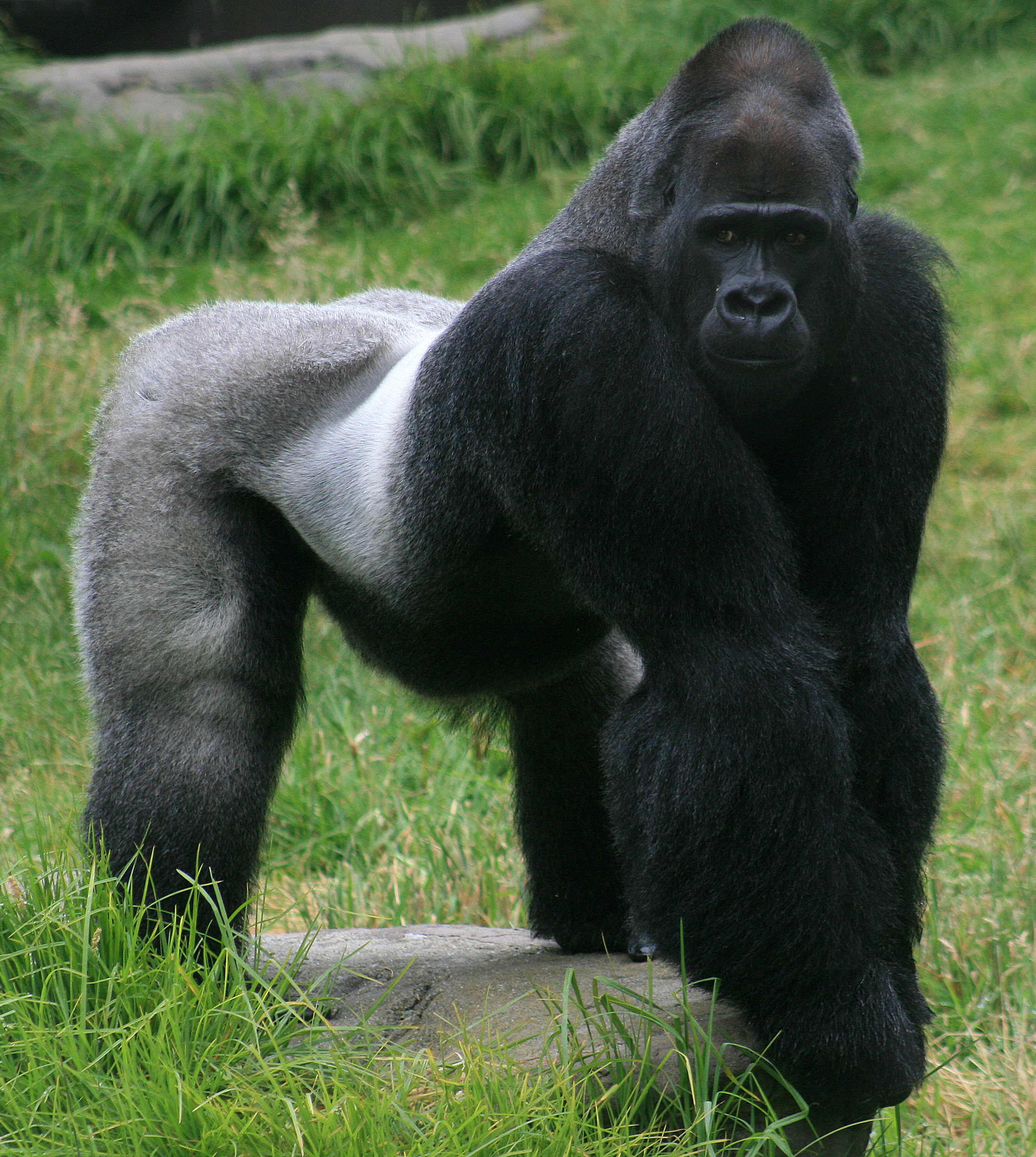
ذكر غوريلا غربية

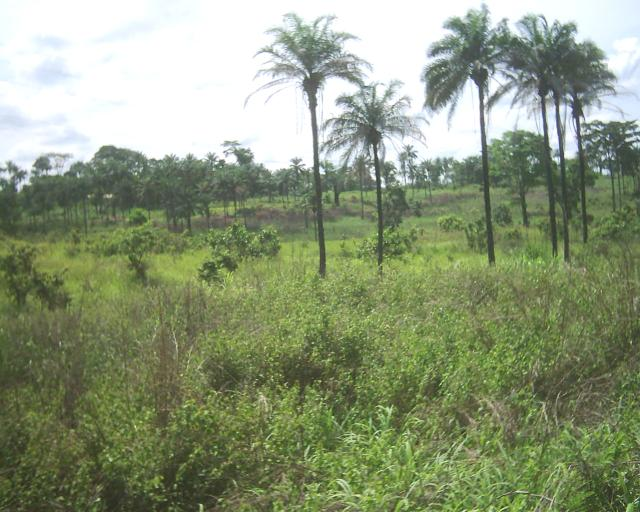
مشهد للطبيعة في الكونغو الوسطى.

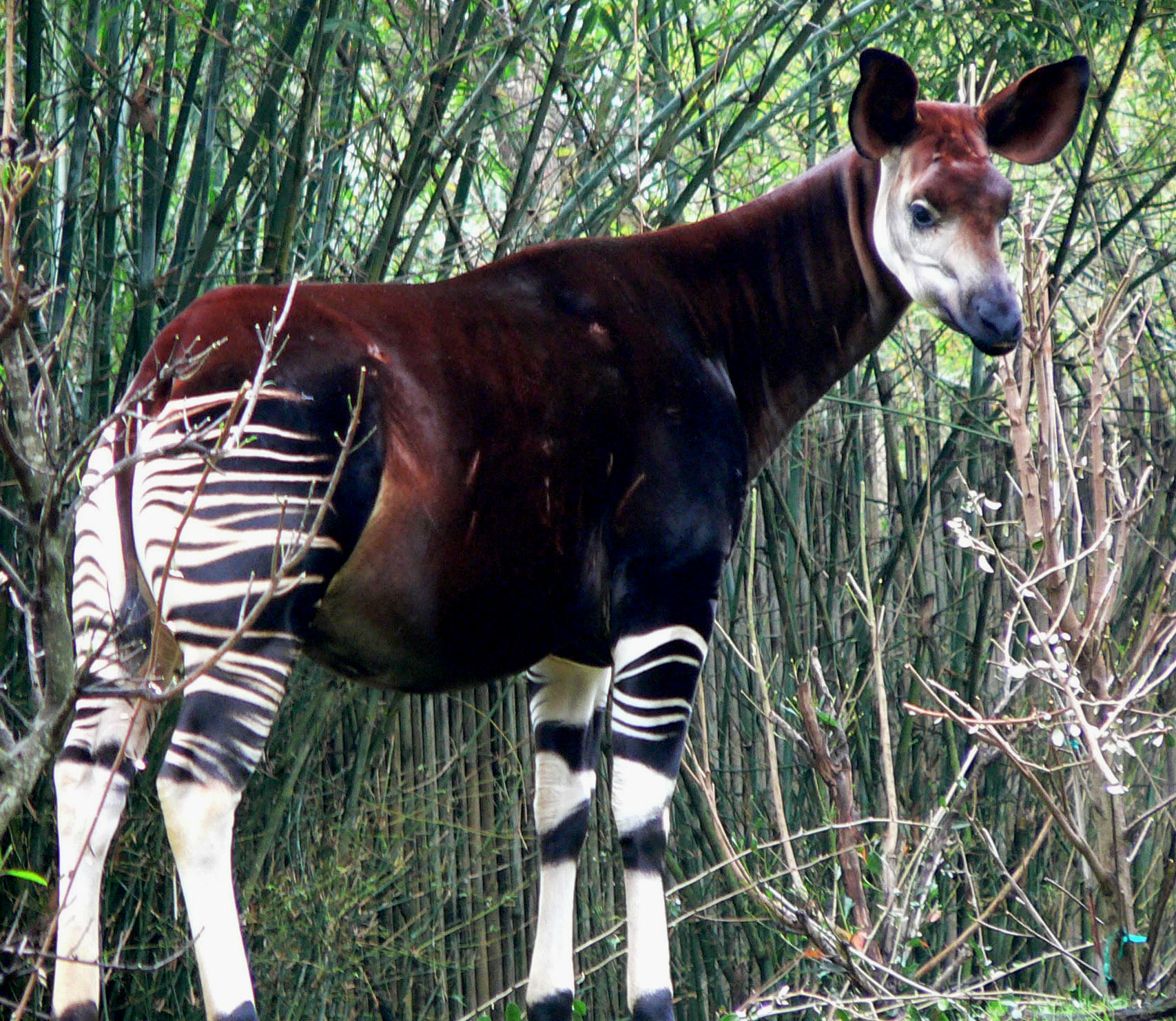
الأكاب

تحوي الغابات المطرية في جمهورية الكونغو الديمقراطية تنوعًا حيويًا كبيرًا، يشمل كثيرًا من الأنواع النادرة والمتوطنة، ففيها الشمبانزي، والبونوبو، وفيل الغابات الأفريقي، والغوريلا الجبلية، والأكاب، ووحيد القرن الأبيض. صُنّفت خمس متنزهات في قائمة مواقع التراث العالمي: متنزهات غارومبا، وكاهوزي بييغا، وسالونغا، وفيرونغا، ومحمية أوكابي للحياة البرية. تعدّ جمهورية الكونغو الديمقراطية واحدة من سبعة عشر بلدًا شديد التنوع، وأشد البلدان الإفريقية تنوعًا.
هددت الحرب الأهلية والظروف الاقتصادية الصعبة كثيرًا من هذا التنوع الحيوي. وكثير من حرّاس الحدائق قُتل أو لم يعد في وسعه الاستمرار في العمل. صنفت اليونسكو كل المواقع الخمسة في التراث العالمي المهدد بالخطر.
قلق دعاة حفظ الطبيعة ولا سيما بشأن الرئيسيات. إذ تعيش في الكونغو عدة أنواع من القردة العليا: الشمبانزي الشائع، والبونوبو، والغوريلا الشرقية، والغوريلا الغربية. وهو البلد الوحيد في العالم الذي توجد فيه حيوانات البونوبو في البرية. تزايد القلق بشأن انقراض الأوليات هذه. بسبب الصيد وتدمير الموائل، قلّ عدد أفراد الشمبانزي والبونوبو والغوريلا، الذي كان من قبل بالملايين، إلى نحو 200 ألف غوريلا، ومئة ألف شمبانزي، وربما 10 آلاف بونوبو. صنف الاتحاد الدولي لحفظ الطبيعة، الغوريلا والشمبانزي والبونوبو بوصفها أنواعًا معرضة للخطر، وكذلك الأكاب، وهو من حيوانات المنطقة.

#### الصيد الجائر

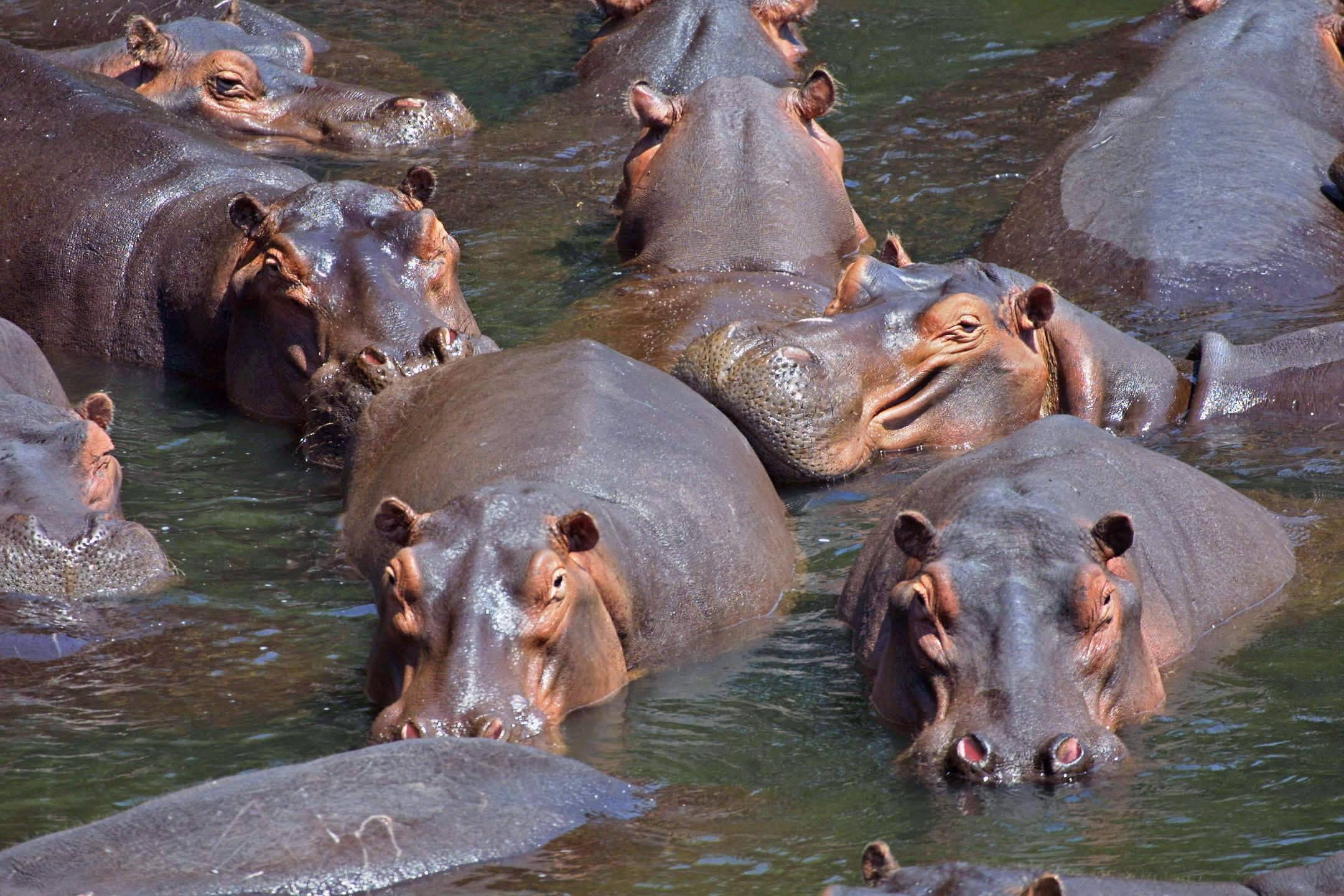
مجموعة من فرسان النهر

لم يزل الصيد الجائر للتجارة بالحيوانات الغريبة والعاج مشكلة مستمرة من ناحية خسارة الأنواع في جمهورية الكونغو الديمقراطية، وقد أصبح ضرورة لبعض الناس الذين يحاولون التخلص من الفقر، ووسيلة لاستمرار الحرب بالنسبة إلى بعض المجموعات المسلحة كجيش الرب للمقاومة. فيل الغابة بالذات في خطر بسبب غلاء سعر عاجه، لا سيما في الشرق الأقصى، وبسبب هذا قل عدد الفيلة من هذا النوع بنسبة 62% في 2002–2011. إن الطريقة الرئيسة لتقليل هذا الصيد الجائر هي كبح الطلب العالمي على العاج، لأن الطلب هو الذي يقود التجارة.
أدى توظيف حراس الحدائق وتطبيق السياحة البيئية في منتزه فيرونغا الوطني، وهي موئل أصلي للأوليات الكبرى، بتزايد عدد أفراد الغوريلا الجبلية فوق الألف غوريلا، وهي زيادة بنسبة 25% عن أرقام عام 2010. ولكن الدراسة أظهرت أن الصيد الجائر لم يزل مشكلة موجودة، إذ وجد الباحثون 380 فخًّا للصيد ولم يزل الصيادون يتربصون بحراس الحدائق ويقتلونهم.

## السياسة

### الحكومة

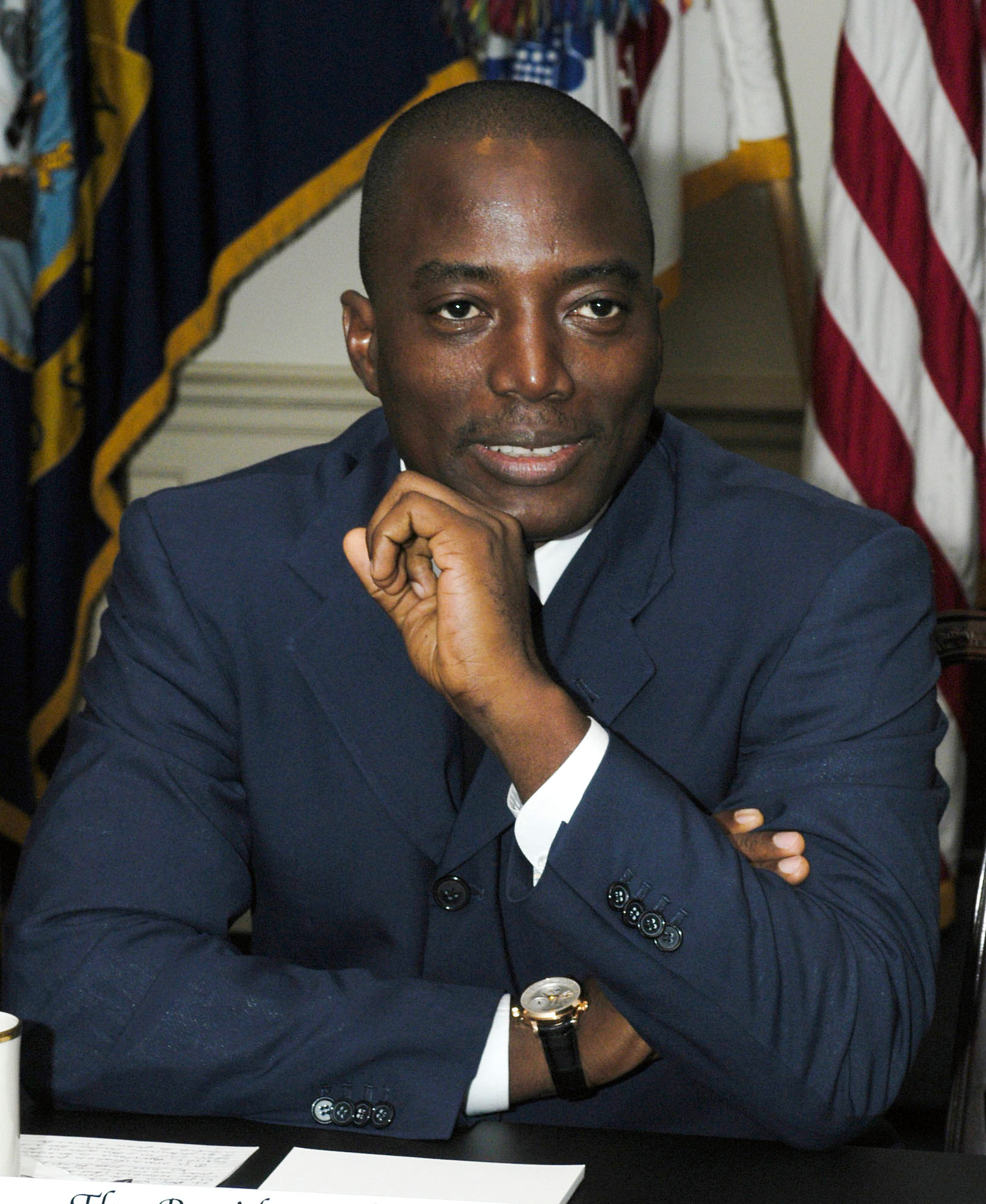
تولى جوزيف كابيلا رئاسة جمهورية الكونغو الديمقراطية خلال الفترة من يناير عام 2001 حتى يناير عام 2019.

بعد فترة فاصلة من أربعة سنوات بين الدستورين، أسست المؤسسات السياسية الجديدة على مستويات متعددة من الحكومة، وكذلك على تقسيمات إدارية جديدة للمحافظة في البلاد، وطُبق دستور جديد في 2006، واستقر الحكم في جمهورية الكونغو الديمقراطية ضمن إطار جمهورية ديمقراطية رئاسية. أسس دستور 2003 الانتقالي برلمانًا وهيئة تشريعية مزدوجة، تشمل مجلس الشيوخ والجمعية الوطنية.
تولى مجلس الدستور صياغة مسودة دستور الكونغو. وُكلت السلطة التنفيذية إلى مجلس استشاري فيه 60 عضوًا يقوده رئيس وأربعة نواب له. والرئيس هو القائد العام للقوات المسلحة. أسس الدستور الانتقالي أيضًا سلطة قضائية مستقلة نسبيًّا، تقودها المحكمة العامة التي لها سلطة تأويل الدستور.
أما دستور 2006، الذي يسمى دستور الجمهورية الثالثة، فقد بدأ تطبيقه في فبراير 2006. ولكنه تزامن في السلطة مع الدستور الانتقالي حتى اعتلى السلطة مسؤولون منتخبون من انتخابات يوليو 2006. بموجب الدستور الجديد، بقيت الهيئة التشريعية ثنائية، وتولى السلطة التنفيذية الرئيس بالمشاركة مع الحكومة التي يرأسها رئيس الوزراء، الذي يعين من الحزب الذي يكسب أغلبية في الجمعية الوطنية.
الحكومة – لا الرئيس – مسؤولة أمام البرلمان. منح الدستور الجديد قوى جديدة للحكومات المحلية، وأسس برلمانات في المحافظات تحت إشراف المحافِظ ورئيس الحكومة المحلية، اللذَين ينتخبونهما. ليس في الدستور الجديد محكمة عليا، بل قسمت فيه إلى ثلاث مؤسسات. انتقل الحق بتفسير الدستور من المحكمة العليا سابقا إلى المحكمة الدستورية.
مع أن الكونغو تقع في منطقة وسط أفريقيا الفرعية في الأمم المتحدة، فإن الدولة مرتبطة اقتصاديًّا وإقليميًّا مع أفريقيا الجنوبية بوصفها عضوًا في مجموعة التنمية لأفريقيا الجنوبية.

### العلاقات الخارجية

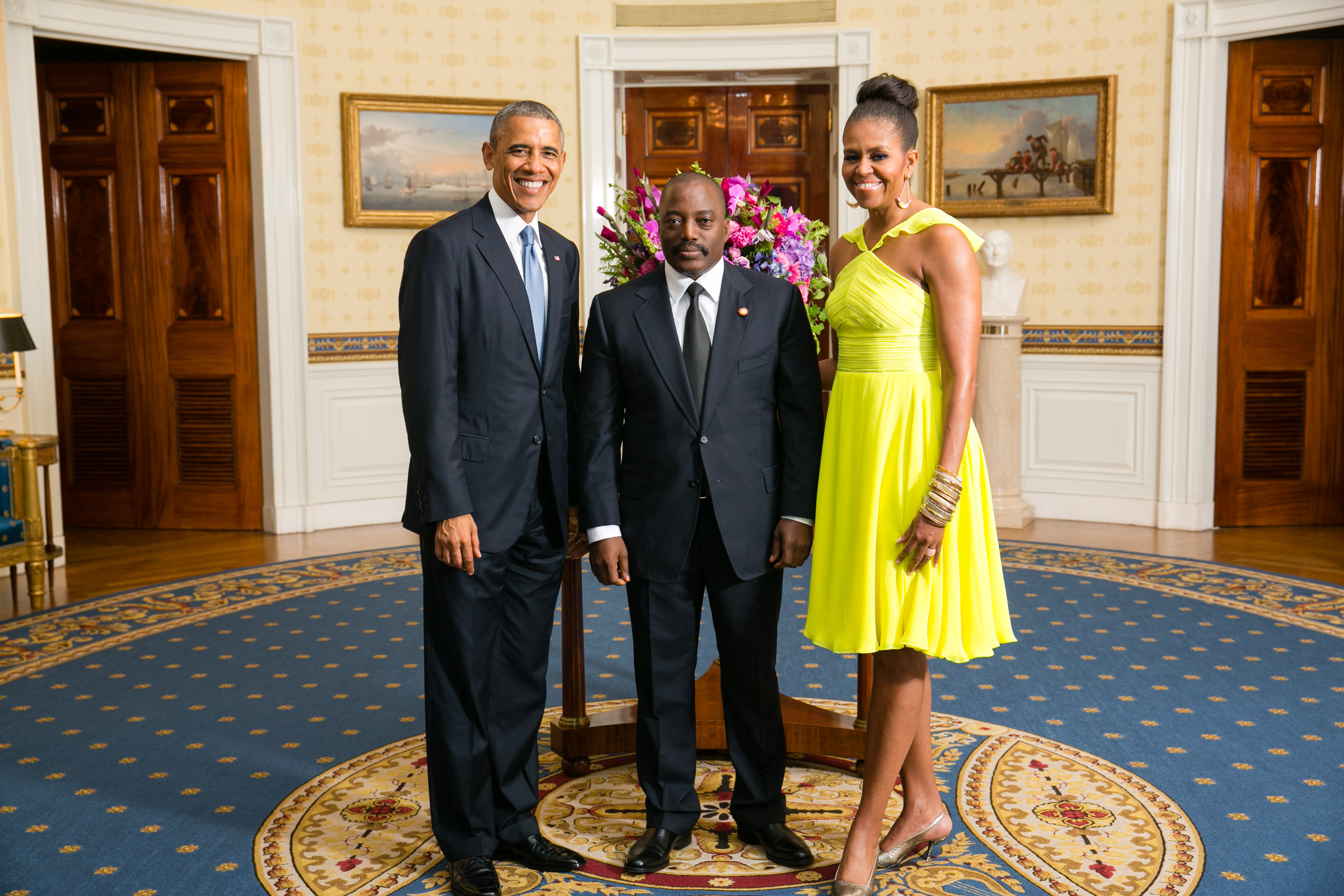
الرئيس السابق جوزيف كابيلا مع رئيس الولايات المتحدة الرابع والأربعون باراك أوباما والسيدة الأولى ميشيل أوباما في شهر أغسطس عام 2014

إن نمو الطلب العالمي على المعادن الخامة النادرة، والطفرات الصناعية في الصين والهند وروسيا والبرازيل ودول نامية أخرى تطلب أن تطبق الدول المتقدمة إستراتيجيات جديدة متكاملة مستجيبة للتغيرات لتحديد المعروض الدقيق للمعادن الإستراتيجية المهمة لاحتياجاتها الأمنية وضمانه على نحو مستمر. بسبب أهمية جمهورية الكونغو الديمقراطية للأمن القومي للولايات المتحدة، دفعت هذه الأخيرة لتأسيس وحدة نخبوية كونغولية لتوظيف قوات مسلحة في الإقليم المهم إستراتيجيًّا، وكانت هذه آخر جهود الولايات المتحدة في المنطقة.
توجد دوافع اقتصادية وإستراتيجية كثيرة لزيادة الأمان في الكونغو الغنية بالموارد الطبيعية كالكوبالت، وهو معدن إستراتيجي أساسي في كثير من التطبيقات الصناعية والعسكرية. أكبر استعمال للكوبالت هو في السبائك الفائقة المستعملة في صناعة أجزاء من محركات الطائرات النفاثة. يستعمل الكوبالت أيضًا في السبائك المغناطيسية وفي قطع المواد المقاوِمة للأذى كالكربيد المثبت. تستهلك الصناعة الكيميائية كميات كبيرة من الكوبالت في تطبيقات متنوعة فتستعمل محفزات للبترول والتفاعلات الكيميائية، ووسائط تجفيف للأحبار والدهانات، ومعاطف أرضية للمينا المزجج، ومزيلا لألوان السيراميك والزجاج، وصبغًا للسيراميك والدهانات والبلاستيك. تحوي جمهورية الكونغو الديمقراطية 80% من احتياطي العالم للكوبالت.
يعتقد أنه بسبب أهمية الكوبالت لبطاريات السيارات الكهربائية واستقرار الشبكة الكهربائية ذات النسب الكبيرة من مصادر الطاقة المتجددة في خليط الكهرباء، فقد تصبح جمهورية الكونغو الديمقراطية محلّ منافسة جيوسياسية متزايدة.
في القرن الواحد والعشرين، تنامى بسرعة الاستثمار الصيني في جمهورية الكونغو الديمقراطية وكذلك مصدرات الكونغو إلى الصين. في يوليو 2019، وقع سفراء الأمم المتحدة من 37 دولة، منها جمهورية الكونغو الديمقراطية رسالة مشتركة إلى مجلس حقوق الإنسان التابع للأمم المتحدة تدافع عن معاملة الحكومة الصينية للأيغور وبقية الأقليات الإثنية.

### القوات المسلحة

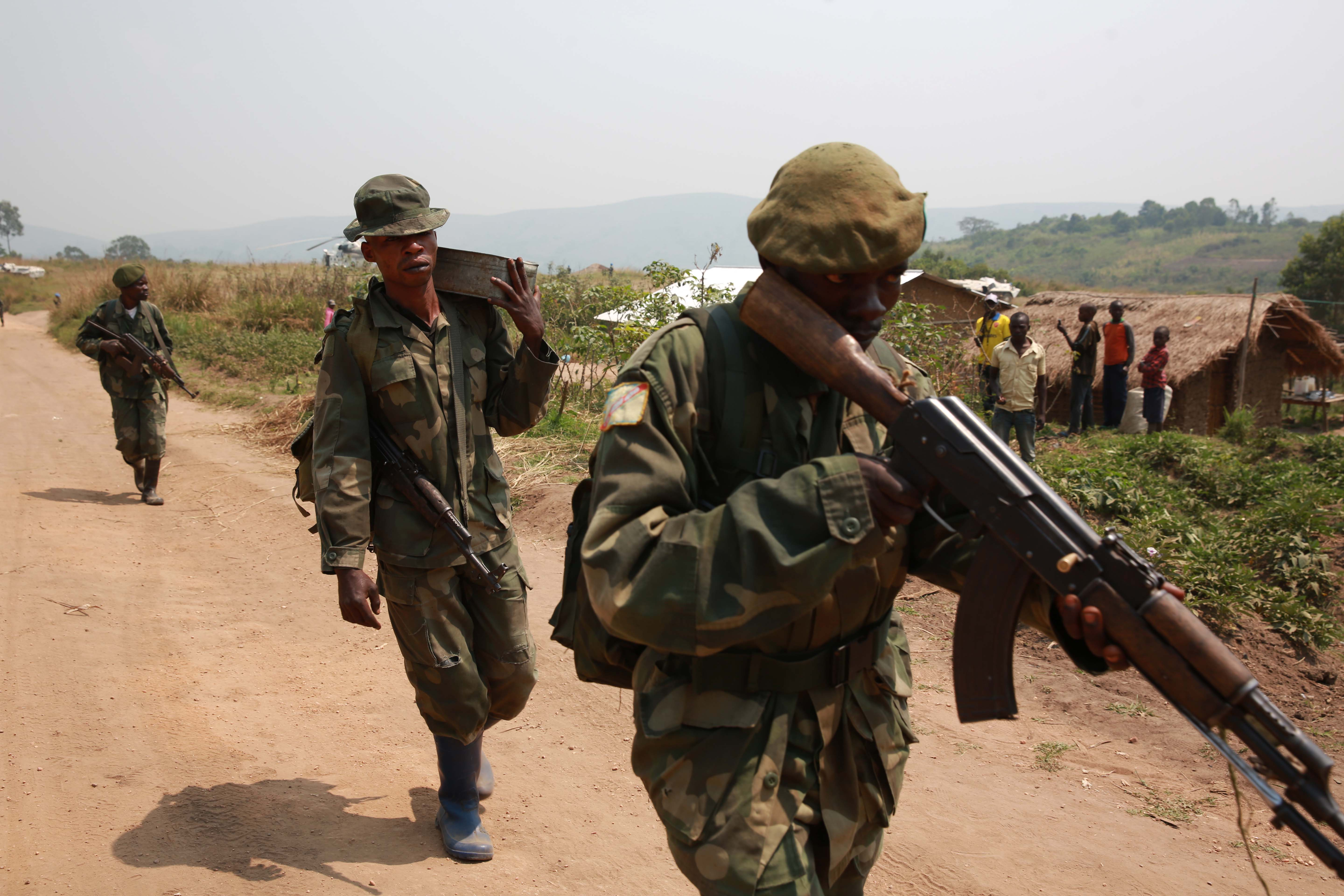
جنود من القوات المسلحة لجمهورية الكونغو الديمقراطية في مقاطعة إيتوري

تتشكل القوات المسلحة لجمهورية الكونغو الديمقراطية من 144 ألف مقاتل، معظمهم من القوات الأرضية، وفيهم قوة جوية صغيرة، وقوة بحرية أصغر. تأسست القوات المسلحة لجمهورية الكونغو الديمقراطية في عام 2003 بعد حرب الكونغو الثاني وضمّت المجموعات التي كانت متمردة إلى صفوفها. تعاني القوات المسلحة لجمهورية الكونغو الديمقراطية فسادًا متفشّيًا وقلة فعالية، بسبب وجود المتمردين السابقين عديمي الانتظام وسيئي التدريب، وعدم وجود التمويل ومحاربتها سنين طويلة ضد ميلشيات مختلفة. دعت الاتفاقيات الموقعة في نهاية حرب الكونغو الثانية إلى «جيش جديد وطني ومنظم تنظيمًا جديدا، وموحد» يتشكل من قوات حكومة كابيلا والتجمع الديمقراطي الكونغولي وحركة تحرير الكونغو. وتعوقد أيضًا مع متمردين من التجمع الديمقراطي الكونغولي الوطني وحركة التحرير للتجمع نفسه، والماي ماي، وأصبح هؤلاء جميعًا جزءًا من القوات المسلحة الجديدة. ودفعت الاتفاقيات أيضًا إلى تأسيس مجلس أعلى للدفاع هو الذي يعلن حالات الحصار أو الحرب ويستشار بشأن إصلاح قطاع الأمن ونزع السلاح والسياسة الدفاعية الوطنية. القوات المسلحة لجمهورية الكونغو الديمقراطية منظمة على أساس الكتائب المتوزعة في مقاطعات الجمهورية. قاتلت القوات الكونغولية في نزاع كيفو في شرقي إقليم شمال كيفو، وفي نزاع إيتوري في إقليم إيتوري، وفي تمردات أخرى منذ حرب الكونغو الثانية. إلى جانب القوات المسلحة الكونغولية، بُعثت إلى جمهورية الكونغو أكبر بعثة لتحقيق الاستقرار من الأمم المتحدة، وفيها نحو 18 ألف عضو.
وقّعت جمهورية الكونغو الديمقراطية على معاهدة حظر الأسلحة النووية.

### الفساد
حكم موبوتو سيسي سيكو جمهورية الكونغو الديمقراطية التي سماها زائير، منذ 1965 إلى 1997. شرح أحد أقربائه كيف كانت الحكومة تجمع الإيرادات بطرق غير شرعية: «كان موبوتو يطلب من أحد منّا أن يذهب إلى البنك ويسحب مليونًا. فنذهب إلى وسيط ونقول له أن يأتينا بخمسة ملايين. فيذهب الوسيط إلى البنك بسلطة موبوتو ويأخذ عشرة ملايين. يأخذ موبوتو مليونًا، ونحن نأخذ التسعة الباقية». أدخل موبوتو الفساد إلى المؤسسات ليمنع منافسيه السياسيين من تحدي سلطته، وهو ما أدى إلى الانهيار الاقتصادي في عام 1996.
يقال إن موبوتو سرق 4–5 مليار دولار وهو في منصبه. لكنه لم يكن أول قائد كونغولي فاسد: لاحظ آدم هوكستشايلد في 2009 أن «عمل الحكومة بوصفها نظام سرقة منظمة يرجع إلى عهد الملك ليوبولد الثاني». في يوليو 2009، قضت محكمة سويسرية أن فترة التقادم المسقط مرّت على قضية إعادة أصول دولية بقدر 6.7 مليون دولار من ودائع موبوتو في بنك سويسري، ومن ثم وجب إعادة الأصول إلى أسرة موبوتو.
أسس الرئيس جوزيف كابيلا لجنة قمع الجرائم الاقتصادية بعد اعتلائه السلطة في عام 2001. ولكن في عام 2016، أصدر مشروع إنَف تقريرًا يقول فيه إن الذين يديرون الكونغو عبارة عن ثلة كليبتوقراطية مجرمة.

### حقوق الإنسان

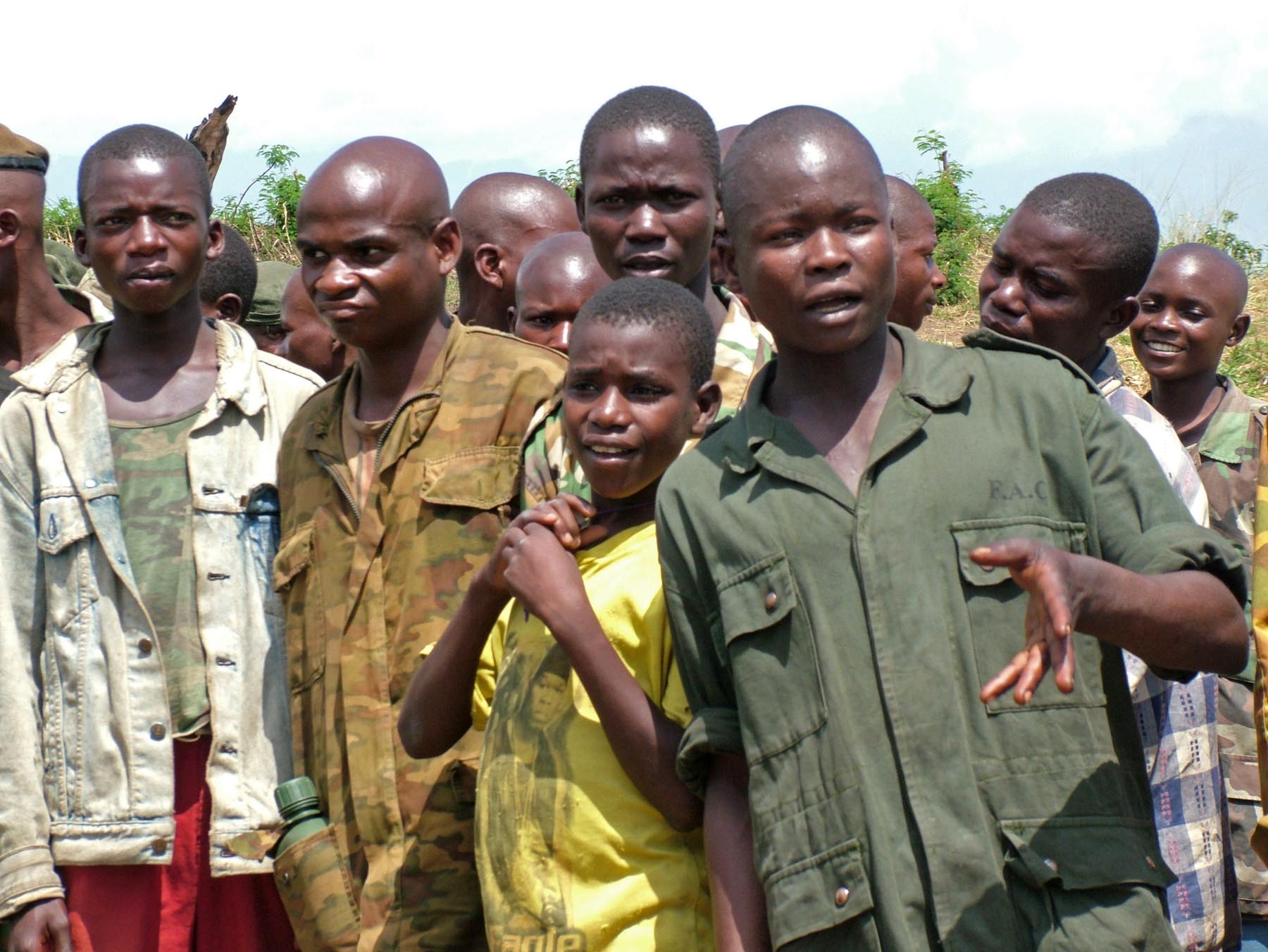
مجموعة من الجنود الأطفال الذين أُنقذوا من براثين الاستغلال في الكونغو الديمقراطية

بدأ جوزف كابيلا في أبريل 2004 تحقيق المحكمة الجنائية الدولية في جمهورية الكونغو الديمقراطية. افتتح المدعي العام للمحكمة الجنائي الدولية القضية في يونيو 2004.
وُجد أن تجنيد الأطفال ممارسة واسعة النطاق في جمهورية الكونغو الديمقراطية وقُدّر عدد الأطفال الذين كانوا مجندين في 2011 بثلاثين ألف طفل لم يزالوا يعملون مع المجموعات المسلحة.
كما شوهدت حالات عمالة أطفال وعمالة بالإكراه ونشرت في تقرير مكتَشفات وزارة العمل الأمريكية عن أسوأ أشكال عمالة الأطفال في جمهورية الكونغو الديمقراطية عام 2013، وتظهر 6 بضائع تنتجها صناعة التعدين في الجمهورية على قائمة ديسمبر 2014 للبضائع التي أنتجت بعمالة الأطفال أو العمالة بالإكراه.

#### العنف ضد النساء
يبدو أن قطاعات كبيرة من المجتمع ترى أن العنف ضد النساء شيء عادي. وجد استطلاع الديمغرافية والصحة عام 2013–2014 (في الصفحة 299) أن 74.8% من النساء وافقن على أنه من حق الزوج في بعض الحالات أن يضرب زوجته.
عبرت لجنة الأمم المتحدة لإنهاء التمييز ضد النساء عام 2006 عن قلقها أنه في الفترة الانتقالية بعد الحرب، لم يعتبر دعم حقوق النساء الإنسانية والمساواة الجندرية أولوية. استعملت الاغتصابات الجماعية والعنف الجنسي والرق الجنسي أسلحة في الحرب على يد القوات المسلحة لجمهورية الكونغو الديمقراطية ومجموعات مسلحة أخرى في الجزء الشرقي من البلاد. وُصف الجزء الشرقي من البلد بالذات بأنه عاصمة الاغتصاب في العالم، ويُقال إن انتشار العنف الجنسي هناك هو الأسوأ في العالم.
يُجرى ختان الإناث أيضًا في جمهورية الكونغو الديمقراطية، ولكنه ليس منتشرًا. يقدّر انتشار ختان الإناث بنحو 5% من النساء. ختان الإناث ممنوع، ويحكم القانون بعقوبة سجن سنتين إلى 5 سنين وغرامة 200 ألف فرنك كونغولي على أي أحد ينتهك «السلامة الجسمية أو الوظيفية» للأعضاء الجنسية.
في يوليو 2007، عبرت لجنة الصليب الأحمر الدولية عن قلقها بشأن الوضع في جمهورية الكونغو الديمقراطية. تطورت حالة من «تشرّد البندول» إذ يهرَع الناس ليلا إلى الأماكن الآمنة. تقول ياكين إرتورك، مراسلة الأمم المتحدة الخاصة عن العنف ضد النساء التي جالت في شرق الكونغو في يوليو 2007، إن العنف ضد النساء في شمال كيفو وجنوبها فيه «وحشية لا تتخيَّل». أضافت إرتورك إن «المجموعة المسلحة تهاجم المجتمعات المحلية، وتنهب وتغتصب وتختطف النساء والأطفال، وتأخذهم ليعملوا عبيدًا جنسيين». في ديسمبر 2008، نشرت غارديان فيلمز التابعة لصحيفة الغارديان فلمًا يوثق شهادة أكثر من 400 امرأة وطفلة عانين من اضطهاد الميلشيات.
في يونيو 2010، ذكر تقرير أوكسفام ازديادًا حادًّا في عدد الاغتصابات في جمهورية الكونغو الديمقراطية، ووجد الباحثون في هارفارد أن الاغتصابات التي قام بها مدنيّون تضاعفت سبعة أضعاف. في يونيو 2014، نشرت مؤسسة الحرية من التعذيب تقريرًا ذكرت فيه أن الاغتصاب والعنف الجنسي يستعمله ضباط الحكومة كثيرًا في السجون الكونغولية عقوبةً للنساء الناشطات سياسيًّا. تعرضت النساء اللواتي شملهن التقرير لاضطهاد في عدة أماكن في البلد منها العاصمة كينشاسا ومناطق أخرى بعيدة عن مناطق الصراع.
في 2015، تكلمت شخصيات من داخل الجمهورية وخارجها، منهم فيليمبي وإيمانويل ويي، عن الحاجة إلى كبح العنف والاضطراب مع اقتراب انتخابات 2016.

## الاقتصاد

تطور الناتج المحلي الإجمالي منذ مستهل القرن الواحد والعشرين

مصرف الكونغو المركزي مسؤول عن تطوير الفرنك الكونغولي والحفاظ عليه، والفرنك هو العملة الرئيسة في جمهورية الكونغو الديمقراطية. في عام 2007، قرر البنك الدولي منح جمهورية الكونغو الديمقراطية مساعدة بمقدار 1.3 مليار دولار على مدار الأعوام الثلاثة التالية. بدأت جمهورية الكونغو تتفاوض بشأن العضوية في منظمة تنسيق قانون العمل في أفريقيا في 2009.
تعتبر جمهورية الكونغو الديمقراطية على نطاق واسع واحدة من أغنى دول العالم بالثروات الطبيعية، إذ تقدر ثرواتها من المعادن الخامة غير المستغلة بنحو 24 تريليون دولار أمريكي. في الكونغو 70% من كولتان العالم، وثلث الكوبالت، وأكثر من 30% من احتياطي الألماس، وعُشر النحاس.
ولكن برغم هذه الثروة المعدنية الضخمة، فإن اقتصاد جمهورية الكونغو الديمقراطية تدهور تدهورًا شديدًا منذ أواسط ثمانينيات القرن العشرين. عادت المعادن بـ 70% من عائدات التصدير للجمهورية في سبعينيات القرن العشرين وثمانينياته، وبلغت أعلى مستوياتها عندما تدهورت أسعار الموارد الطبيعية في ذلك الوقت. في 2005، كان 90% من عائدات جمهورية الكونغو الديمقراطية من معادنها (إكسنبرغر وهارتمان 2007:10). الشعب الكونغولي من أفقر الشعوب في العالم. استمرت جمهورية الكونغو الديمقراطية بتسجيل أدنى، أو قريبًا من أدنى ناتج محلي إجمالي اسمي للفرد في العالم. جمهورية الكونغو الديمقراطية أيضًا واحدة من أدنى 20 دولة في مؤشر مدركات الفساد.

### التعدين

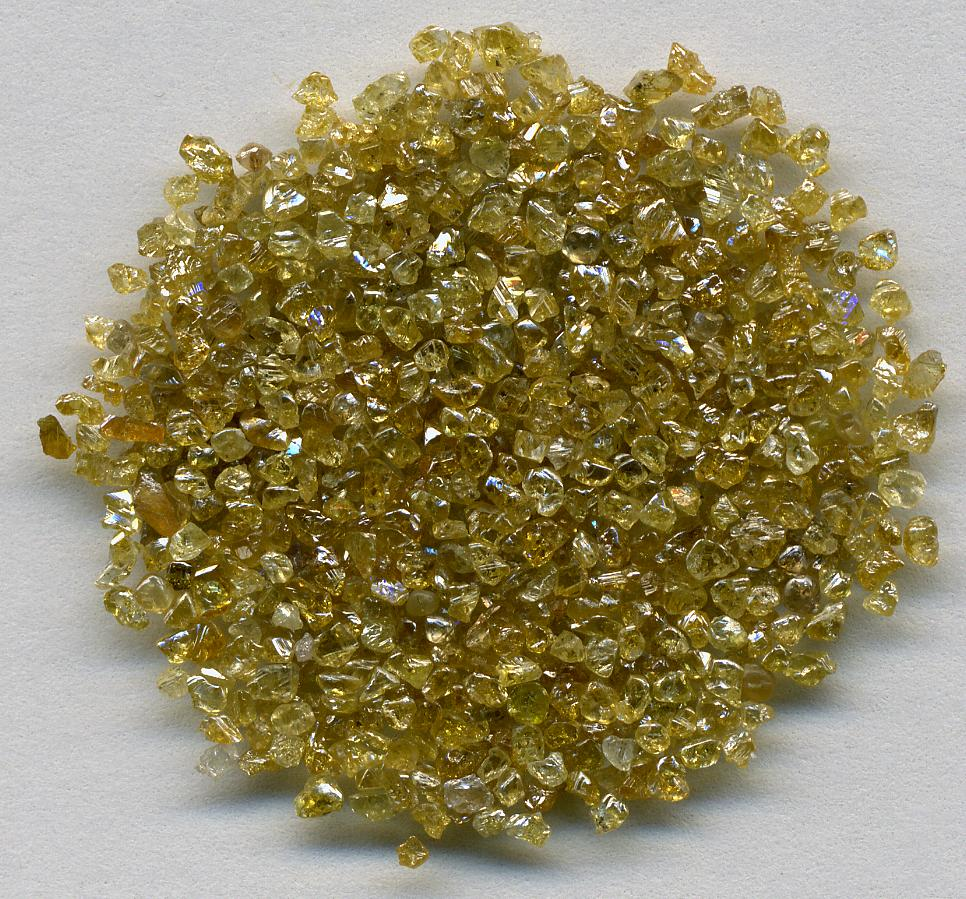
ماس خام غير مصقول مستخرج من جمهورية الكونغو الديمقراطية. يتراوح حجم الواحدة ما بين 1 إلى 1.5 مم).

جمهورية الكونغو الديمقراطية أكبر منتج في العالم للكوبالت الخام، ومن أكبر منتجي النحاس والألماس. يأتي الألماس من مقاطعة كاساي في الغرب. تقع أكبر المناجم في جمهورية الكونغو الديمقراطية في جنوب مقاطعة كاتانغا (كانت تسمى شابا) وفيها آلات كثيرة، واستطاعتها عدة ملايين طن في السنة من النحاس والكوبالت الخام، مع فدرة على تكرير المعادن الخامة. جمهورية الكونغو الديمقراطية ثاني أكبر دولة منتجة للألماس في العالم، ويمثل عمال المناجم والحرفيون معظم هذا الإنتاج.
عند استقلال جمهورية الكونغو الديمقراطية عام 1960، كانت ثاني أشد البلاد الأفريقية تصنيعًا بعد جنوب أفريقيا، وكان فيها قطاع تعدين مزدهر وقطاع زراعي منتج نسبيًّا. بدأت الحربان الكونغوليتان الأولى والثانية عام 1996. قللت هذه النزاعات الإنتاج الوطني وعائدات الحكومة جدًّا، وزادت الدين الخارجي، وسببت بموت أكثر من 5 ملايين إنسان في الحرب، وتزامنت مع مجاعات وأوبئة. أثر سوء التغذية على نحو ثلي سكان البلاد.
قلصت الشركات الأجنبية عملياتها بسبب عدم معرفتها مصير النزاع، وضعف البنية التحتية، وبيئة العمل الصعبة. زادت الحرب من شدة المشكلات الأساسية مثل النظام القانوني المريب، والفساد، والتضخم، وقلة الانفتاح في السياسات الاقتصادية والعمليات المالية للحكومة.

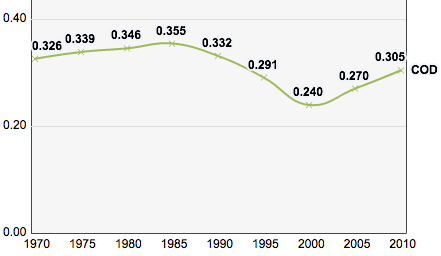
معطيات مؤشر التنمية البشرية الخاص بجمهورية الكونغو الديمقراطية خلال الفترة الممتدة من عام 1970 حتى عام 2010.

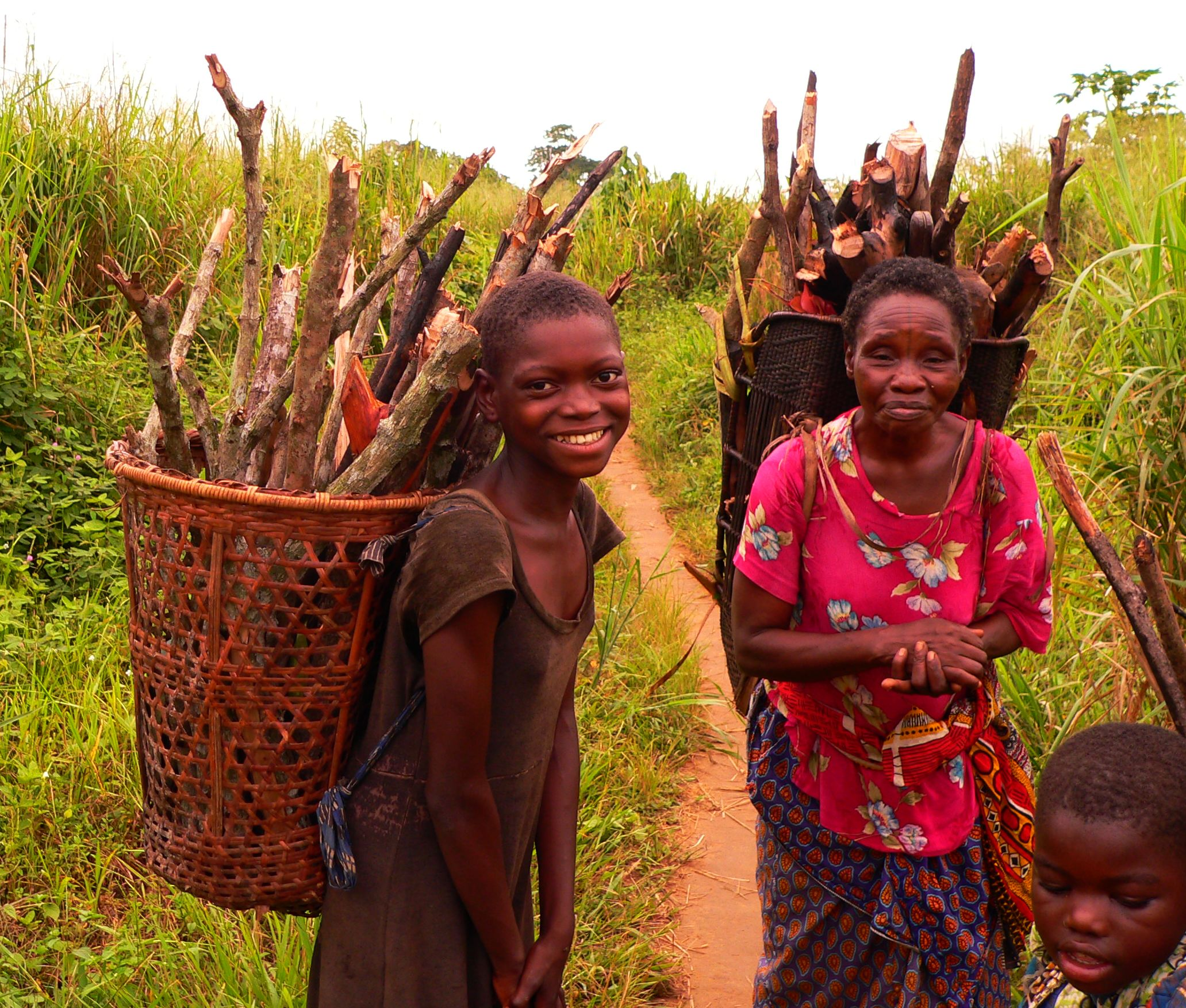
عاملين يمارسن جمع الحطب في بلدة باسانكوسو.

تطورت الأوضاع في أواخر 2002، عندما انسحب قسم كبير من القوات الأجنبية المحتلة للبلاد. التقى عدد من بعثات البنك الدولي وصندوق النقد الدولي الحكومة لمساعدتها في إنشاء خطة اقتصادية متماسكة، وبدأ الرئيس جوزيف كابيلا يطبق الإصلاحات. لم يزل كثير من النشاط الاقتصادي خارج بيانات الناتج المحلي الإجمالي. أظهر تقرير مؤشر التنمية البشرية الصادر عن الأمم المتحدة أن مؤشر التنمية البشرية في جمهورية الكونغو الديمقراطية هو أسوأ مؤشر لها منذ عقود. في 2011، كانت جمهورية الكونغو الديمقراطية أدنى الدول الـ 187 في مؤشر التنمية البشرية. وكانت أدنى من النيجر، رغم هامش التطوير الأكبر منها على أرقام 2010.
يعتمد اقتصاد جمهورية الكونغو الديمقراطية على التعدين. ولكن النشاط الاقتصاد ضيق النطاق على يد المعدنين الحرفيين يحدث في القطاع غير الرسمي ولا يظهر في بيانات الناتج الإجمالي المحلي. يعتقد أن ثلث ألماسات جمهورية الكونغو الديمقراطية هُرّبت إلى خارجها، وهو ما يصعّب حساب مستويات إنتاج الألماس. في عام 2002، اكتُشف القصدير في شرق البلاد، ولكنه لم يعدَّن إلى اليوم إلا على نطاق ضيق. ساعد تهريب معادن الصراع كالكولتان والكاسيتريت وخامات التانتالوم والقصدير، على الترتيب، بإشعال الحرب في شرق الكونغو.
في سبتمبر 2004 وقعت شركة جيكامين المملوكة للحكومة اتفاقية مع شركة الشركات العالمية، وهي شركة تأسست من اتحاد دان غرتلر العالمية مع بني ستينمتز العالمية، لإعادة تأهيل وإعمال مناجم النحاس في كانانغا وتلويزمبي. أُقرّ الاتفاق بمرسوم رئاسي. في عام 2007، راجع تقرير للبنك الدولي أكبر ثلاثة عقود للتعدين في جمهورية الكونغو الديمقراطية، ووجد أن صفقات عام 2005، ومنها الصفقة المذكورة، أثبتت «فقدانها الكامل للمصداقية» (ماهتاني، 3 يناير 2007). وضع غرتلر وستينمتز 75% من حصة شركة الشركات العالمية في مشروع كوموتو أوليفيرا فيرغول، وهو مشروع مكون من تلويزمبي وكانانغا، مغ تركيز على كولويزي، وضعاها في شركة نيكانور. هذه الشركة مسجلة في جزيرة مان، وبلغت قيمتها السوقية 1.5 مليار دولار عام 2007. في فبراير 2007، تملّك صندوق عائلة غرتنر 22% من شركة نيكانور للتعدين، ودان غرلتر 14%. في يناير 2008، تملكت شركة تعدين كاتانغا شركة نيكانور بمبلغ 452 مليون دولار.
في أبريل 2006، اشترت شركة دان غرتلر الدولية سهمًا كبيرًا في شركة دي إي إم للتعدين، وهي شركة لتعدين الكوبالت والنحاس وتعمل في الخدمات أيضًا، في كاتانغا. في يونيو 2006، اشترى غرتلر شركة تريمالت من رجل الأعمال الزيمبابوي جون بردنكامب بنحو 60 مليون دولار. لتريمالت نصف الأسهم في منجم موكوندو. في 2007، تملّكت تريمالت شركة برايري الدولية المحدودة، التي من أكبر الشركاء فيها صندوق عائلة دان غرتلر. امتلكت تريمالت 80% في شركة سافانا للتعدين، التي لها امتيازات سي 17 وسي 18 في مقاطعة كاتانغا و 50% في مشروع موكوندو. أما النصف الآخر من موكوندو فتملكه شركة بوس للتعدين، التي تملك 80% منها شركة التعدين والاستكشاف الإفريقية الوسطى. استأجرت شركة بوس للتعدين وأعملت نصف مشروع موكوندو. أنهت شركة غرتلر هذه الاتفاقية.
تملك شركة كاتانغا للتعدين، وهي شركة مالكها سويسري، منجم لويلو المعدني، الذي استطاعته 175 ألف طن من النحاس و 8 آلاف طن من الكوبالت في السنة، وهو ما يجعلها أكبر مكرر كوبالت في العالم. بعد عملية إعادة تأهيل كبيرة، استأنفت الشركة عملية إنتاج النحاس في ديسمبر 2007 وإنتاج الكوبالت في مايو 2008.
في أبريل 2013، أظهرت منظمة غير ربحية ضد الفساد أن سلطات جباية الضرائب الكونغولية فشلت في جمع 88 مليون دولار من قطاع التعدين، رغم ازدهار الإنتاج وتحسن الأداء الصناعي. تعود الأموال الضائعة من 2010 وكان على سلطات الجباية أن تدفعها للبنك المركزي. ثم في 2013، علّقت مبادرة الشفافية في مجال الصناعات الاستخراجية ترشح البلاد للعضوية بسبب سوء التقارير والإشراف والرقابة المستقلة، ولكن في يوليو 2013، حسنت الجمهورية حساباتها وشفافيتها فأعطتها المبادرة العضوية الكاملة.
في فبراير 2018، وصفت شركة إدارة الأصول الدولية أليانس برنستاين جمهورية الكونغو الديمقراطية بأنها بمثابة «سعودية عصر السيارات الكهربائية» بسبب غناها بالكوبالت الأساسي في تصنيع بطاريات أيون الليثيوم التي تستعمل في السيارات الكهربائية.

## البنية التحتية

### النقل

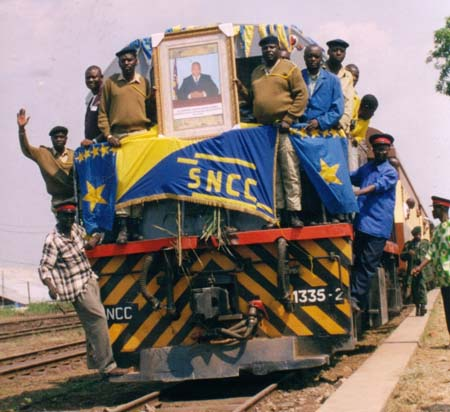
قطار انطلق من مدينة لوبومباشي عند وصوله إلى كيندو على خط كان قد اُفتتح حديثًا.

لم يزل النقل الأرضي في جمهورية الكونغو الديمقراطي صعبًا. إن التضاريس ومناخ حوض الكونغو عوائق جدية لإنشاء الطرق وسكك الحديد، كما أن المسافات في هذا البلد الواسع ضخمة. في جمهورية الكونغو الديمقراطية أكبر عدد من الأنهار التي يستطاع الملاحة فيها والتي تنقل المسافرين والبضائع بالقوارب والعبّارات في إفريقيا، ولكن النقل الجوي يبقى وسيلة نقل البضائع والناس الفعالة الوحيدة في البلد، لا سيما في المناطق الريفية. أدى سوء الإدارة الاقتصادية المزمن والفساد السياسي والنزاعات الداخلية إلى نقص على المدى الطويل في تطوير البنية التحتية في البلد.

#### السكك الحديدية

خريطة لشبكة السكك الحديدية في جمهورية الكونغو الديمقراطية

تقدم شركة الكونغو الوطنية للسكك الحديدية خدمة النقل بالسكك الحديدية، مع المجلس الوطني للنقل ومجلس ويلي للسكك الحديدية. السكك الحديدية في الكونغو سيئة الحال، ووسخة ومزدحمة وخطيرة، ككثير من البنى التحتية في الكونغو.

#### الطرق
في جمهورية الكونغو الديمقراطية أقل عدد من الطرقات المعبدة المجهزة للاستخدام في كل الطقوس، بالمقارنة مع أي بلد له تعداد سكانها وحجمها، ومجموع طرقها 2,250 كيلومترًا، منه 1,226 كيلومترًا فقط في حالة جيدة. إذا أردنا وضع سياق لهذا، فإن مسافة الطرق عبر البلد من أي جهة أكثر من 2,500 كيلومترًا (مثال: ماتادي إلى لوبومباشي، 2,700 كيلومتر بالطريق). رقم 2,250 كيلومترًا يعني 35 كيلومترًا من الطرق المعبدة لكل مليون من السكان. نظائر هذا الرقم في زامبيا وبوتسوانا: 721 كيلومترًا و3,427 كيلومترًا، بالترتيب.
تمر ثلاثة طرق من شبكة الطرق السريعة عبر أفريقيا من جمهورية الكونغو الديمقراطية:
- طريق طرابلس كيب تاون السريعة: يقطع هذا الطريق أقصى غربي البلاد في الطريق الوطني رقم 1 بين كينشاسا وماتادي، ومسافته 285 كيلومترًا من الأقسام المعبدة الوحيدة التي في حال جيدة.
- طريق لاغوس مومباسا السريعة: جمهورية الكونغو الديمقراطية هي الحلقة المفقودة في الطريق السريعة بين الشرق والغرب، لذا تتطلب إنشاء طريق جديد قبل أن يمكن استعمالها.
- طريق بييرا لوبيتو السريعة: تقطع هذه الطريق السريعة كاتانغا وتتطلب إعادة تأسيس على معظم طولها، وهي طريق أرضي بين الحدود الأنغولي وكولويزي، القسم الذي بين كولويزي ولوبومباشي معبد ولكن سيئ الوضع جدا، أما القسم الذي يصل إلى الحدود الزامبية فهو معبد أيضًا وفي حال مقبولة.

#### الماء
في جمهورية الكونغو الديمقراطية آلاف الكيلومترات من السبل المائية التي يمكن الملاحة فيها. تقليديًّا كان النقل المائي الوسيلة السائدة للنقل في نحو ثلثي البلد.

#### الجو
بحلول يونيو 2016، أصبح لجمهورية الكونغو الديمقراطية شركة طيران وطنية كبيرة، تقدم الرحلات الجوية داخل جمهورية الكونغو الديمقراطية. مقر شركة طيران الكونغو في مطار كينشاسا الدولي. حظرت كل شركات النقل الجوي المرخصة في جمهورية الكونغو الديمقراطية من دخول مطارات الاتحاد الأوروبي، بسبب سوء معايير الأمان فيها.
تقدم عدة شركات طيران دولية رحلات في مطار كينشاسا الدولي، وقليل منها يقدم رحلات أيضًا في مطار لوبومباشي الدولي.

### الطاقة
في جمهورية الكونغو الديمقراطية، كانت تستعمل موارد الفحم والنفط الخام وطنيًّا في 2008. وفيها بنية كهرمائية في نهر الكونغو عند سدود إنغا. وتمتلك جمهورية الكونغو الديمقراطية أيضًا 50% من غابات إفريقيا وفيها نظام نهري يمكن أن يوفر طاقة كهرمائية للقارة كلها، حسب تقرير للأمم المتحدة عن المعنى الإستراتيجي للبلد ودور المحتمل بوصفه قوة اقتصادية في وسط أفريقيا.
تتولى توليد الكهرباء وتوزيعها الشركة الوطنية للكهرباء، ولكن لا يصل إلى الكهرباء إلا 15% من السكان. جمهورية الكونغو الديمقراطية عضو في ثلاثة أسواق مشتركة للطاقة. هذه الثلاثة هي: سوق الطاقة المشتركة الإفريقية الجنوبية، وسوق الطاقة المشتركة الإفريقية الشرقية، وسوق الطاقة المشتركة الإفريقية الوسطى.

#### الطاقة المتجددة
بسبب وفرة ضوء الشمس فإن إمكانيات التنمية الشمسية في جمهورية الكونغو الديمقراطية عالية جدا. في الجمهورية 836 نظام طاقة شمسية، قدرتها الإجمالية 83 كيلو وات، تقع في خط الاستواء (167) وكاتانغا (159) ونورد كيفو (170) ومحافظتي كاسايي (170) وباس كونغو (170). وكذلك نظام شبكة كاريتاس (148) وطاقته الإجمالية 6.31 كيلو وات.

### التعليم

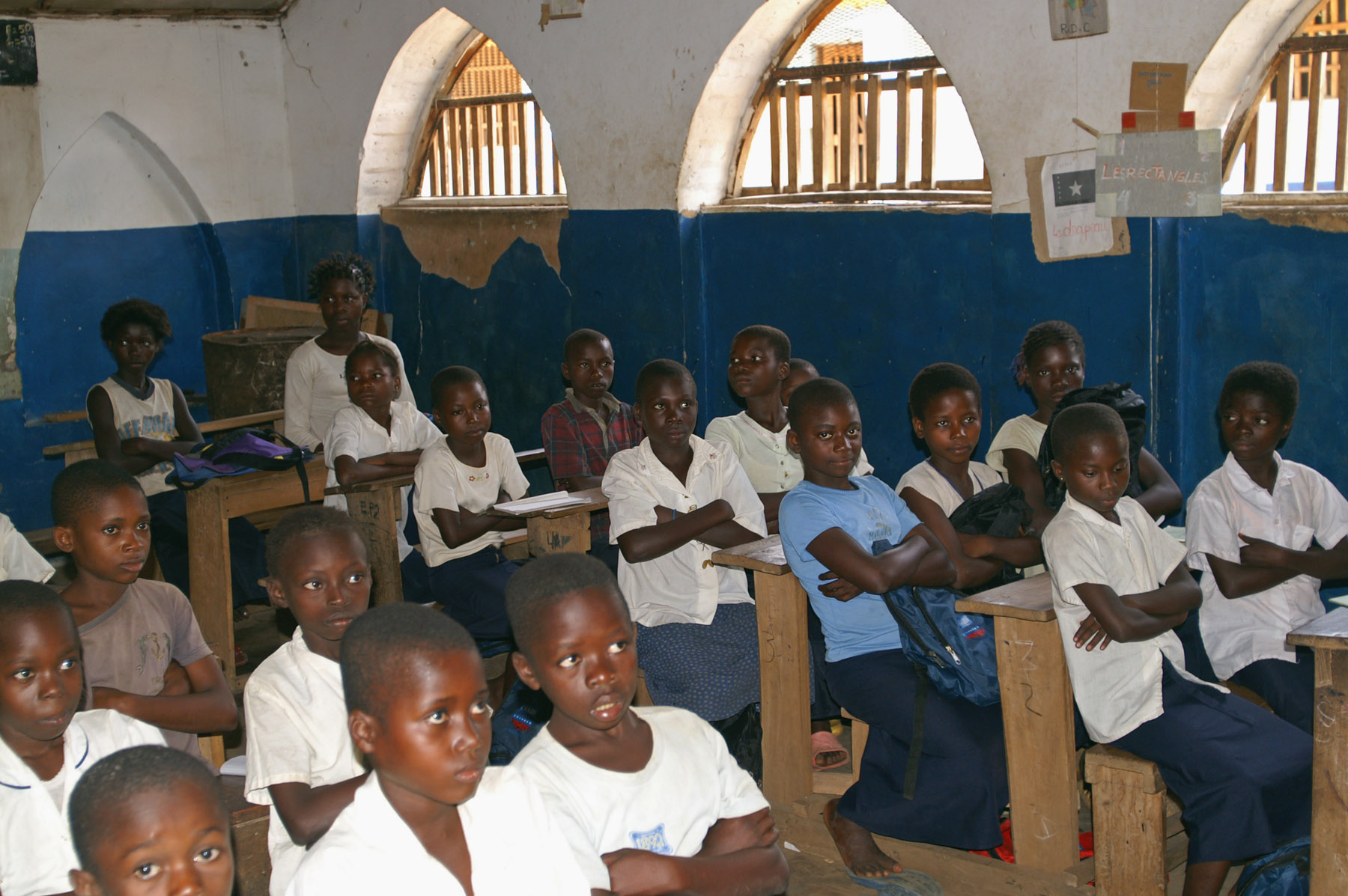
فصل مدرسي لطلاب في جمهورية الكونغو الديمقراطية

في عام 2014 كان معدل معرفة القراءة والكتابة بين السكان بين عمر 15 و 49 مقدرًا بـ 75.9% (88.1% من الذكور و 63.8% من الإناث) حسب استطلاع على مستوى البلد أجرته مؤسسة استطلاعات الديمغرافيا والصحة. يدير نظام التعليم في جمهورية الكونغو الديمقراطية ثلاث وزارات حكومية: وزارة التعليم الابتدائي والثانوي والحرفي، ووزارة التعليم العالي والجامعي، ووزارة الشؤون الاجتماعية. ليس التعليم الابتدائي في جمهورية الكونغو الديمقراطية مجانيًّا ولا إلزاميًّا، ولكن الدستور الكونغولي يقول إنه يجب أن يكون كذلك (المادة 43 من دستور 2005).
نتيجة للحرب الأهلية التي امتدت ست سنوات في أواخر تسعينيات القرن العشرين ومطالع القرن الواحد والعشرين، لم يتلق 5.2 مليون طفل في البلد أي تعليم. منذ انتهاء الحرب الأهلية، تحسن الوضع تحسنًا كبيرًا، وزاد عدد الأطفال المسجلين في المدارس الابتدائي من 5.5 مليون في 2002 إلى 16.8 مليون في 2018، وازداد عدد الأطفال المسجلين في المدارس الثانوية من 2.8 مليون في 2007 إلى 4.6 مليون في 2015 حسب بيانات اليونسكو.
تحسن الحضور الفعلي في المدارس أيضًا تحسنًا كبيرًا في السنين الأخيرة، وقُدّر صافي الحضور في المدارس الابتدائية بـ 82.4% في 2014 (82.4% من الطلاب في الفئة العمرية 6–11، 83.4% من البنين و 80.6% من البنات).

### الصحة
من المشافي في جمهورية الكونغو الديمقراطية مشفى كينشاسا العام. سجلت جمهورية الكونغو الديمقراطي ثاني أعلى دولة بمعدل وفيات الرضع (بعد تشاد). في أبريل 2011، جاء دعم من التحالف العالمي للقاحات والتحصين، هو لقاح لمنع وباء المكورات الرئوية حول كينشاسا.
في 2012، قُدّر أن 1.1% من البالغين في الفئة العمرية 15–49 كانوا يعيشون وبهم فيروس العوز المناعي البشري/الإيدز. والملاريا مشكلة حاضرة أيضًا. والحمى الصفراء أيضًا حاضرة في جمهورية الكونغو الديمقراطية.
الصحة الأمومية سيئة في جمهورية الكونغو الديمقراطية. حسب تقديرات 2010، سجلت جمهورية الكونغو الديمقراطية المرتبة السابعة عشر في معدل وفيات الأمومة في العالم. وحسب اليونيسيف، فإن 43.5% من الأطفال تحت عمر خمس سنوات يعانون نقص النمو.
في مايو 2019، بلغ عدد الموتى بتفشي وباء إيبولا في جمهورية الكونغو الديمقراطية أكثر من ألف.
حذرت وكالة الإغاثة الغذائية الطارئة للأمم المتحدة أن النزاع المتصاعد في جمهورية الكونغو الديمقراطية يزيد الوضع سوءًا بعد انتشار وباء كوفيد-19، وأن ملايين الحياة في الجمهورية معرضة للخطر وقد يموتون من الجوع. وحسب بيانات برنامج الأغذية العالمي، فإن 4 من كل عشرة في الكونغو فاقدون للأمن الغذائي، وأن نحو 15.6 مليون إنسان يواجه أزمة جوع.

### الجنايات وحفظ النظام
الشرطة الوطنية الكونغولية هي قوة الشرطة الرئيسة في جمهورية الكونغو الديمقراطية.

## التركيبة السكانية

### المجموعات الإثنية
| السنة | بالمليون نسمة |
| ----- | ------------- |
| 1950  | 12.2          |
| 2000  | 47.1          |
| 2020  | 101.8         |

شباب وبالغون من إثنية الكونغو في العاصمة الكونغولية كينشاسا

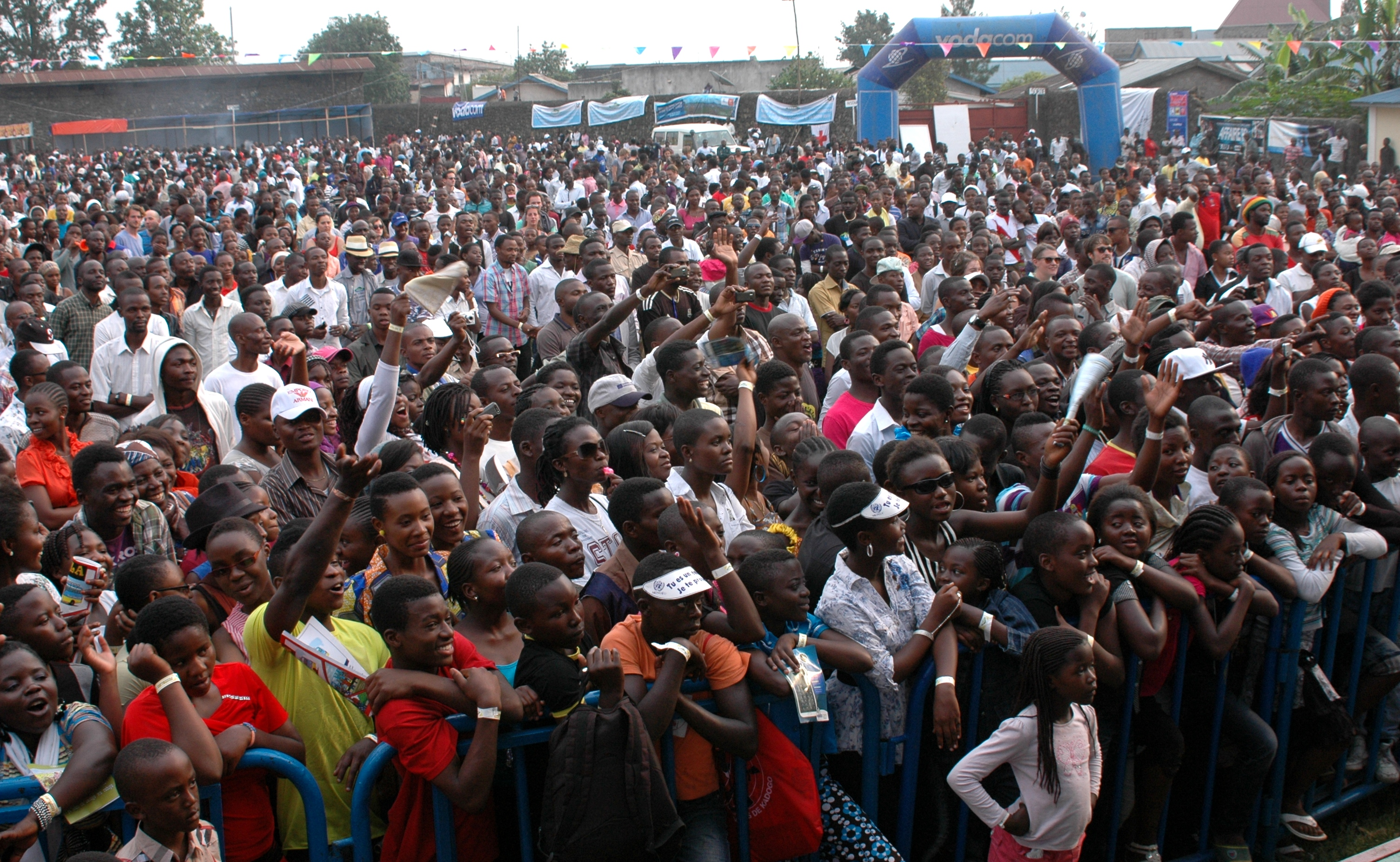
جانب من مهرجان أماني في غوما

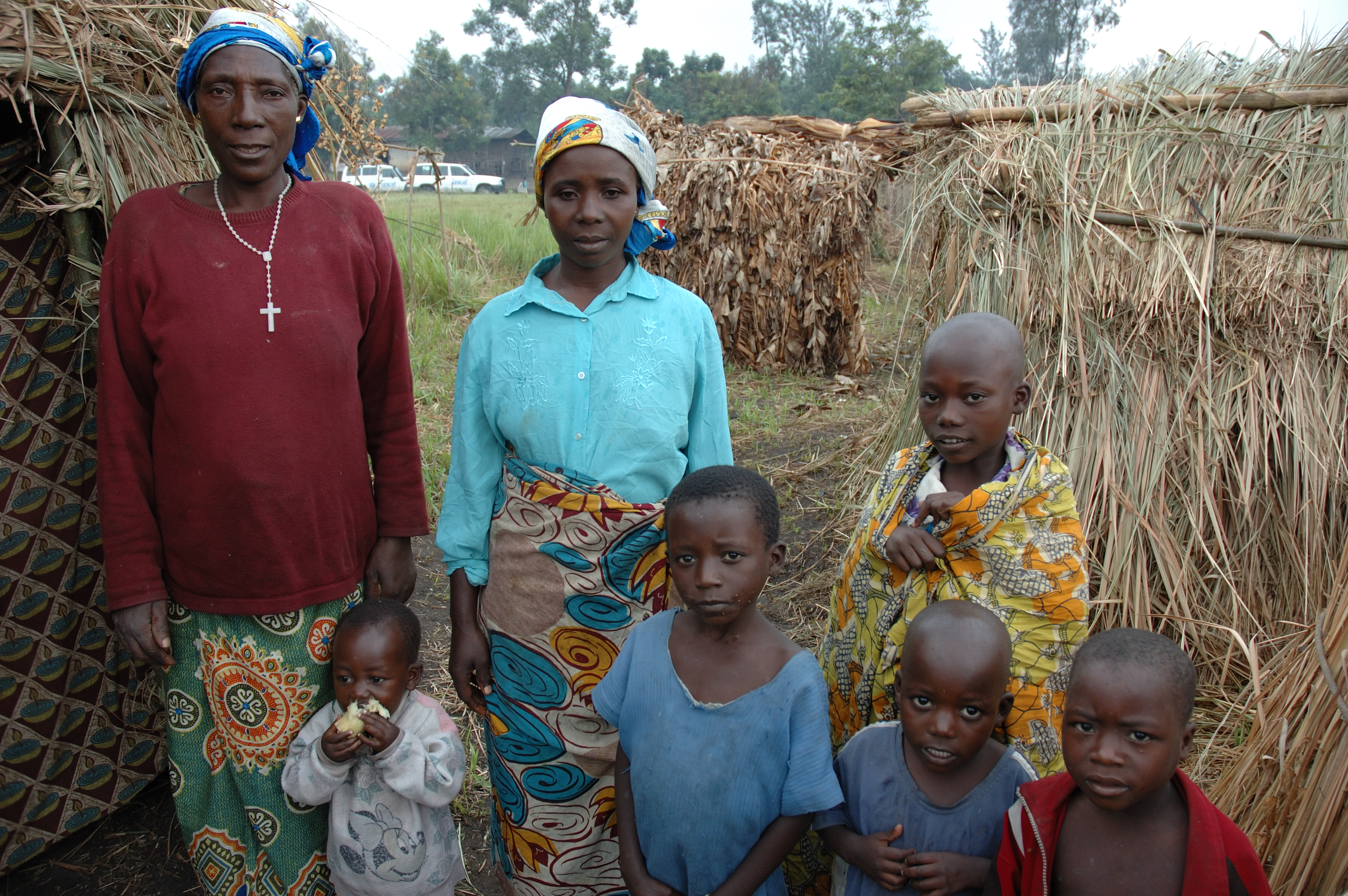
عائلة كونغولية في بلدة روتشورو بمقاطعة شمال كيفو

في جمهورية الكونغو الديمقراطية أكثر من 200 مجموعة عرقية، الأكثرية فيهم هم شعوب البانتو. تشكل شعوب المونغو واللوبا والكونغو والمانغبيتو والأزاندي مجتمعة نحو 45% من السكان. شعب الكونغو هو أكبر مجموعة عرقية في جمهورية الكونغو الديمقراطية.
في عام 2018، قدرت الأمم المتحدة تعداد السكان بأنه 84 مليون نسمة، وهو ازدياد سريع جدا، على رغم الحرب الجارية، إذ كان في 1992 39.1 مليون نسمة. عُرفت وسُمّيت في الكونغو 250 مجموعة عرقية. أكثرهم عددا هم الكونغو واللوبا والمونغو. من الشعوب الأصلية في الكونغو 600 ألف نسمة من البيغميين. مع أن عدة مئات من اللغات المحلية واللهجات تستعمل في الجمهورية، فإن التنوع اللغوي محلول باستعمال الفرنسية الشائع، واللغات الوسيطة الوطنية مثل الكيكونغو والتشيلوبا والسواحيلية واللينغالا.

### الهجرة

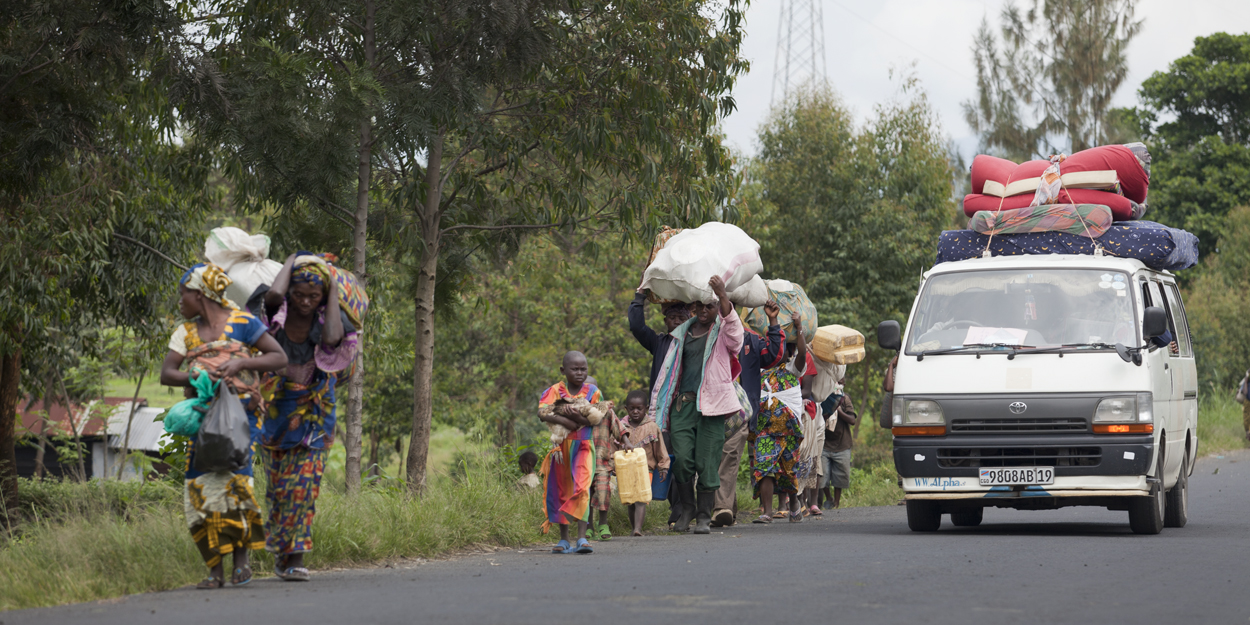
نازحون كونغوليون يفرون من قراهم بفعل الاقتتال بين القوات المسلحة الكونغولية وفصائل المتمردين في شمال كيفو بتاريخ 30 أبريل عام 2012

يصعّب وضع البلد وسوء حال المؤسسات الحكومة الحصول على أي معلومات موثوقة عن الهجرة. ولكن الدليل يدل على أن جمهورية الكونغو الديمقراطية لم تزل وجهة للمهاجرين، رغم تناقص عددهم في الفترة الأخيرة. طبيعة الهجرة متنوعة تنوعًا كبيرا، فاللاجئون وطالبو الملاذ، الذين أنتجتهم النزاعات العنيفة الكثيرة في منطقة البحيرات العظمى، يشكلون قسمًا مهمًّا من الشعب. ويُضاف إلى هذا أن عمليات التعدين في البلد تجذب العمال المهاجرين من إفريقيا وغيرها. وتحدث أيضًا هجرة لأسباب تجارية من بلدان إفريقية أخرى ومن سائر بلدان العالم، ولكن هذه الحركات لم تدرس دراسة جيدة. وتلعب الهجرة العابرة (الترانزيت) إلى جنوب إفريقيا وأوروبا أيضًا دورًا.
قلت الهجرة إلى جمهورية الكونغو الديمقراطية بمعدل ثابت في العقدين الأخيرين، والأرجح أن السبب في هذا هو العنف المسلح الذي عانته البلاد. حسب منظمة الهجرة الدولية، فإن عدد المهاجرين في جمهورية الكونغو الديمقراطية انخفض من أكثر من مليون عام 1960 إلى 754 ألفًا في 1990 ثم إلى 480 ألفًا عام 2005 ثم إلى ما قُدّر بنحو 445 ألفًا في 2010. الأرقام الرسمية غير متاحة، بسبب سيادة الاقتصاد غير النظامي في جمهورية الكونغو الديمقراطية. وكذلك ما من بيانات عن المهاجرين غير النظاميين، وهي ظاهرة مهمة بسبب الروابط العرقية بين الكونغوليين والدول المجاورة.
تختلف أعداد المواطنين الكونغوليين في الخارج حسب المصدر، من ثلاثة ملايين إلى ستة ملايين. يرجع هذا الاختلاف إلى انعدام البيانات الرسمية الموثوقة. المهاجرون من جمهورية الكونغو الديمقراطية مهاجرون طويلو الأمد، معظمهم في إفريقيا وبعضهم في أوروبا، بنسبة 79.7% و15.3% على الترتيب، حسب بيانات تقديرية عام 2000. من وجهات الهجرة الجديدة جنوب إفريقيا ونقاط عديدة على طريق أوروبا. أنتجت جمهورية الكونغو الديمقراطية رقمًا معتبرًا من اللاجئين وطالبي اللجوء الساكنين في المنطقة وخارجها. بلغت هذه الأرقام ذروتها عام 2004، عندما وُجد أكثر من 460 ألف لاجئ من جمهورية الكونغو الديمقراطية بحسب المفوضية السامية للأمم المتحدة لشؤون اللاجئين، أما عام 2008، فقد بلغ عدد اللاجئين الكونغوليين 367,995 بالإجمال، 68% منهم يعيشون في دول إفريقية.
منذ عام 2003، طُرد أكثر من 400 ألف مهاجر كونغولي من أنغولا.

### الدين

الهرم السكاني لجمهورية الكونغو الديمقراطية

المسيحية هي دين الأغلبية في جمهورية الكونغو الديمقراطية. دل آخر استطلاع أجراه برنامج الاستطلاعات الديمغرافية والصحية في 2013–2014 أن المسيحيين يشكلون 93.7% من السكان (يشكل الكاثوليك 29.7% والبروتستانت 26.8% والمسيحيون الآخرون 37.2%). أما دين الكيمبانغوية، وهو دين محلي، فيتبعه 2.8% من السكان، ويشكل المسلمون 1.2%. وجدت تقديرات حديثة أخرى أن المسيحية دين الأغلبية الذي يتبعه 95.8% من السكان، حسب تقدير مركز بيو للأبحاث، أما كتاب حقائق العالم الصادر عن وكالة الاستخبارات المركزية في الولايات المتحدة فقدّرهم بـ 95.9%. يقدر عدد متبعي الإسلام من 1% إلى 12%.
في جمهورية الكونغو نحو 35 مليون كاثوليكيا لهم ست أبرشيات وواحد وأربعون أسقفية. يصعب المبالغة بشأن تأثير الكنيسة الكاثوليكية على جمهورية الكونغو الديمقراطية. وصف شاتسبيرغ الكنيسة بأنها «المؤسسة الوطنية الوحيدة حقًّا بصرف النظر عن الحكومة». علّمت مدارس الكنيسة أكثر من 60% من طلاب المدارس الابتدائية وأكثر من 40% من طلاب المدارس الإعدادية. تملك الكنيسة وتدير شبكة مكثفة من المشافي والمدارس والعيادات، وشركات اقتصادية أسقفية منها مزارع ومراع ومخازن ومتاجر للحرفيين.

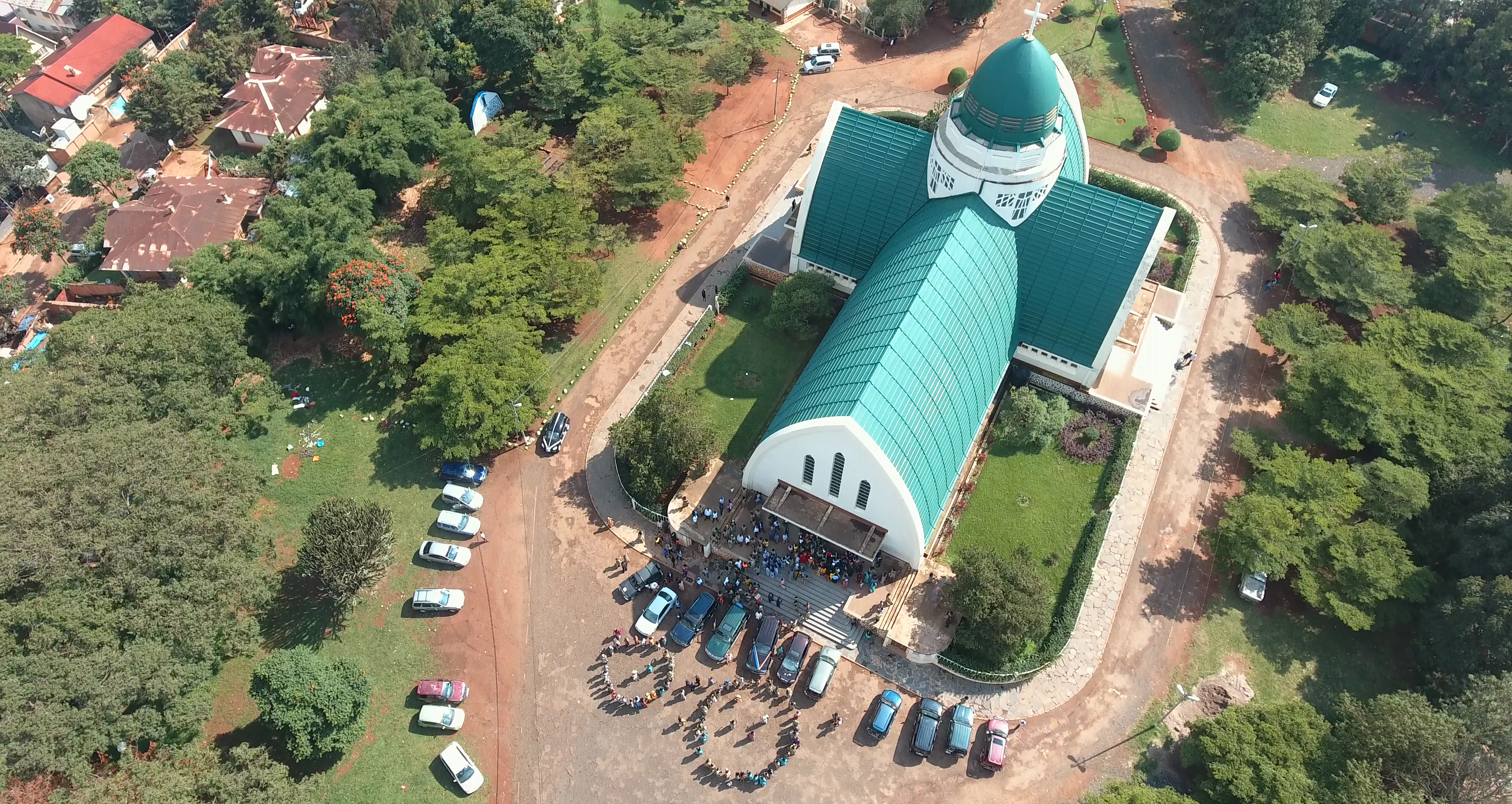
كاتدرائية سيدة السلام في بوكافو

تتحد 62 طائفة بروتستانتية تحت مظلة كنيسة المسيح في الكونغو. تسمى الكنيسة عادة ببساطة الكنيسة البروتستانتية، لأنها تشمل معظم البروتستانت في جمهورية الكونغو الديمقراطية. تشكل الكنيسة أكبر مؤسسة بروتستانتية في العالم، إذ يبلغ أعضاؤها 25 مليون عضو.
اعتُبرت الكيمبانغوية خطرًا على النظام الاستعماري ومنعها البلجيكيون. يتبع الكيمبانغوية، المسماة رسميًّا «كنيسة المسيح على الأرض والنبي سيمون كيمبانغو»، 3 ملايين إنسانًا، معظمهم من الباكونغو في الكونغو الوسطى وكينشاسا.
لم يزل الإسلام حاضرًا في جمهورية الكونغو الديمقراطية منذ القرن الثامن عشر، عندما دخل التجار العرب من شرق إفريقيا إلى الداخل لتجارة العبيد والعاج. يشكل المسلمون اليوم 1% من سكان الكونغو حسب مركز بيو للأبحاث. معظمهم من أهل السنة.
كان أول متبعي البهائية الذين سكنوا الكونغو قادمين من أوغندا عام 1953. بعد أربع سنوات انتخب المجلس الإداري المحلي. في عام 1970 انتُخب التجمع الروحاني الوطني أول مرة. ومع أن البهائية منعت في سبعينيات القرن العشرين وثمانينياته، بسبب تشويه الحكومات الأجنبية لها، فإن الحظر رُفع في نهاية الثمانينيات. في عام 2012 أُعلنت مخططات بناء دار عبادة بهائي في البلد.
تجسد الأديان التقليدية مفاهيم منها التوحيد والأرواحية وحيوية المادة والروحية وتبجيل الأموات والشعوذة وتختلف اختلافات واسعة بين المجموعات العرقية المختلفة. تضمّ الفرَق التوفيقية عادة عناصر من المسيحية إلى المعتقدات والشعائر التقليدية، ولا تنظمها كنائس معروفة بوصفها جزءًا من المسيحية. شاعت تنويعات جديدة من المعتقدات القديمة، قادتها الكنائس الخمسينية التي تستلهم من الولايات المتحدة، وكانت في مقدمة الاتهامات بالسحر، لا سيما ضد الأطفال والمسنين. يُطرَد الأطفال المتهمون بالسحر من منازلهم وأسرهم ويعيشون عادة في الشارع، وهو ما قد يؤدي إلى عنف جسمي ضدهم. في جمهورية الكونغو الديمقراطية جمعيات خيرية تدعم أطفال الشارع منها صندوق أطفال الكونغو. المشروع الرئيسي لصندوق الكونغو للأطفال هو مشروع كيمبيليو، الذي يسعى إلى لمّ شمل أطفال الشارع في لوبومباشي. المصطلح المستعمل لوصف هؤلاء الأطفال هو السحرة الأطفال، أو الأطفال المتهمون بالسحر. تشكلت منظمات كنسية لا تنتمي إلى أي طائفة للاستفادة من هذا الاعتقاد من خلال قبض رسوم باهظة على عمليات طرد الأرواح. مع أن الأمر مُنع حديثًا، فإن الأطفال الذين أجروا هذه العمليات تعرضوا لاضطهادات عنيفة على يد الكهنة والأنبياء المدعين.
| المصدر                      | المسيحية (المجموع الكلي) | الكاثوليكية | البروتستانتينية | الإسلام | أخرى                                | المصدر          |
| --------------------------- | ------------------------ | ----------- | --------------- | ------- | ----------------------------------- | --------------- |
| وزارة الخارجية الأمريكية    | 90%                      | 45%         | 40%             | 5%      | 10%（من ضمنها طوائف مسيحية أخرى）   | [ 211 ]         |
| مركز بيو للأبحاث            | 96%                      | 47%         | 48%             | 1.5%    | 2.5%                                | [ 212 ] [ 213 ] |
| كتاب حقائق العالم           | 95.9%                    | 29.9%       | 26.7%           | 1.3%    | 42.1%（من ضمنها طوائف مسيحية أخرى） | [ 214 ]         |
| رابطة أراشيف بيانات الأديان | 93.9%                    | 55.8%       | 39.1%           | 2.1%    | 5.1%                                | [ 215 ]         |

### اللغات

لغات البانتو الكبرى في الكونغو

الفرنسية هي اللغة الرسمية في جمهورية الكونغو الديمقراطية. والفرنسية مقبولة اجتماعيًّا بوصفها لغة التواصل المشترك التي تسهل التواصل بين المجموعات العرقية الكثيرة المختلفة في الكونغو. حسب المنظمة الدولية للناطقين بالفرنسية، فإن 33 مليون كونغولي (47% من الكونغوليين) يستطيع قراءة الفرنسية وكتابتها. في العاصمة كينشاسا، يستطيع 67% من الناس قراءة الفرنسية وكتابتها، ويستطيع 68.5% الحديث بها وفهمها.
يستعمل في الكونغو نحو 242 لغة، ولكن أربع منها فقط لها مكانة اللغة الوطنية: الكيتوبا «كيكونغو يا ليتا» واللينغالا والتشيلوبا والسواحيلية. ومع أن بعض الناس يتكلمون هذه اللغات المحلية أو التجارية بوصفها لغاتهم الأصلية، فإن معظمهم يتكلمها بوصفها لغة ثانية إلى جانب اللغة العرقية. اللينغالا هي اللغة الرسمية للجيش الاستعماري، «القوات العامة» تحت الحكم الاستعماري البلجيكي، ولم تزل هذه اللغة إلى اليوم اللغة السائدة في القوات المسلحة. منذ اندلاع التمردات الأخيرة، أصبح قسم كبير من الجيش في الشرق أيضًا يستعمل اللغة السواحيلية، لأنها شائعة هناك.
عندما كان البلد مستعمرة بلجيكية، أسس المستعمرون البلجيكيون التعليم واستعمال اللغات الوطنية الأربع في المدارس الابتدائية، فجعلوا الكونغو واحدة من الأمم الإفريقية القليلة التي تستطيع القراءة والكتابة باللغات المحلية في فترة الاستعمار الأوروبي. انعكست الآية بعد الاستقلال، عندما أصبحت الفرنسية لغة التعليم الوحيدة في كل المراحل. منذ عام 1975، أُعيدت اللغات الوطنية الأربعة إلى أول سنتين في التعليم الابتدائي، وأصبحت اللغة الفرنسية لغة التعليم الوحيدة من السنة الثالثة وبعدها، ولكن عمليًّا معظم المدارس الابتدائية في المناطق المدنية تستعمل الفرنسية بوصفها اللغة الوحيدة منذ السنة الأولى. تعلَّم البرتغالية في المدارس الكونغولية بوصفها لغة أجنبية. يسهّل التشابه المعجمي واللغوي مع الفرنسية تعلّم البرتغالية على الناس. معظم الناطقين بالبرتغالية (البالغ عددهم 175 ألفًا) في جمهورية الكونغو الديمقراطية هم من المغتربين من أنغولا وموزمبيق.

## الثقافة

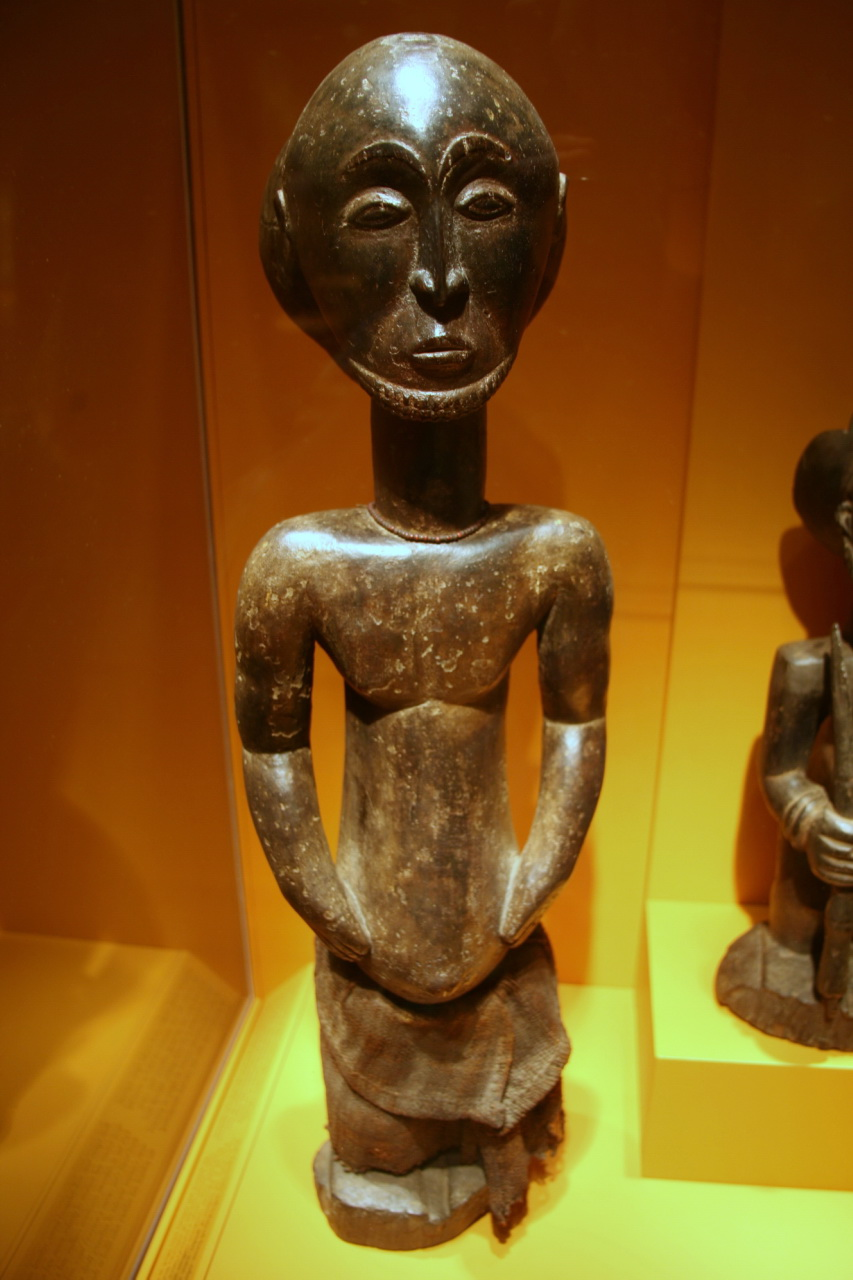
تمثال لذكر من ثقافة شعب الهيمبا

تعكس الثقافة في جمهورية الكونغو الديمقراطية التنوع العرقي لمئات المجموعات الإثنية التي تختلف في أساليب حياتها في أرجاء البلاد، من مصب نهر الكونغو على الشاطئ، صعودًا إلى الغابات المطرية والسافانا في الوسط، ثم إلى الجبال كثيرة السكان في الشرق. منذ أواخر القرن التاسع عشر، تعرضت أساليب العيش التقليدية لتغيرات بسبب الاستعمار والصراع من أجل الاستقلال والركود في فترة موبوتو، ثم الحربين الكونغوليتين الأولى والثانية. رغم كل هذه الضغوط، حافظت التقاليد والثقافات في الكونغو على تفردها. معظم سكان الكونغو (وهم 81 مليون نسمة حسب بيانات 2016) ريفيون. كان الثلاثون بالمئة الذين يسكنون في المناطق المدنية الأكثر انفتاحا على التأثيرات الغربية.

### الموسيقى
من مميزات الثقافة الكونغولية أيضًا الموسيقى. لجمهورية الكونغو الديمقراطية أثر على موسيقى الرومبا الكوبية، وترجع إلى مدينة كومبا في الكونغو ورقصة الميرينغي. وجاءت هاتان الأخيرتان بموسيقى السوكوس. تنتج أمم إفريقية أخرى أنواعا موسيقية مشتقة من السوكوس الكونغولي. تغني بعض الفرق الموسيقية الإفريقي باللينغالا، وهي واحدة من اللغات الرئيسة في جمهورية الكونغو الديمقراطية. السوكوس الكونغولية نفسها، بقيادة الخبير بابا ومبا، أسببت جيلًا من الشباب الذين يلبسون دائمًا ألبسة تصميمية غالية. سميت هذه الأنواع كلها الجيل الرابع من الموسيقا الكونغولية وتأتي معظمها من الفرقة المشهورة ونج موزيكا.

### الرياضة

ملعب الشهداء في كينشاسا.

تلعَب في جمهورية الكونغو الديمقراطية رياضات كثيرة، منها كرة القدم وكرة السلة والرغبي. تلعَب الرياضات هذه في ملاعب عديدة في أرجاء البلد، منها ملعب فريديريك كيباسا ماليبا. شاركت زائير في كأس العالم لكرة القدم (الدور النهائي) في 1974.
تشتهر الكونغو عالميا بلاعبيها المحترفين في كرة السلة وكرة القدم. يعرَف ديكمبي موتومبو بأنه واحد من أفضل لاعبي كرة السلة الإفريقيين في التاريخ. وهو مشهور بمشاريعه الإغاثية في بلده. حاز بيسماك بيومبو وكريستيان إينغا وإمانزيل مودياي وآخرون اهتماما عالميًّا كبيرًا في كرة السلة. كما حاز لاعبون كونغوليون أو ذوو أصول كونغولية شهرة في عالم كرة القدم، منهم روميلو لوكاكو ويانيك بولاسي وديوميرسي مبوكاني. شاركت جمهورية الكونغو الديمقراطية مرتين في كأس الأمم الإفريقية لكرة القدم.

### وسائل الإعلام
من الصحف في جمهورية الكونغو الديمقراطية: لافونير، وراديون تيليفيزيون موانغازا، ولاكونسيانس ولوبزيرفاتور ولوفار ولوبوتنسييل ولو سوف ولو كونغوليه سي دي، وهي صحيفة يومية على الإنترنت. راديو تيليفيزيون ناسيونال كونغوليه هي الإذاعة الوطنية لجمهورية الكونغو الديمقراطية. تذيع الإذاعة هذه باللينغالا والفرنسية والإنجليزية.

### الأدب
يستعمل الكتاب الكونغوليون الأدب وسيلة لتطوير حس وطني في الشعب الكونغولي. أجبر تاريخ الاستعمار المأساوي والحرب الشعب الكونغولي على الاستقرار في حالة الرضا، وقبول الثقافة التي أجبرتهم عليها بلجيكا.
بدأ الأدب الكونغولي الحديث يظهر في أواخر خمسينيات القرن العشرين. ترجع بعض القطع الأدبية إلى ما قبل الحرب العالمية الأولى، ولكن الأدب المكتوب بالفرنسية لم يظهر في الكونغو حتى عام 1954. بعد استقلال الكونغو عن بلجيكا في الستينيات، استلهم كتاب حديثون منهم غاي منغا وجان بيير ماكوتوا مبوكو الكتّاب القدماء، مثل جان مالونغا من كونغو برازافيل، واستعملوا الكتابة ليجذبوا الانتباه إلى مشكلات جديدة في الكونغو. بدأ صعود الكاتبات الإناث في السبعينيات فبدأ التنوع في الأدب الكونغولي ودعم النساء. شارك كتاب كثيرون في الخارج بسبب المشكلات الاقتصادية والسياسية في نجاح الأدب الكونغولي.
كتب فردريك كامبمبا ياموزانغي الأدب للأجيال التي نشأت في الكونغو في فترة الاستعمار وكانت تحارب من أجل الاستقلال وبعد ذلك. قال ياموزانغي في مقابلة معه إنه شعر بالبعد عن الأدب وأراد أن يصلح ذلك فكتب رواية سماها الدائرة الكاملة وهي قصة عن صبي يسمى إمانويل شعر في أول القصة باختلاف الثقافات بين المجموعات المختلفة في الكونغو وخارجها.
أما راييس نيزا بونيزا، وهو كاتب من مقاطعة كاتانغا في جمهورية الكونغو الديمقراطية، فكتب روايات وأشعارًا ليدعم التعبيرات الفنية طريقة للتعامل مع النزاعات.
استعمل هؤلاء المؤلفون وغيرهم أدواتهم للتوعية بالأزمات والنزاعات التي حدثت في الكونغو.

### المشكلات البيئية
يحدّ الغابةً المطرية في حوض النهر الأوسط والمرتفعات الشمالية في جمهورية الكونغو الديمقراطية من الشرق صدعُ ألبرت (وهو الفرع الغربي للصدع الأفريقي الكبير). وفيه عدد من بحيرات إفريقيا الكبرى.
مشكلات بيئية كبيرة
من المشكلات البيئية الكبيرة في جمهورية الكونغو الديمقراطية:
- إزالة الغابات
- الصيد الجائر، الذي يهدد الحياة البرية
- تلوث المياه
- التعدين

يسبب اللاجئون أو يعدّون مسؤولين بطريقة ما، عن إزالة جزء كبير من الغابات وتعرية التربة والصيد الجائر في البرية. من المشكلات المهمة أيضًا الأذى البيئي الناجم عن تعدين المعادن، لا سيما الألماس والذهب والكولتان، وهو معدن يستعمل في صناعة المكثفات.

### الأنواع وفقدان التنوع البيئي

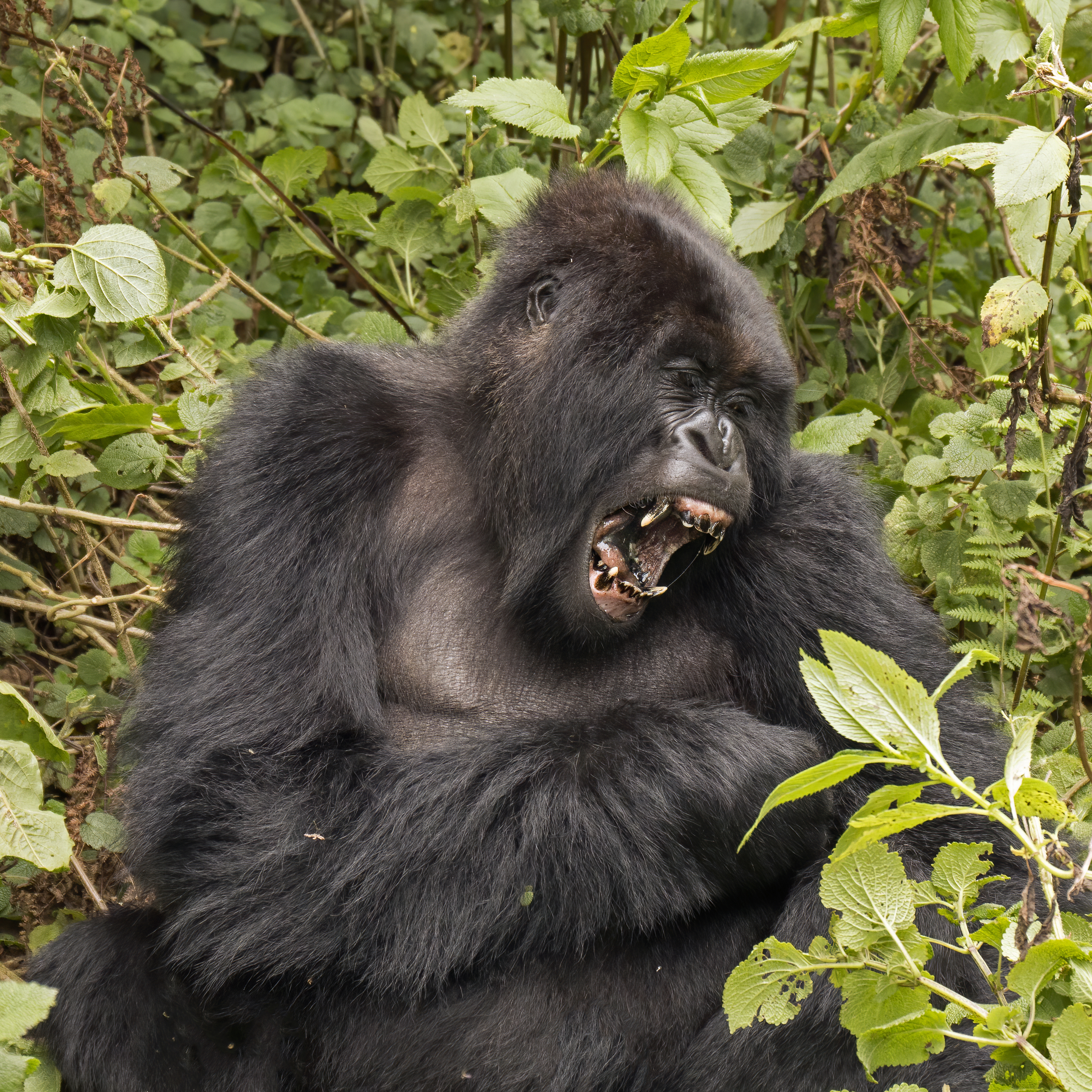
غوريلا الجبال المهددة بالانقراض. يعيش ما يعادل نحو نصف عدد هذا النوع في منتزه فيرونغا الوطني بجمهورية الكونغو الديمقراطية ما يجعل المنتزه موقعًا بالغ الأهمية باعتباره موطنًا رئيسيًا لهذا النوع.

تؤثر المشكلات البيئية في جمهورية الكونغو الديمقراطية كثيرا من الأنواع النباتية والحيوانية المتوطنة فيها. في جمهورية الكونغو الديمقراطية ثاني أكبر غابة مطرية بعد الأمازون وتشمل الأنظمة البيئية السافانا والمستنقعات والسهول الفيضية. حسب الصندوق العالمي للطبيعة، فإن الموائل والأنواع الفريدة تجعل جمهورية الكونغو الديمقراطية أكثر المناطق قيمة في العالم من حيث التنوع البيئي وحماية الحياة البرية والحفاظ على الغابات المطرية، ولكنها تجعلها أيضًا أخطر المناطق.
نُوّه بخسارة الأنواع مشكلةً في جمهورية الكونغو الديمقراطية، سببتها أو زادت من حدتها أسباب منها التصحر بسبب التعدين، والوقود الخشبي والبنى التحتية والزراعة والحرب والصيد الجائر والاستهلاك المتزايد للحوم الأدغال بسبب التضخم السكاني وانعدام الأمن الغذائي. حاولت الأمم المتحدة في أهدافها للتنمية المستدامة أن تحارب خسارة الأنواع في دول مثل الكونغو، لاسيما هدف التنمية المستدامة الخامس عشر، الحياة على الأرض، الذي يهدف إلى زيادة التحريج والتنوع البيئي وتقليل خسارة الأنواع وإزالة الغابات والصيد الجائر غير القانوني. من الدفاعات الأولية عن الأنواع والموائل في جمهورية الكونغو الديمقراطية نظام الحدائق والمحميات الوطنية، الذي يحمي نحو 12% من غابة جمهورية الكونغو الديمقراطية المطرية. خمس من هذه الحدائق والمحميات من مواقع التراث العالمي في اليونسكو، منها الحديقة الوطنية الإفريقية الأولى، حديقة فيرونغا. وضعت كل هذه الحدائق في قائمة مواقع التراث العالمي المعرضة للخطر. قلل سوء الإدارة وسوء الأحوال الاقتصادية فعالية هذه الحمايات، لا سيما في أوقات الحرب. كلفت حماية هذه الحدائق 200 حالة وفاة بين حراس المنتزهات في السنين العشرين الماضية. نُظر في حديثة فيرونغا الوطنية وحديقة سالونغو الوطنية، المسجلتين في قائمة مواقع التراث العالمي لليونسكو، لاستكشاف المعادن والنفط. ستفتح هذه الحركة 21.5% من حديقة فيرونغا للاستثمار، وهو ما ينتقد ناشطو حقوق الحيوان كثيرًا لأنه سيهدد موئل غوريلا الجبال وأنواع أخرى مهددة بالانقراض.

#### إزالة الغابات

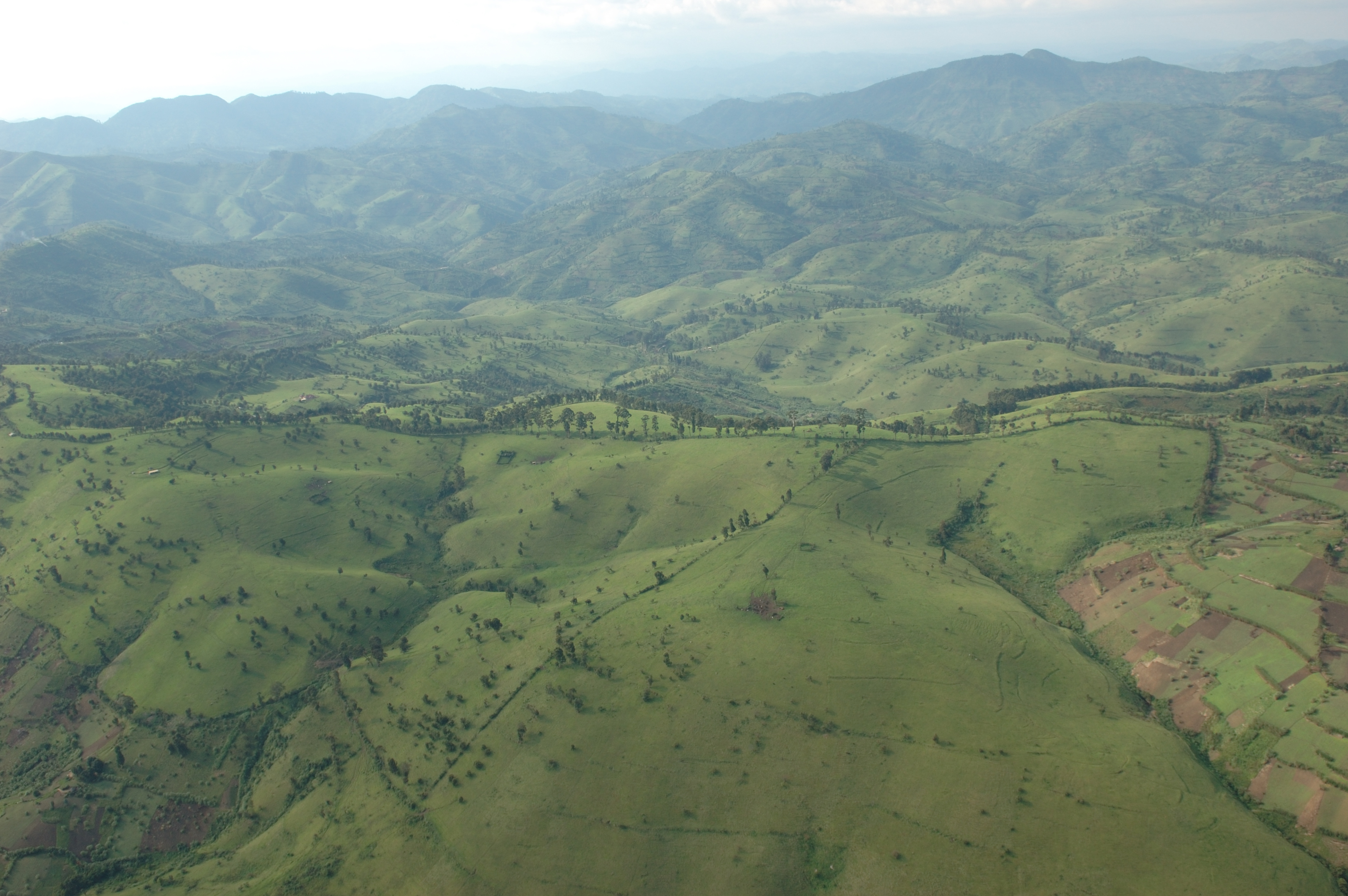
أراضي تعرضت غاباتها للإزالة في جمهورية الكونغو الديمقراطية.

بين عام 2000 وعام 2014 خسرت جمهورية الكونغو الديمقراطية بالمتوسط 570 هكتارًا من الغابات المطرية كل عام، وكانت أكبر نسبة للتصحر بين عام 2011 و2014. إزالة الغابات هو السبب الأساسي في خسارة التنوع الحيوي والأنواع عالميًّا، من خلال خسارة الموائل وتجزئتها. من أهداف هدف التنمية المستدامة الخامس عشر تقليل إزالة الأشجار والغابات وتشجيع التحريج بحلول عام 2020. سجلت جمهورية الكونغو الديمقراطية في مؤشر سلامة الطبيعة والغابات بالمتوسط 7.56/10، فكانت مرتبتها 36 من 172 دولة في العالم.
توجد في جمهورية الكونغو الديمقراطية أكبر الغابات المطرية في إفريقيا، وهي في خطر التصحر بسبب عمليات التعدين والزراعة والبنى التحتية والوقود الخشبي. في جمهورية الكونغو الديمقراطية 94% من الخشب الذي يؤخذ من الغابة المطرية يستعمل وقودًا، بسبب الفقر وعدم وجود البنية التحتية للكهرباء، والطبيعة اللامركزية للسكان. حاولت وكالات الدعم تعزيز الحراجة الزراعية بإنماء أشجار سريعة النمو لتجنب الاستغلال المفرط للغابات المطرية، بهدف تقليل إزالة الغابات. من مسببات التصحر الكبيرة الأخرى: التعدين والنزاع المسلح، ففي فترة النزاع المسلح تزايد التصحر على يد المجموعات المسلحة بسبب الوقود الخشبي وعمليات التعدين الصغيرة وقطع الأشجار وبيعها لتمويل العمليات المسلحة. ولكن النزاع أيضًا قلل التصحر بسبب توقف عمليات التعدين الواسع بسبب الاضطراب الأمني.
من السياسات التي جُرّبت لتقليل إزالة الأشجار وزيادة التنوع الحيوي في جمهورية الكونغو الديمقراطية برنامج الأمم المتحدة لخفض الانبعاثات الناتجة عن إزالة الغابات وتدهورها، ويستعمل هذا البرنامج نظام تجارة الانبعاثات، إذ تعوّض فيه الدول المتطور عن انبعاثاتها الكربونية بالدفع للدول النامية التي فيها غابات مطرية، للحفاظ على غاباتها.

#### لحوم الطرائد
تشير لحوم الطرائد إلى كل لحم أُخذ من الحياة البرية. أدت الكثافة السكانية والنزاعات المستمرة في جمهورية الكونغو الديمقراطية إلى عجز غذائي، وهو ما زاد استعمال لحوم الطرائد. ليست المعلومات المتعلقة بلحوم الطرائد شاملة، ولكن الدراسات تقدر أن 6 ملايين طن من لحوم الحيوانات تؤخذ من لحوم الطرائد كل عام. لا يميز الصيادون بين الحيوانات التي يصيدونها ولا يفكرون في أهمية بعض الأنواع التي يمكن أن تكون مهندسة نظام بيئي أو أنواعًا رئيسية.
لحوم الطرائد مصدر مهم للبروتين لملايين الناس في جمهورية الكونغو الديمقراطية، لا سيما في المناطق الريفية التي تستعمل فيها هذه اللحوم في 50–70% من الوجبات. بالنسبة للذين لا يستطيعون تحمل تكاليف المنتجات الزراعية، تعد هذه اللحوم وجبة مجانية. أظهرت دراسة حديثة العهد في جمهورية الكونغو الديمقراطية أن معظم الحيوانات تقريبًا تؤخذ من الكونغو كل عام، وأن 93% من كل الحيوانات الحية في الغابة تؤخذ من أجل لحوم الطرائد، ولكن المعدل الذي يمكن الوثوق به هو 20%. هذا المقدار المذكور ضخم بالمقارنة مع غابة الأمازون حيث تُصاد 3% فقط بالنسبة إلى معدل الكونغو. تظهر الدراسة أن الطريقة الوحيدة لحل هذا هو إيجاد مصادر غذائية أخرى لتغذية الناس في حوض الكونغو الذين ليس عندهم وسيلة للغذاء إلا لحوم الطرائد. أظهرت دراسة أخرى أن الأنواع المستعملة في أسواق اللحوم في كيسانغاني وهي ثالث أكبر مدينة في الكونغو هي مزدوجات الأصابع بنسبة 40.06% من الجثث المبيعة ثم الرئيسيات بنسبة 37.79% من الجثث المبيعة.
مؤخرا قل انتشار صيد الطرائد بسبب خطر فيروس إيبولا على حياة الصيادين واللحّامين، لا سيما من لحوم البشرانيات وأشباهها والخفافيش. ومع أن شيّ اللحم وتجفيفه يقتل الفيروس، فإن الصيد انحدر انحدارًا كبيرًا وروى بعض الصيادين انخفاض مبيعاتهم بنسبة 80%.

#### النزاعات
لم تزل الحروب في جمهورية الكونغو الديمقراطية على مستويات مختلفة من الشدة منذ 1994 عندما كانت تسمى زائير. مع أن الحرب المعروفة بحرب أفريقيا العالمية انتهت عام 2003، فإن الجزء الشرقي من البلاد لا يزال يشهد مناوشات بين المجموعات المتمردة والقوات الحكومية. لم يقلل أعداد الأنواع في الكونغو شيء كما قلله النزاع، فعندما وصلت مجموعة مسلحة إلى حديقة غارامبا الوطنية عام 1997، قُتل خلال ثلاثة أشهر نصف فيلة الحديثة وثلثا الجواميس وثلاثة أرباع أفراس النهر. إن سبب تأثير النزاع في الحياة الطبيعية هكذا هو ازدياد استعمال لحوم الطرائد لتغذية المقاتلين، وانتشار الأسلحة، وتجارة الحيوانات الغريبة والعاج، وقصور القانون والنظام. حسب دراسة أخرى جرت أثناء الحرب الأهلية في محمية أوكابي للحياة البرية، قل عدد الفيلة بنحو 50% وجرى تغير كبير في توزعها فأصبحت تفضل المناطق المنعزلة من الحديقة.